# Musikjahr 2013
Liste der Musikjahre

◄◄ | ◄ | 2009 | 2010 | 2011 | 2012 | Musikjahr 2013 | 2014 | 2015 | 2016 | 2017 | ► | ►►

Weitere Ereignisse · Country-Musik
Der Artikel behandelt das Musikjahr 2013.
Erfolgreiche Künstler waren im internationalen Vergleich Avicii, Robin Thicke, One Direction und Justin Timberlake. im deutschsprachigen Raum waren es vor allem Schlagerstars wie Helene Fischer, Beatrice Egli und Andrea Berg, die die Charts anführten.

## Ereignisse

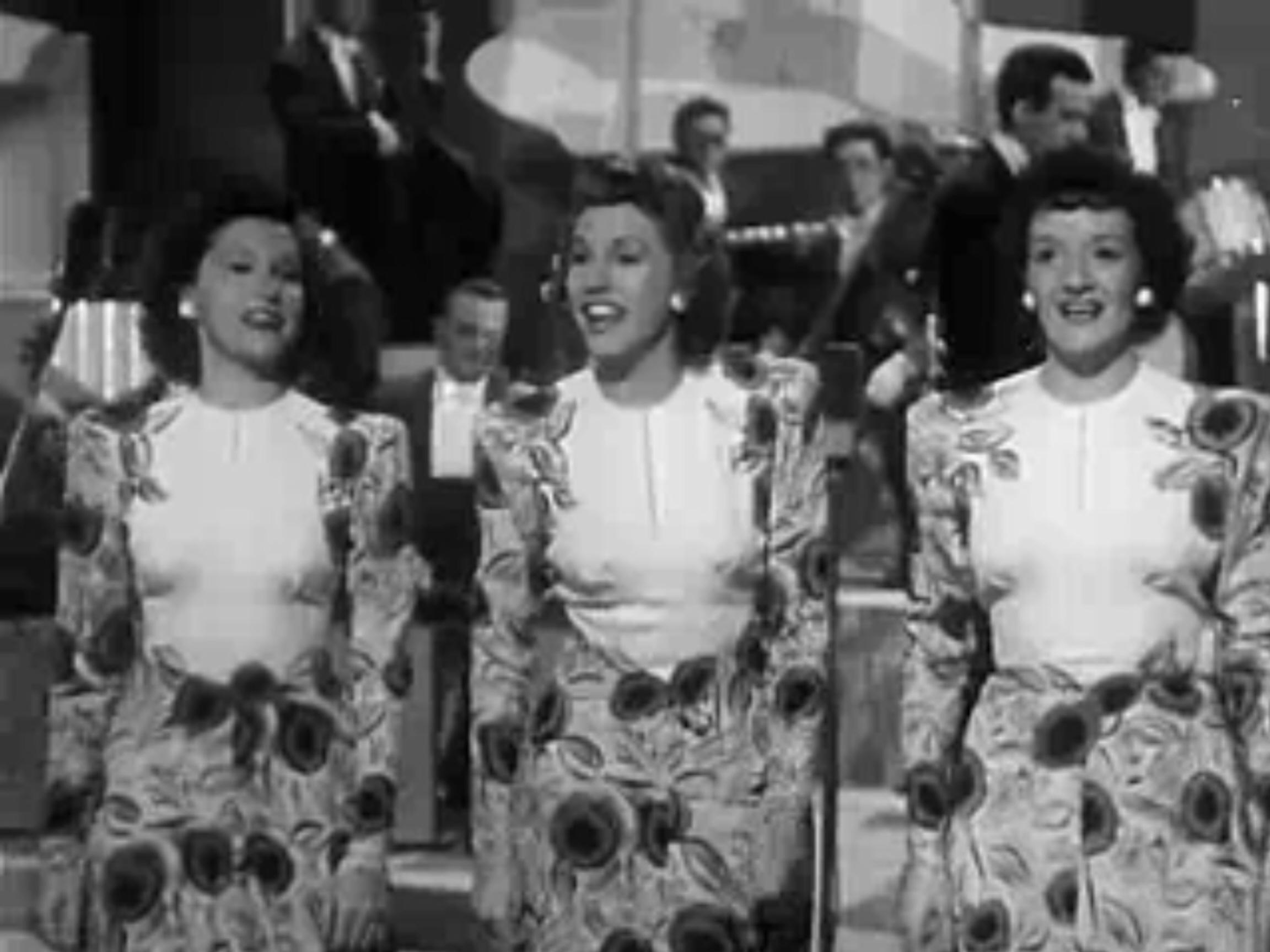
The Andrews Sisters (1942)

### Populäre Musik
- 21. Januar: Mit Patty Marie stirbt die letzte der The Andrews Sisters.
- 01. März: Die britische Progressive-Rock-Band Yes startet in West Wendover ihre Three Albums Tour. Die Tournee endet nach 103 Konzerten am 5. Juni 2014 in Oslo.
- 04. Mai: Die britische Synthie-Pop-/Synth-Rock-Band Depeche Mode startet in Nizza ihre The Delta Machine Tour. Die Tournee endet nach 106 Konzerten am 7. März 2014 in Moskau.
- 25. Mai: Das deutsche Elektropop-Duo Glasperlenspiel startet in Freiburg im Breisgau seine Grenzenlos Tour.

### Klassische Musik und Musiktheater
- 27. März: Uraufführung der Oper Claude von Thierry Escaich mit einem Libretto von Robert Badinter nach Victor Hugos Erzählung Claude Gueux in der Opéra National de Lyon
- 15. Juni: Die Oper Champion von Terence Blanchard (Musik) mit einem Libretto von Michael Cristofer wird im Opera Theatre of Saint Louis uraufgeführt.
- Das Jukebox-Musical Massachusetts – Das Bee Gees Musical wird erstmals aufgeführt.

## Musikcharts

### Deutschland
| Singles                                                | Position | Alben                                   |
| ------------------------------------------------------ | -------- | --------------------------------------- |
|                                                        |          |                                         |
| Wake Me Up Avicii                                      | 1        | Farbenspiel Helene Fischer              |
| Blurred Lines Robin Thicke feat. T.I. + Pharrell       | 2        | Swings Both Ways Robbie Williams        |
| Scream & Shout Will.i.am & Britney Spears              | 3        | Atlantis Andrea Berg                    |
| Get Lucky Daft Punk feat. Pharrell Williams            | 4        | Mit den Gezeiten Santiano               |
| Let Her Go Passenger                                   | 5        | Abenteuer Andrea Berg                   |
| Can’t Hold Us Macklemore & Ryan Lewis feat. Ray Dalton | 6        | Best of Helene Fischer Helene Fischer   |
| Thrift Shop Macklemore & Ryan Lewis feat. Wanz         | 7        | Delta Machine Depeche Mode              |
| Safe and Sound Capital Cities                          | 8        | Outlaw Gentlemen & Shady Ladies Volbeat |
| Radioactive Imagine Dragons                            | 9        | Bis ans Ende der Welt Santiano          |
| La La La Naughty Boy feat. Sam Smith                   | 10       | Mit freundlichen Grüßen Heino           |

- Die Albumjahrescharts wurden vom Schlager dominiert. Ganze sieben Alben sind diesem Genre zuzurechnen: Andrea Berg, Helene Fischer und Santiano konnten je zwei Alben platzieren und auch Heino konnte mit seinen an den Schlager angelehnten Coverversionen von deutschen Rock-Hits in die Jahrescharts gelangen.

Die längsten Nummer-eins-Singles
Lieder, die die meiste Zeit während eines anderen Jahres auf Platz 1 der Charts verbrachten, werden hier nicht aufgeführt.
1. Avicii – Wake Me Up (10 Wochen)
2. Will.i.am & Britney Spears – Scream & Shout (9 Wochen)
3. Klingande – Jubel (7 Wochen)

Die längsten Nummer-eins-Alben
Alben, die die meiste Zeit während eines anderen Jahres auf Platz 1 der Charts verbrachten, werden hier nicht aufgeführt.
1. Heino – Mit freundlichen Grüßen (4 Wochen)
2. Helene Fischer – Farbenspiel; Robbie Williams – Swings Both Ways (jeweils 3 Wochen)

Alle weiteren Alben waren entweder eine oder zwei Wochen auf Platz 1 gelistet.
Alle Nummer-eins-Hits und die Hits des Jahres

### Österreich
| Singles                                                | Position | Alben                                                          |
| ------------------------------------------------------ | -------- | -------------------------------------------------------------- |
|                                                        |          |                                                                |
| Wake Me Up Avicii                                      | 1        | Atlantis Andrea Berg                                           |
| Blurred Lines Robin Thicke feat. T.I. & Pharrell       | 2        | Farbenspiel Helene Fischer                                     |
| Scream & Shout Will.i.am & Britney Spears              | 3        | Swings Both Ways Robbie Williams                               |
| Let Her Go Passenger                                   | 4        | Home Sweet Home Andreas Gabalier                               |
| Bilder im Kopf Sido                                    | 5        | Glücksgefühle Beatrice Egli                                    |
| Just Give Me a Reason Pink feat. Nate Ruess            | 6        | The Truth About Love Pink                                      |
| Can’t Hold Us Macklemore feat. Ryan Lewis & Ray Dalton | 7        | Abenteuer – 20 Jahre Andrea Berg                               |
| Rosana Wax                                             | 8        | Best of Helene Fischer Helene Fischer                          |
| Victim of Love Leonard Pospichal & Thomas Blug         | 9        | Neujahrskonzert 2013 Wiener Philharmoniker / Franz Welser-Möst |
| And We Danced Macklemore feat. Ziggy Stardust          | 10       | Outlaw Gentlemen & Shady Ladies Volbeat                        |

Die längsten Nummer-eins-Singles
Lieder, die die meiste Zeit während eines anderen Jahres auf Platz 1 der Charts verbrachten, werden hier nicht aufgeführt.
1. Avicii – Wake Me Up (9 Wochen)
2. Passenger – Let Her Go (5 Wochen)
3. Will.i.am & Britney Spears – Scream & Shout; Robin Thicke feat. T.I. & Pharrell – Blurred Lines; Olly Murs – Dear Darlin’; Pitbull feat. Kesha – Timber (jeweils 4 Wochen)

Die längsten Nummer-eins-Alben
Alben, die die meiste Zeit während eines anderen Jahres auf Platz 1 der Charts verbrachten, werden hier nicht aufgeführt.
1. Robbie Williams – Swings Both Ways (5 Wochen)
2. Die Seer – Dahoam; Andrea Berg – Abenteuer – 20 Jahre Andrea Berg (jeweils 4 Wochen)
3. Andreas Gabalier – Home Sweet Home; Andrea Berg Atlantis (jeweils 3 Wochen)

Alle Nummer-eins-Hits und die Hits des Jahres

### Schweiz
| Singles                                                | Position | Alben                              |
| ------------------------------------------------------ | -------- | ---------------------------------- |
|                                                        |          |                                    |
| Wake Me Up Avicii feat. Aloe Blacc                     | 1        | Glücksgefühle Beatrice Egli        |
| Blurred Lines Robin Thicke feat. T.I. + Pharrell       | 2        | Random Access Memories Daft Punk   |
| Get Lucky Daft Punk feat. Pharrell Williams            | 3        | 2013 – Sky Is the Limit DJ Antoine |
| Let Her Go Passenger                                   | 4        | The Truth About Love Pink          |
| Thrift Shop Macklemore & Ryan Lewis feat. Wanz         | 5        | Racine carrée Stromae              |
| Scream & Shout Will.i.am & Britney Spears              | 6        | Farbenspiel Helene Fischer         |
| Impossible James Arthur                                | 7        | Service Publigg Bligg              |
| Just Give Me a Reason Pink feat. Nate Ruess            | 8        | Unorthodox Jukebox Bruno Mars      |
| Can’t Hold Us Macklemore & Ryan Lewis feat. Ray Dalton | 9        | Recto verso Zaz                    |
| Sonnentanz Klangkarussell                              | 10       | All the Little Lights Passenger    |

Die längsten Nummer-eins-Singles
Lieder, die die meiste Zeit während eines anderen Jahres auf Platz 1 der Charts verbrachten, werden hier nicht aufgeführt.
1. Avicii feat. Aloe Blacc – Wake Me Up (13 Wochen)
2. Robin Thicke feat. T.I. & Pharrell – Blurred Lines (6 Wochen)
3. Macklemore & Ryan Lewis feat. Wanz – Thrift Shop; Passenger – Let Her Go (jeweils 5 Wochen)

Die längsten Nummer-eins-Alben
Alben, die die meiste Zeit während eines anderen Jahres auf Platz 1 der Charts verbrachten, werden hier nicht aufgeführt.
1. Beatrice Egli – Glücksgefühle (4 Wochen)
2. Black Sabbath – 13; Jay-Z – Magna Carta…Holy Grail; Stromae – Racine carrée; DJ Antoine – Sky Is the Limit (jeweils 3 Wochen)

Alle weiteren Alben waren entweder eine oder zwei Wochen auf Platz 1 gelistet.
Alle Nummer-eins-Hits und die Hits des Jahres

### Vereinigtes Königreich
| Singles                                          | Position | Alben                             |
| ------------------------------------------------ | -------- | --------------------------------- |
|                                                  |          |                                   |
| Blurred Lines Robin Thicke feat. T.I. & Pharrell | 1        | Midnight Memories One Direction   |
| Get Lucky Daft Punk feat. Pharrell Williams      | 2        | Our Version of Events Emeli Sandé |
| Wake Me Up Avicii                                | 3        | To Be Loved Michael Bublé         |
| Let Her Go Passenger                             | 4        | Swings Both Ways Robbie Williams  |
| La La La Naughty Boy feat. Sam Smith             | 5        | Right Place Right Time Olly Murs  |
| Roar Katy Perry                                  | 6        | Unorthodox Jukebox Bruno Mars     |
| Thrift Shop Macklemore & Ryan Lewis feat. Wanz   | 7        | Time Rod Stewart                  |
| Just Give Me a Reason Pink feat. Nate Ruess      | 8        | AM Arctic Monkeys                 |
| Counting Stars OneRepublic                       | 9        | Since I Saw You Last Gary Barlow  |
| Mirrors Justin Timberlake                        | 10       | Halcyon Ellie Goulding            |

Die längsten Nummer-eins-Singles
Lieder, die die meiste Zeit während eines anderen Jahres auf Platz 1 der Charts verbrachten, werden hier nicht aufgeführt.
1. Robin Thicke feat. T.I. & Pharrell – Blurred Lines (5 Wochen)
2. Daft Punk feat. Pharrell Williams – Get Lucky (4 Wochen)
3. Justin Timberlake – Mirrors; Avicii – Wake Me Up; Ellie Goulding – Burn; Lily Allen – Somewhere Only We Know (jeweils 3 Wochen)

Die längsten Nummer-eins-Alben
Alben, die die meiste Zeit während eines anderen Jahres auf Platz 1 der Charts verbrachten, werden hier nicht aufgeführt.
1. Emeli Sandé – Our Version of Events; Les Misérables – Soundtrack; Richard & Adam – The Impossible Dream; Robbie Williams – Swings Both Ways (jeweils 4 Wochen)
2. Justin Timberlake – The 20/20 Experience (3 Wochen)

Alle weiteren Alben waren entweder eine oder zwei Wochen auf Platz 1 gelistet.
Alle Nummer-eins-Hits und die Hits des Jahres

### Vereinigte Staaten
| Singles                                                | Position | Alben                                      |
| ------------------------------------------------------ | -------- | ------------------------------------------ |
|                                                        |          |                                            |
| Thrift Shop Macklemore & Ryan Lewis feat. Wanz         | 1        | The 20/20 Experience Justin Timberlake     |
| Blurred Lines Robin Thicke feat. T.I. & Pharrell       | 2        | Red Taylor Swift                           |
| Radioactive Imagine Dragons                            | 3        | Take Me Home One Direction                 |
| Harlem Shake Baauer                                    | 4        | Unorthodox Jukebox Bruno Mars              |
| Can’t Hold Us Macklemore & Ryan Lewis feat. Ray Dalton | 5        | Babel Mumford & Sons                       |
| Mirrors Justin Timberlake                              | 6        | Night Visions Imagine Dragons              |
| Just Give Me a Reason Pink feat. Nate Ruess            | 7        | Here’s the Good Times Florida Georgia Line |
| When I Was Your Man Bruno Mars                         | 8        | The Truth About Love Pink                  |
| Cruise Florida Georgia Line                            | 9        | Crash My Party Luke Bryan                  |
| Roar Katy Perry                                        | 10       | Unapologetic Rihanna                       |

Die längsten Nummer-eins-Singles
Lieder, die die meiste Zeit während eines anderen Jahres auf Platz 1 der Charts verbrachten, werden hier nicht aufgeführt.
1. Robin Thicke feat. T.I. & Pharrell – Blurred Lines (12 Wochen)
2. Lorde – Royals (9 Wochen)
3. Macklemore & Ryan Lewis feat. Wanz – Thrift Shop (6 Wochen)

Die längsten Nummer-eins-Alben
Alben, die die meiste Zeit während eines anderen Jahres auf Platz 1 der Charts verbrachten, werden hier nicht aufgeführt.
1. Taylor Swift – Red; Justin Timberlake – The 20/20 Experience (jeweils 3 Wochen)

Alle weiteren Alben waren entweder eine oder zwei Wochen auf Platz 1 gelistet.
Alle Nummer-eins-Hits und die Hits des Jahres

### Charts in weiteren Ländern
Siehe auch: Nummer-eins-Hits 2013 in Argentinien,  Australien, Belgien, Bulgarien, Dänemark, Deutschland, Finnland, Frankreich, Griechenland, Irland, Italien, Japan, Kanada, Mexiko, Neuseeland, den Niederlanden, Norwegen, Österreich, Polen, Portugal, Schweden, der Schweiz, Slowakei, Spanien, Südkorea, Tschechien, Ungarn, den Vereinigten Staaten und im Vereinigten Königreich.

## Musikpreise und Ehrungen

### Amadeus Austrian Music Award
- Alternative: Sofa Surfers
- Electronic/Dance: Parov Stelar
- Hard & Heavy: Alkbottle
- HipHop/R'n'B: Nazar
- Jazz/World/Blues: 5/8erl in Ehr’n
- Pop/Rock: Julian le Play
- Schlager: DJ Ötzi
- Volkstümliche Musik: Andreas Gabalier
- Album des Jahres: The Princess von Parov Stelar
- Song des Jahres: Sonnentanz von Klangkarussell
- FM4 Award: Catastrophe & Cure

Vollständige Liste der Preisträger

### ARIA Awards
- Album of the Year: Lonerism von Tame Impala
- Song of the Year: Resolution von Matt Corby
- Best Female Artist: Jessica Mauboy (Album To the End of the Earth)
- Best Male Artist: Chet Faker (Album Built on Glass)
- Best Group: Sheppard (Album Bombs Away)
- Breakthrough Artist: Iggy Azalea (Album The New Classic)

### Brit Awards
- Künstler des Jahres: Frank Ocean
- Künstlerin des Jahres: Lana Del Rey
- Gruppe des Jahres: The Black Keys
- Britischer Künstler des Jahres: Ben Howard
- Britische Künstlerin des Jahres: Emeli Sandé
- Britischer Newcomer: Ben Howard
- Britische Gruppe: Mumford & Sons

Liste der Preisträger

### Echo
- Künstler, Künstlerin national Rock/Pop: David Garrett, Ivy Quainoo
- Künstler, Künstlerin international Rock/Pop: Robbie Williams, Lana Del Rey
- Gruppe national Rock/Pop: Die Toten Hosen
- Gruppe international Rock/Pop: Mumford & Sons
- Gruppe Rock/Alternative (national): Unheilig
- Gruppe Rock/Alternative (international): Linkin Park
- Künstler/Künstlerin/Gruppe deutschsprachiger Schlager: Helene Fischer
- Künstler/Künstlerin/Gruppe volkstümliche Musik: Santiano
- Künstler/Künstlerin/Gruppe Hip Hop/Urban (national): Cro
- Hit des Jahres (national oder international): Die Toten Hosen – Tage wie diese
- Album des Jahres (national oder international): Die Toten Hosen – Ballast der Republik
- Nachwuchspreis der Deutschen Phonoakademie – Newcomer des Jahres (national): Cro
- Nachwuchspreis der Deutschen Phonoakademie – Newcomer des Jahres (international): Lana Del Rey

Die Band Frei.Wild, die in der Kategorie „Nationale Künstler“ nominiert war, wurde von der Deutschen Phono-Akademie wieder ausgeladen, nachdem sich verschiedene Bands wie Kraftklub, Die Ärzte und Mia. über die Nominierung beschwerten.
Vollständige Liste der Preisträger

### Grammy Awards
- Single des Jahres: Somebody That I Used to Know von Gotye feat. Kimbra
- Album des Jahres: Babel von Mumford & Sons
- Song des Jahres: We Are Young von Fun (Autoren: Nate Ruess, Andrew Dost, Jack Antonoff, Jeff Bhasker)
- Bester neuer Künstler: Fun

Vollständige Liste der Preisträger

### MTV Europe Music Awards
- Bester Pop-Act: One Direction
- Bester Rock-Act: Green Day
- Bester Alternative-Act: 30 Seconds to Mars
- Bester Electronic-Act: Avicii
- Bester Hip-Hop-Act: Eminem
- Bester Künstler: Justin Bieber
- Beste Künstlerin: Katy Perry
- Bester Newcomer: Macklemore & Ryan Lewis
- Bester Song: Bruno Mars – Locked Out of Heaven
- Bestes Video: Miley Cyrus – Wrecking Ball

Vollständige Liste der Preisträger

### MTV Video Music Awards
- Video of the Year: Justin Timberlake – Mirrors
- Best Male Video: Bruno Mars – Locked Out of Heaven
- Best Female Video: Taylor Swift – I Knew You Were Trouble
- Best Pop Video: Selena Gomez – Come & Get It
- Best Rock Video: 30 Seconds to Mars – Up in the Air
- Best Hip-Hop Video: Macklemore & Ryan Lewis – Can’t Hold Us

Vollständige Liste der Preisträger

### Preis der deutschen Schallplattenkritik
- Alleluia: Solo-Motetten (CD)
- Giuseppe Scarlatti: Dove e amore e gelosia (DVD/Blu-Ray)
- Alfred Cortot: Anniversary Edition (Boxset/40 CDs)
- Vincenzo Bellini: Norma (2CD)
- Paul Hindemith: Violinkonzert (1939) (CD)
- James Joyce: Ulysses. Vollständige Lesung (31 CDs)
- June Tabor, Iain Ballamy, Huw Warren: Quercus (CD)
- Peter Brötzmann: Long Story Short (5 CDs)
- Julia Holter: Loud City Song (CD)
- Bob Dylan: Another Self Portrait. The Bootleg Series Vol. 10 (2/4 CDs)

### Rock-and-Roll-Hall-of-Fame-Aufnahmen
- Lou Adler
- Heart
- Quincy Jones
- Albert King
- Randy Newman
- Public Enemy
- Rush
- Donna Summer

### Polar Music Prize
- Youssou N’Dour und Kaija Saariaho

### Weitere Musikpreise und Auszeichnungen
- Billboard Music Award: Taylor Swift
- Mercury Music Prize: James Blake – Overgrown
- Oscarverleihung 2013: Beste Filmmusik: Life of Pi: Schiffbruch mit Tiger – Mychael Danna; Bester Filmsong: Skyfall aus James Bond 007: Skyfall – Adele Adkins und Paul Epworth
- Protestsongcontest: Mehr Mitgefühl für Märkte von Benedikta Manzano
- Tony Award für das beste Musical: Kinky Boots/Beste Wiederaufnahme eines Musicals: Pippin

### Musikwettbewerbe und Castingshows
Eurovision Song Contest
1. Emmelie de Forest: Only Teardrops
2. Farid Mammadov: Hold Me
3. Zlata Ohnjewitsch: Gravity
4. Margaret Berger: I Feed You My Love
5. Dina Garipowa: What If

Bundesvision Song Contest
1. Bosse: So oder so

- Junior Eurovision Song Contest 2013: Gaia Cauchi (Malta) mit The Start

Castingshows
- American Idol: Candice Glover
- Deutschland sucht den Superstar: Beatrice Egli
- The Voice of Germany: Andreas Kümmert
- The Voice of Switzerland: Nicole Bernegger
- The Voice UK: Andrea Begley
- The Voice US: Danielle Bradbery (4. Staffel); Tessanne Chin (5. Staffel)

## Musikfestivals und -tourneen
- 29. Juni – 7. Juli: Roskilde-Festival
- 7.–9. Juni: Rock am Ring (87.000 Zuschauer)
- 7.–9. Juni: Rock im Park (72.000 Zuschauer)
- 26.–28. Juli: Tomorrowland (183.000 Zuschauer)
- 1.–3. August: Wacken Open Air (84.500 Zuschauer)
- 5.–12. August: Sziget (362.000 Zuschauer)

## Jahresbestenlisten

### Intro
| Songs | Alben |
| --- | --- |
| 1. Daft Punk feat. Pharrell Williams – Get Lucky 2. Arcade Fire – Reflektor 3. Moderat – Bad Kingdom 4. Casper – Im Ascheregen 5. Woodkid – Run Boy Run 6. David Bowie – Where Are We Now? 7. Rhye – Open 8. Chvrches – Recover 9. Junip – Line of Fire 10. King Krule – Easy Easy | 1. Daft Punk – Random Access Memories 2. Haim – Days Are Gone 3. Moderat – II 4. My Bloody Valentine – mbv 5. Woodkid – The Golden Age 6. Casper – Hinterland 7. Arcade Fire – Reflektor 8. DJ Koze – Amygdala 9. King Krule – 6 Feet Beneath the Moon 10. Rhye – Woman |

### Laut.de
| Songs | Alben |
| --- | --- |
| 1. Daft Punk feat. Pharrell Williams – Get Lucky 2. Arcade Fire – Reflektor 3. Nick Cave & The Bad Seeds – Jubilee Street 4. Everything Everything – Kemosabe 5. Queens of the Stone Age – I Appear Missing 6. Kanye West – New Slaves 7. Moderat – Bad Kingdom 8. Haftbefehl – Chabos wissen wer der Babo ist 9. Arctic Monkeys – Do I Wanna Know? 10. Eminem – Bad Guy | 1. Nick Cave & The Bad Seeds – Push the Sky Away 2. Queens of the Stone Age – …Like Clockwork 3. Moderat – II 4. Arcade Fire – Reflektor 5. DJ Koze – Amygdala 6. Everything Everything – Arc 7. Arctic Monkeys – AM 8. Daft Punk – Random Access Memory 9. Eminem – The Marshall Mathers LP 2 10. Prezident – Kunst ist eine besitzergreifende Geliebte |

### Musikexpress
| Singles | Alben |
| --- | --- |
| 1. Arctic Monkeys – Do I Wanna Know? 2. Daft Punk feat. Pharrell Williams – Get Lucky 3. Arcade Fire – Reflektor 4. Moderat – Bad Kingdom 5. Vampire Weekend – Diane Young 6. Foals – Inhaler 7. Disclosure feat. AlunaGeorge – White Noise 8. MGMT – Your Life Is a Lie 9. James Blake – Retrograde 10. Foxygen – Shuggie | 1. Jon Hopkins – Immunity 2. My Bloody Valentine – mbv 3. Arcade Fire – Reflektor 4. James Blake – Overgrown 5. Moderat – II 6. Julia Holter – Loud City Song 7. Babyshambles – Sequel to the Prequel 8. Kanye West – Yeezus 9. Daft Punk – Random Access Memories 10. Nick Cave & The Bad Seeds – Push the Sky Away |

### Rolling Stone
| Alben |
| --- |
| 1. Nick Cave & The Bad Seeds – Push the Sky Away 2. Prefab Sprout – Crimson/Red 3. Bill Calahan – Dream River 4. Julia Holter – Loud City Song 5. Jonathan Wilson – Fanfare 6. Lloyd Cole – Standards 7. King Krule – 6 Feet Beneath the Moon 8. James Blake – Overgrown 9. Jake Bugg – Shangri La 10. Paul McCartney – Pale Green Ghosts |

### Spex
| Alben |
| --- |
| 1. Vampire Weekend – Modern Vampires of the City 2. Nick Cave & The Bad Seeds – Push the Sky Away 3. Dean Blunt – The Redeemer 4. Tocotronic – Wie wir leben wollen 5. Arcade Fire – Reflektor 6. The Knife – Shaking the Habitual 7. King Krule – 6 Feet Beneath the Moon 8. Pet Shop Boys – Electric 9. Earl Sweatshirt – Doris 10. Factory Floor – Factory Floor |

### Visions
| Alben |
| --- |
| 1. Queens of the Stone Age – …Like Clockwork 2. Touché Amoré – Is Survived By 3. Deafheaven – Sunbather 4. Biffy Clyro – Opposites 5. Oathbreaker – Eros \| Anteros 6. Turbostaat – Stadt der Angst 7. Fidlar – Fidlar 8. Steven Wilson – The Raven That Refused to Sing (And Other Stories) 9. The National – Trouble Will Find Me 10. Kvelertak – Meir |

## Gedenktage
- 14. Februar: 200. Geburtstag von Alexander Sergejewitsch Dargomyschski (russischer Komponist)
- 07. April: 175. Geburtstag von Ferdinand Heinrich Thieriot (deutscher Komponist)
- 16. Mai: 125. Jahrestag der Vorführung des ersten Grammophons durch Emil Berliner in Philadelphia[2]
- 22. Mai: 200. Geburtstag von Richard Wagner (deutscher Komponist)
- 07. Juni: 50. Jahrestag des Erscheinens der ersten Schallplatte der Rolling Stones (Come on)
- 30. August: 50. Jahrestag der Vorstellung des ersten Kassettenrekorders auf der Internationalen Funkausstellung in Berlin[3]
- 09. oder 10. Oktober: 200. Geburtstag von Giuseppe Verdi (italienischer Komponist)
- 22. November: 100. Geburtstag von Benjamin Britten (britischer Komponist)

## Erstveranstaltungen
- Feel Festival – Musikfestival, das jährlich am Bergheider See in Brandenburg stattfindet

## Gründungen und Auflösungen

### Gründungen
- Ayahuasca – deutsche Progressive-Death-Metal-Band aus Köln
- Bläserphilharmonie Aachen – sinfonisches Blasorchester aus Aachen
- Böhse Onkelz – deutsche Rockband (Reunion)
- Candlegoat – indonesische Funeral-Doom-Band
- Cannons – US-amerikanische Indie Pop-Band
- Capella Mariana – deutscher Kammerchor aus Hof
- Dead Poet Society – US-amerikanische Alternative-Rock-Band aus Los Angeles
- Die Lieben Löwen – Punkband aus Dortmund
- Die Südsteirer – österreichische Band
- Gévaudan – britische Epic-Doom-Band
- Glare of the Sun – österreichisch-deutsche Post- und Death-Doom-Metal-Band
- Grey Attack – deutsche Rockband aus Aachen
- Isenordal – Post-Black-Metal-Band aus Seattle
- Jánoška Ensemble – slowakisch-ungarisches Instrumentalensemble
- Kalamata – deutsche instrumentale Stoner- und Psychedelic-Rock-Band aus Hildesheim
- Marianas Rest – finnische Death-Doom-Metal-Band aus Kotka
- Mrfy – slowenische Indie-Rock-Band aus Novo mesto
- NAPA – portugiesische Indie-Pop-Band
- Neorize – deutsche Heavy-Metal-Band aus Dortmund
- Night Laser – deutsche Heavy Metal/Glam-Metal-Band aus Hamburg
- Novelbright – japanische Rockband
- Prefermusic – Schweizer Musiklabel
- Primitive Race – Alternative-Rock- und -Metal-Band aus den Vereinigten Staaten
- Remember Monday – britische Country-Pop-Girlgroup
- SAMT – deutsche Elektropop-Band aus München
- Senor Karoshi – deutsche Electropunkband aus Trier, Köln und Göttingen
- Shalosh – israelische Musikband
- Smoulder – kanadische Epic-Doom-Band
- Snollebollekes – niederländische Partymusik-Gruppe
- Stimmgewalt – Dark-Musik- und A-Cappella-Band aus Berlin
- The Home Team – US-amerikanische Rock-Band aus Seattle
- The Latsos Piano Duo – US-amerikanisches Klavierduo
- Trickster Orchestra – in Deutschland gegründetes multinationales Musikensemble
- TYNA – deutsche Indie-Punk-Band aus Hamburg
- Ubuntu Music – britisches Jazzlabel
- Zoi!s – deutschsprachige Post-Punk-Band aus Schleswig

### Auflösungen
- Żywiołak – polnische Folk-Rockband

## Film und Fernsehen

### Konzertfilme
| Originaltitel       | Interpret     | Label                            | Veröffentlichung   | Genre                                     | Regisseur | Weitere Informationen |
| ------------------- | ------------- | -------------------------------- | ------------------ | ----------------------------------------- | --------- | --------------------- |
| Live in Athens 1987 | Peter Gabriel | Real World Records, Eagle Vision | 16. September 2013 | Artrock, Progressive Rock, Pop, Worldbeat |           |                       |

## Neuveröffentlichungen (Auswahl)

### Lieder und Kompositionen
| Lied                        | Text | Musik | Erstinterpret                      | Label | Veröffentlichung | Genre                               | Album                      | Weitere Informationen |
| --------------------------- | --- | --- | ---------------------------------- | --- | ---------------- | ----------------------------------- | -------------------------- | --------------------- |
| Counting Stars              | Ryan Tedder | Ryan Tedder | OneRepublic                        | Interscope Records, Mosley Music Group                                                                                     | 22. März 2013    | Pop-Rock                            | Native                     |                       |
| Courage                     | Peter Gabriel | Peter Gabriel | Peter Gabriel                      | Real World Records | 4. November 2013 | Artrock, Popmusik, Progressive Rock | So - 25th Anniversary 2012 |                       |
| Du bist meine Insel         | Tobias Reitz, Thomas Rosenfeld                                                                                           | Tobias Reitz, Thomas Rosenfeld                                                                                           | Wolkenfrei                         | | November 2013    | Pop-Schlager                        | Endlos verliebt            |                       |
| Durchgehend Online          | Heiko Lochmann, Roman Lochmann                                                                                           | Heiko Lochmann, Roman Lochmann                                                                                           | Die Lochis                         | | 10. August 2013  | Elektropop                          |                            |                       |
| Every Little Thing          | Doyle Bramhall II, Nikka Costa und Justin Stanley                                                                        | Doyle Bramhall II, Nikka Costa und Justin Stanley                                                                        | Eric Clapton                       | Polydor Records | 2013             | Pop-Rock, Reggae                    | Old Sock                   |                       |
| Fashion Killa               | Rakim Mayers, Héctor Delgado, James Laurence, Dylan Reznick, Terius Nash, Christopher Stewart                            | Rakim Mayers, Héctor Delgado, James Laurence, Dylan Reznick, Terius Nash, Christopher Stewart                            | ASAP Rocky                         | ASAP Worldwide, Polo Grounds Music und RCA Records                                                                         | 15. Januar 2013  | Hip-Hop                             | Long.Live.A$AP             |                       |
| Gallowdance                 | Larissa Iceglass, William Maybelline                                                                                     | Larissa Iceglass, William Maybelline                                                                                     | Lebanon Hanover                    | aufnahme + wiedergabe | 28. Februar 2013 | Cold Wave, Dark Wave                | Tomb for Two               |                       |
| Guren no Yumiya             | Revo | Revo | Linked Horizon                     | Pony Canyon | 10. Juli 2013    | Symphonic Metal                     | Shingeki no Kiseki         |                       |
| Ich trau mich nicht         | Benjamin Bistram, Cengiz Dogrul, Elias Hadjeus, Jan-Christoph Meyer, André Schiebler                                     | Benjamin Bistram, Cengiz Dogrul, Elias Hadjeus, Jan-Christoph Meyer, André Schiebler                                     | ApeCrime                           | Kingstone | 30. August 2013  | Comedy, Teen-Pop                    | Affenbande                 |                       |
| Instant Crush               | Thomas Bangalter, Julian Casablancas, Guy-Manuel de Homem-Christo                                                        | Thomas Bangalter, Julian Casablancas, Guy-Manuel de Homem-Christo                                                        | Daft Punk feat. Julian Casablancas | Columbia Records | 17. Mai 2013     | Electronic, Indie-Rock, Synthiepop  | Random Access Memories     |                       |
| Jeans, T-Shirt und Freiheit | Olaf Bossi, Felix Gauder, Alexandra Kuhn                                                                                 | Olaf Bossi, Felix Gauder, Alexandra Kuhn                                                                                 | Wolkenfrei                         | Ariola | 19. Juli 2013    | Pop-Schlager                        | Endlos verliebt            |                       |
| La La La                    | Jonnie Coffer, Al-Hakam El Kaubaisy, Shahid Khan, Frobisher Mbabazi, James Murray, James Napier, Mustafa Omer, Sam Smith | Jonnie Coffer, Al-Hakam El Kaubaisy, Shahid Khan, Frobisher Mbabazi, James Murray, James Napier, Mustafa Omer, Sam Smith | Naughty Boy feat. Sam Smith        | Virgin Records | 17. Mai 2013     | Pop                                 | Hotel Cabana               |                       |
| Liebs oder lass es          | Karuzo, Paul Würdig, Sikk, Alexis Papadimitriou, Daniel Coros, Sascha Bühren                                             | Karuzo, Paul Würdig, Sikk, Alexis Papadimitriou, Daniel Coros, Sascha Bühren                                             | Genetikk feat. Sido                | Selfmade Records | 21. Juni 2013    | Hip-Hop                             | D.N.A.                     |                       |
| New                         | Paul McCartney | Paul McCartney | Paul McCartney                     | Hear Music / Concord Music Group / Universal Music Group; Virgin Music / EMI (UK); Capitol Records / Universal Music Group | 11. Oktober 2013 | Pop                                 | New                        |                       |
| Superstar                   | Torge Oelrich, Emanuel Uch                                                                                               | Torge Oelrich, Emanuel Uch                                                                                               | Freshtorge feat. Sandra            | | 10. Mai 2013     | Comedy, Pop                         |                            |                       |
| Zuckerpuppen                | Andreas Gabalier | Andreas Gabalier | Andreas Gabalier                   | Electrola, Stall-Records                                                                                                   | 17. Mai 2013     | Volkstümliche Musik                 | Home Sweet Home            |                       |

### Alben
| Album                                                        | Interpret                                               | Label                        | Veröffentlichung   | Genre                                                 | Weitere Informationen                            |
| ------------------------------------------------------------ | ------------------------------------------------------- | ---------------------------- | ------------------ | ----------------------------------------------------- | ------------------------------------------------ |
| 13                                                           | Black Sabbath                                           | Vertigo Records, Universal   | 7. Juni 2013       | Heavy Metal                                           | Letztes Studioalbum mit Ozzy Osbourne als Sänger |
| 48                                                           | Ina Müller                                              | Sony Music                   | September 2013     | Chanson                                               |                                                  |
| A Birthday Tribute: 75 Years                                 | Tony Oxley                                              | Incus Records                | 2013               | Jazz                                                  |                                                  |
| Aftershock                                                   | Motörhead                                               | Motörhead Music/UDR          | 18. Oktober 2013   | Heavy Metal                                           |                                                  |
| All Romantic                                                 | Sven-Åke Johansson, Lars Greve und August Rosenbaum     | Hiatus                       | 2013               | Neue Improvisationsmusik                              |                                                  |
| BB.U.M.SS.N.                                                 | SSIO                                                    | Alles oder Nix Records       | 13. September 2013 | Deutscher Hip-Hop                                     |                                                  |
| Boss of the Plains                                           | Wheelhouse                                              | Aerophonic Records           | 11. Juni 2013      | Jazz, Neue Improvisationsmusik                        |                                                  |
| Bula Quo!                                                    | Status Quo                                              | Fourth Cord Records          | 10. Juni 2013      | Rock, Hard Rock                                       |                                                  |
| Burns Longer                                                 | Fred Van Hove, Peter Jacquemyn und Damon Smith          | Balance Point Acoustics      | 9. September 2013  | Neue Improvisationsmusik                              |                                                  |
| dann mach’s gut                                              | Reinhard Mey                                            | Universal Music GmbH         | 3. Mai 2013        | Liedermacher                                          |                                                  |
| Delta Machine                                                | Depeche Mode                                            | Sony Music, Columbia Records | 22. März 2013      | Synthie-Pop, Synthie Rock, Alternative Rock, New Wave |                                                  |
| Epitome of Torture                                           | Sodom                                                   | Steamhammer/SPV              | 26. April 2013     | Thrash Metal                                          |                                                  |
| Exit!                                                        | Fire! Orchestra                                         | Rune Grammofon               | Januar 2013        | Jazz                                                  |                                                  |
| Eyes Like the Sky                                            | King Gizzard & the Lizard Wizard                        | Flightless                   | 22. Februar 2013   | Garage Rock                                           |                                                  |
| Fanon                                                        | Tarbaby                                                 | RogueArt                     | 2013               | Jazz                                                  |                                                  |
| Fly Baby, Fly                                                | Rémi Charmasson, Drew Gress, André Jaume und Tom Rainey | AJMI Series                  | 2013               | Jazz                                                  |                                                  |
| Functional Arrhythmias                                       | Steve Coleman                                           | Pi Recordings                | 25. März 2013      | Jazz                                                  |                                                  |
| Glücksgefühle                                                | Beatrice Egli                                           | Polydor                      | 17. Mai 2013       | Schlager                                              |                                                  |
| Hail to the King                                             | Avenged Sevenfold                                       | Warner Bros                  | 23. August 2013    | Heavy Metal, Hard Rock                                |                                                  |
| Home Sweet Home                                              | Andreas Gabalier                                        | Electrola, Stall-Records     | 7. Juni 2013       | Volkstümliche Musik                                   |                                                  |
| I’m a Shy Guy: A Tribute to the King Cole Trio & Their Music | Ed Reed                                                 | Blue Shorts Records          | 2013               | Jazz                                                  |                                                  |
| Inno                                                         | Gianna Nannini                                          | RCA Records                  | 15. Januar 2013    | Rock                                                  |                                                  |
| İlk Şarkılar                                                 | Serenad Bağcan und Fazıl Say                            |                              | 2013               |                                                       |                                                  |
| Live in Brussels                                             | Franz Hautzinger, Julo Fujak und Zsolt Sőrés            | Hev-Het TUNE, Trost Records  | 2013               | Neue Improvisationsmusik                              |                                                  |
| Live with Repertoire                                         | Howard Riley                                            | NoBusiness Records           | 2013               | Jazz                                                  |                                                  |
| Live... Gathered in Their Masses                             | Black Sabbath                                           | Vertigo Records              | 26. November 2013  | Heavy Metal                                           | Livealbum                                        |
| Lost Sirens                                                  | New Order                                               | Rhino Records                | 14. Januar 2013    | Alternative Pop, Synth Rock                           |                                                  |
| Mirage                                                       | Ellery Eskelin, Susan Alcorn und Michael Formanek       | Clean Feed Records           | 2013               | Jazz, Neue Improvisationsmusik                        |                                                  |
| New York, Rio, Rosenheim                                     | Sportfreunde Stiller                                    | Vertigo Records, Universal   | 24. Mai 2013       | Alternative, Indie-Pop                                |                                                  |
| Now What?!                                                   | Deep Purple                                             | earMusic, Edel               | 26. April 2013     | Hard Rock, Rock, Psychedelic Rock, Progressive Rock   |                                                  |
| Old Friends in Concert                                       | Hannes Wader, Allan Taylor                              | Universal Music              | 2013               | Chanson, Liedermacher                                 | Konzert von 2011                                 |
| Oto                                                          | Ada                                                     | Eigenverlag                  | 2013               | Jazz, Neue Improvisationsmusik                        |                                                  |
| Outlaw Gentlemen & Shady Ladies                              | Volbeat                                                 | Vertigo Records              | 5. April 2013      | Metal, Hard Rock                                      |                                                  |
| Pure Lebensfreude                                            | Beatrice Egli                                           | Polydor                      | 22. November 2013  | Schlager                                              |                                                  |
| Ravens & Lullabies                                           | Gordon Giltrap und Oliver Wakeman                       | Esoteric Antenna             | 4. März 2013       | Rock                                                  |                                                  |
| Skull Sessions                                               | Rob Mazurek Octet                                       | Cuneiform Records            | 2013               | Jazz                                                  |                                                  |
| The Flame Alphabet                                           | Rodrigo Amado Motion Trio mit Jeb Bishop                | Not Two Records              | Februar 2013       | Jazz                                                  |                                                  |
| The Mediator Between Head and Hands Must Be the Heart        | Sepultura                                               | Nuclear Blast                | 25. Oktober 2013   | Groove Metal, Thrash Metal                            |                                                  |
| The Next Day                                                 | David Bowie                                             | ISO/Columbia Records         | 8. März 2013       | Rock                                                  |                                                  |
| The Predator                                                 | Ice Nine Kills                                          | Selbstveröffentlichung       | 15. Januar 2013    | Metalcore, Post-Hardcore                              | EP                                               |
| The Wind Cries Jimi                                          | Rémi Charmasson Quintet                                 | AJMI Series                  | März 2013          | Fusion, Jazz                                          |                                                  |
| Unknown Known                                                | Joshua Abrams Quartet                                   | RogueArt                     | 2013               | Jazz                                                  |                                                  |
| Wie ich bin                                                  | Maite Kelly                                             | Seven Days                   | 29. März 2013      | Schlager                                              |                                                  |

## Gestorben

### Januar
- 01. Januar: Adrian Bentzon, dänischer Jazzpianist (83)

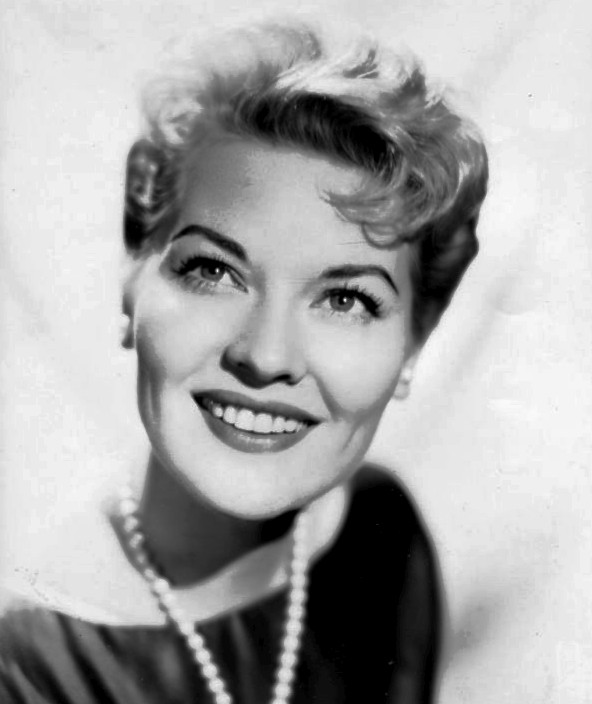
Patti Page; † 1. Januar

- 01. Januar: Patti Page, US-amerikanische Sängerin (85)
- 02. Januar: Mario Hernández, puerto-ricanischer Musiker und Komponist (88)
- 03. Januar: M. S. Gopalakrishnan, indischer Violinist (82)
- 03. Januar: Valerio Negrini, italienischer Musiker und Liedtexter (66)
- 04. Januar: Pavol Bagin, slowakischer Komponist und Dirigent (79)
- 04. Januar: Sammy Johns, US-amerikanischer Countrysänger und Liedtexter (97)
- 04. Januar: Charles van Tassel, niederländischer Sänger (75)
- 04. Januar: Şenay Yüzbaşıoğlu, türkische Sängerin und Liedtexterin (62)
- 05. Januar: Stella Mann, österreichische Tänzerin und Choreografin (100)
- 05. Januar: Sybil Michelow, südafrikanisch-britische Sängerin und Komponistin (87)
- 05. Januar: Thomas Schmidt-Kowalski, deutscher Komponist (63)

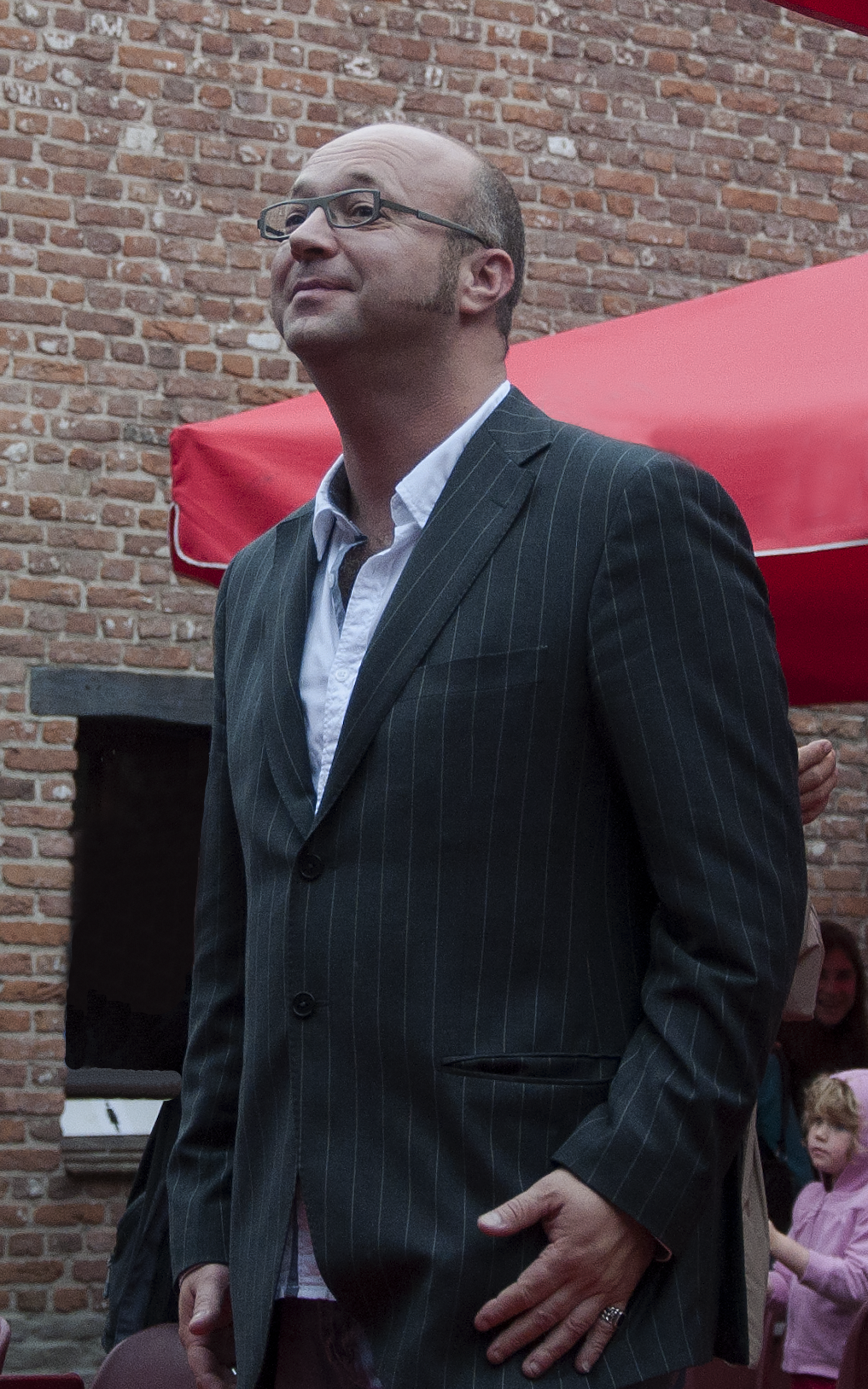
Bart Van den Bossche; † 6. Januar

- 06. Januar: Bart Van den Bossche, belgischer Sänger, Moderator und Schauspieler (48)
- 07. Januar: Tom Ebert, US-amerikanischer Jazzposaunist (93)
- 07. Januar: Eberhard Glauner, deutscher Jazzmusiker, Rechtsanwalt und Kabarettist (76)
- 07. Januar: Horst Günter, deutscher Sänger und Gesangspädagoge (99)
- 07. Januar: Romano Nieders, österreichischer Opernsänger (78)
- 07. Januar: Lou Wilson, US-amerikanischer Funk-Musiker (71)
- 08. Januar: Tandyn Almer, US-amerikanischer Komponist und Songwriter (70)
- 08. Januar: Alexander Mnazakanjan, sowjetischer bzw. russischer Komponist und Musikdozent (76)
- 09. Januar: Ross Taggart, kanadischer Jazzmusiker (45)
- 09. Januar: Henning Tögel, deutscher Konzertveranstalter (58)
- 09. Januar: Rex Trailer, US-amerikanischer Schauspieler, Sänger und Fernsehproduzent (84)
- 10. Januar: Christel Adelaar, niederländische Schauspielerin und Sängerin (77)

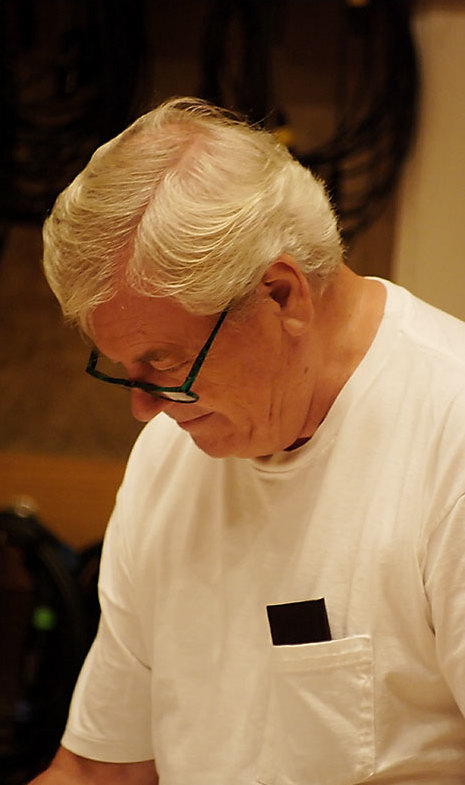
George Gruntz; † 10. Januar

- 10. Januar: George Gruntz, Schweizer Jazzmusiker (80)
- 10. Januar: Franz Lehrndorfer, deutscher Organist (84)
- 10. Januar: Loretta di Lelio, italienische Opernsängerin (94)
- 10. Januar: Claude Nobs, Schweizer Kulturmanager (76)
- 10. Januar: Hansi Schwarz, schwedischer Musiker (70)
- 11. Januar: Kurt-Joachim Friedel, deutscher Komponist (91)
- 11. Januar: Liz Lands, US-amerikanische Soul-Sängerin (73)
- 11. Januar: Peter Mountain, britischer Violinist (89)
- 11. Januar: John Wilkinson, US-amerikanischer Gitarrist (67)
- 12. Januar: Precious Bryant, US-amerikanische Bluesmusikerin (71)
- 14. Januar: Morten Mølster, norwegischer Gitarrist (50)
- 14. Januar: Sam Pace, US-amerikanischer R&B-Sänger (68)
- 14. Januar: Sandy Siegelstein, US-amerikanischer Jazzmusiker (93)
- 16. Januar: Martin O. Braatz Jr., US-amerikanischer Jazz-Saxophonist (82)
- 16. Januar: Carlos Eleta Almarán, panamaischer Komponist (94)
- 16. Januar: Sophiya Haque, britische Schauspielerin und Sängerin (41)
- 16. Januar: Kateřina Zlatníková, tschechisch-deutsche Zymbalistin (73)
- 17. Januar: Claude Black, US-amerikanischer Jazzmusiker (80)
- 17. Januar: Homayoun Khorram, iranischer Musiker und Komponist (82)
- 17. Januar: Nic Potter, britischer Bassist, Komponist und Maler (61)
- 17. Januar: Robert Quibel, französischer Jazz-Bassist und Fernsehmoderator (82)
- 17. Januar: Rolf Alexander Wilhelm, deutscher Komponist und Dirigent (85)
- 19. Januar: Del Dako, kanadischer Jazzmusiker (58)
- 19. Januar: A. Rafiq, indonesischer Musiker und Schauspieler (64)
- 19. Januar: Steve Knight, US-amerikanischer Rock- und Jazzmusiker (77)
- 19. Januar: George Addison West, US-amerikanischer Jazzmusiker und Hochschullehrer (81)
- 20. Januar: Fred Reibold, deutscher Musiker und Entertainer (78)
- 20. Januar: Stephen Simon, US-amerikanischer Dirigent, Musikproduzent und Ensemblegründer (75)
- 21. Januar: Mihalis Adamis, griechischer Musikwissenschaftler, Chorleiter und Komponist (83)
- 21. Januar: János Kőrössy, rumänischer Jazzpianist (86)

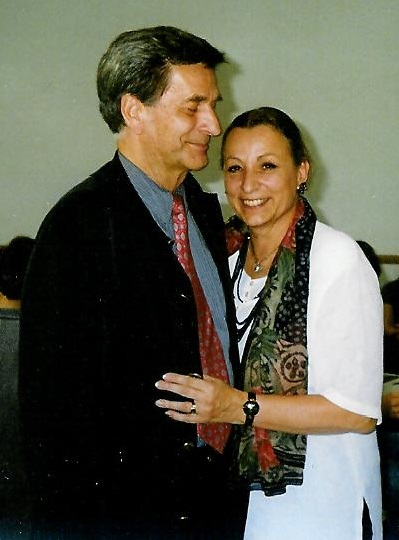
Konstanze Vernon (rechts); † 21. Januar

- 21. Januar: Konstanze Vernon, deutsche Balletttänzerin (74)
- 22. Januar: Olga Szőnyi, ungarische Opernsängerin (79)
- 23. Januar: Earl Williams, US-amerikanischer Jazz-Schlagzeuger (74)
- 24. Januar: Harro Dicks, deutscher Opernregisseur (101)
- 25. Januar: Rahn Burton, US-amerikanischer Jazzpianist (78)
- 25. Januar: Normand Corbeil, kanadischer Filmkomponist (56)

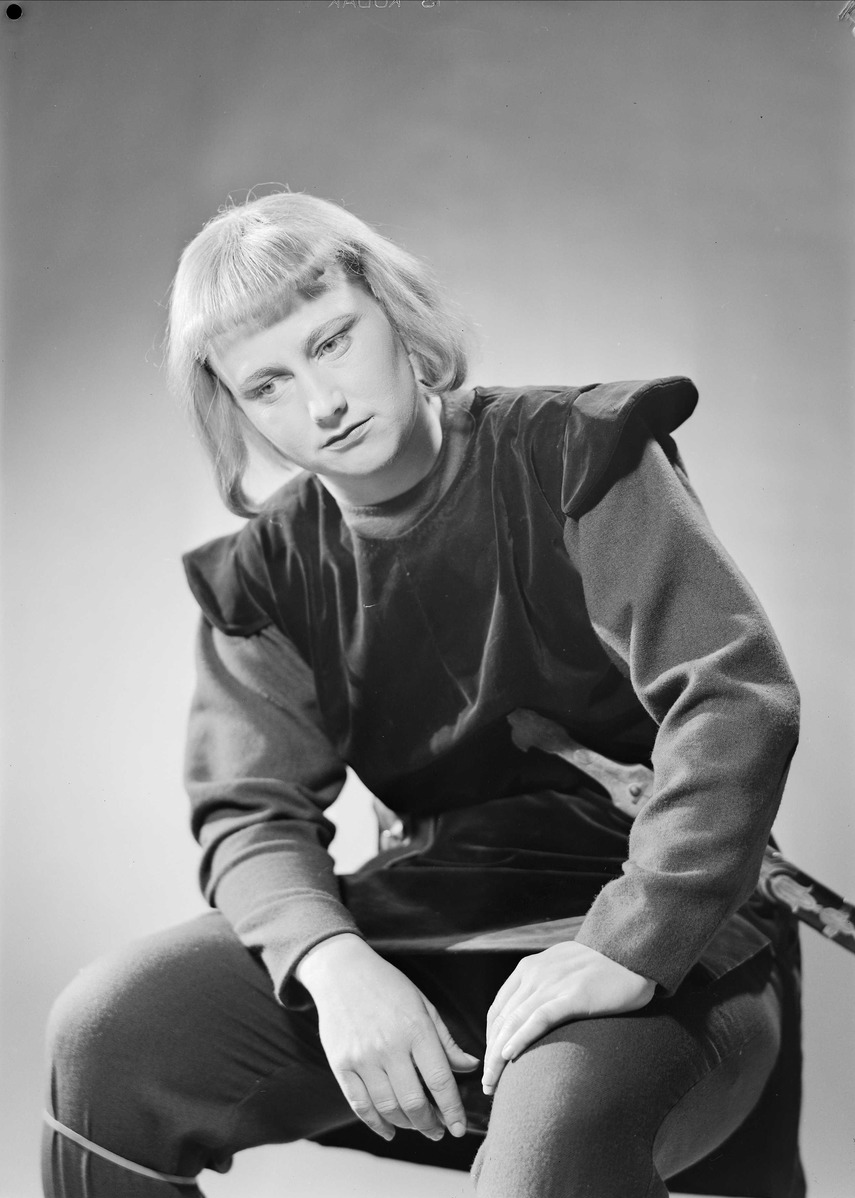
Aase Nordmo Løvberg; † 25. Januar

- 25. Januar: Aase Nordmo Løvberg, norwegische Opernsängerin (89)
- 26. Januar: Leroy „Sugarfoot“ Bonner, US-amerikanischer Funk-Sänger und Gitarrist (69)
- 26. Januar: Hans Ulrich Lehmann, Schweizer Komponist (75)
- 26. Januar: Edwin London, US-amerikanischer Komponist, Hornist, Dirigent und Musikpädagoge (83)
- 27. Januar: Éamon de Buitléar, irischer Autor, Musiker und Dokumentarfilmer (83)
- 27. Januar: Phạm Duy, vietnamesischer Komponist (91)
- 27. Januar: Sally Starr, US-amerikanische Showmasterin, Sängerin und Radiomoderatorin (90)
- 28. Januar: Brian Brown, australischer Jazzmusiker (79)
- 28. Januar: Jef Lee Johnson, US-amerikanischer Gitarrist (54)
- 28. Januar: Victor Ntoni, südafrikanischer Jazzmusiker (65)
- 28. Januar: Ferdi Özbeğen, türkischer Musiker und Schauspieler (71)
- 28. Januar: Bobby Sharp, US-amerikanischer Songwriter (88)
- 29. Januar: George Higgs, US-amerikanischer Bluesmusiker (82)
- 29. Januar: Butch Morris, US-amerikanischer Jazzmusiker (65)
- 30. Januar: Patty Andrews, US-amerikanische Sängerin (94)
- 30. Januar: Nenê Benvenuti, brasilianischer Musiker (65)
- 30. Januar: Gemba Fujita, japanischer Komponist und Hochschullehrer (76)
- 30. Januar: Ann Rabson, US-amerikanische Bluesmusikerin (67)
- 30. Januar: Þorkell Sigurbjörnsson, isländischer Komponist (74)

### Februar
- 01. Februar: Rudolf Dašek, tschechischer Jazzgitarrist (79)
- 01. Februar: Dag Schjelderup-Ebbe, norwegischer Musikforscher und Komponist (86)
- 01. Februar: Cecil Womack, US-amerikanischer Musiker (65)
- 02. Februar: Walter Salmen, deutscher Musikwissenschaftler (86)
- 03. Februar: Oskar Felzman, russischer Komponist (91)
- 04. Februar: Donald Byrd, US-amerikanischer Jazz-Trompeter (80)
- 04. Februar: Julian Basílico Coco, curaçaoischer Gitarrist (89)

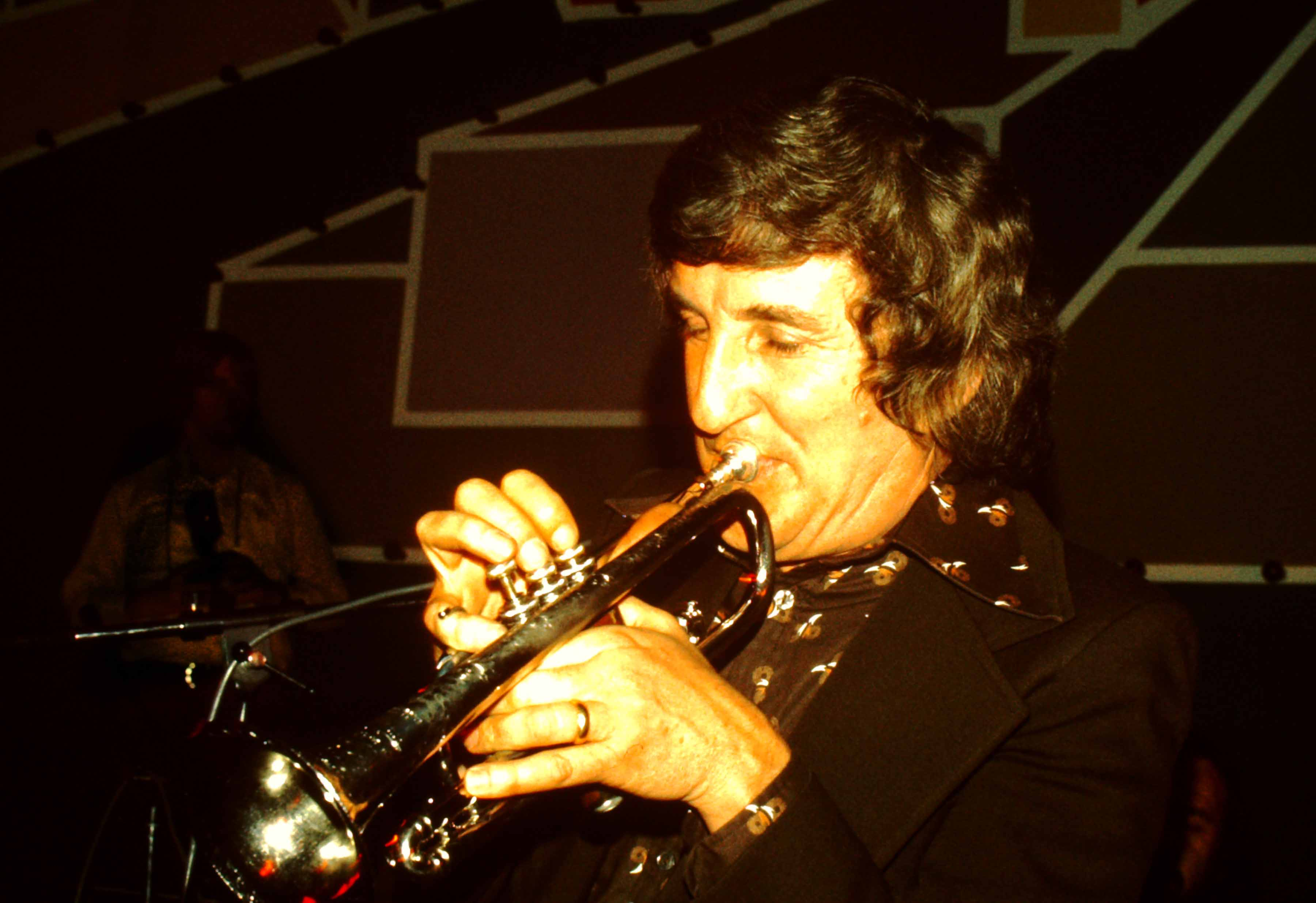
Pat Halcox; † 4. Februar

- 04. Februar: Pat Halcox, britischer Jazz-Trompeter (82)
- 04. Februar: Hildegard Hendrichs, deutsche Bildhauerin, Schriftstellerin und Komponistin (89)
- 04. Februar: Reg Presley, britischer Sänger und Songwriter (71)
- 04. Februar: Guntram Wolf, deutscher Instrumentenbauer (77)
- 05. Februar: Egil Hovland, norwegischer Komponist (88)
- 05. Februar: Dietrich Manicke, deutscher Komponist und Musiktheoretiker (89)
- 05. Februar: Paul Tanner, US-amerikanischer Jazzmusiker (95)
- 06. Februar: Fabio Frittelli, italienischer Musiker (46)
- 06. Februar: Eddy Marron, deutscher Gitarrist (75)
- 07. Februar: Roscoe Chenier, US-amerikanischer Bluesmusiker (71)
- 07. Februar: Klaus Munro, deutscher Komponist (85)
- 08. Februar: James DePreist, US-amerikanischer Dirigent (76)
- 08. Februar: Alfons Holte, deutscher Sänger (Bariton) (89)

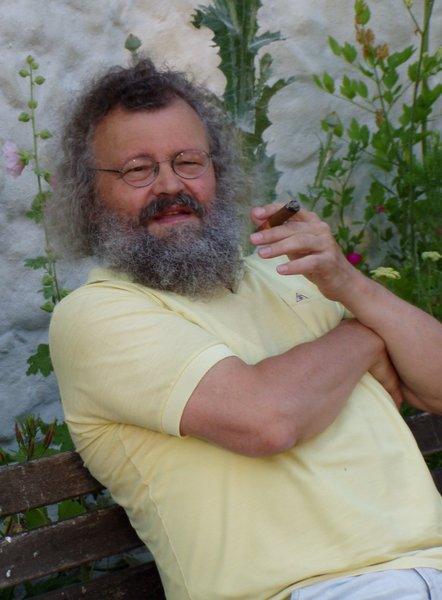
Friedrich Schenker; † 8. Februar

- 08. Februar: Friedrich Schenker, deutscher Komponist (70)
- 09. Februar: Leo von Knobelsdorff, deutscher Jazzpianist und Tontechniker (81)
- 09. Februar: Katharina Wolpe, britische Pianistin (81)
- 11. Februar: Trevor Grills, britischer Shanty-Sänger (54)
- 11. Februar: Rick Huxley, britischer Musiker (72)
- 12. Februar: Gerd Puls, deutscher Dirigent, Chorleiter und Generalmusikdirektor (86)
- 12. Februar: Kurt Redel, deutscher Flötist und Dirigent (94)
- 14. Februar: Tim Dog, US-amerikanischer Rapper (46)
- 14. Februar: Ulrich Grosser, deutscher Musiker und Musikpädagoge (67)
- 14. Februar: Goldie Harvey, nigerianische Sängerin (31)
- 14. Februar: George „Shadow“ Morton, US-amerikanischer Musikproduzent und Songwriter (72)
- 15. Februar: El Gran Fellove, kubanischer Komponist und Sänger (89)
- 15. Februar: Pepe Loeches, spanischer Musiker und Produzent (66)

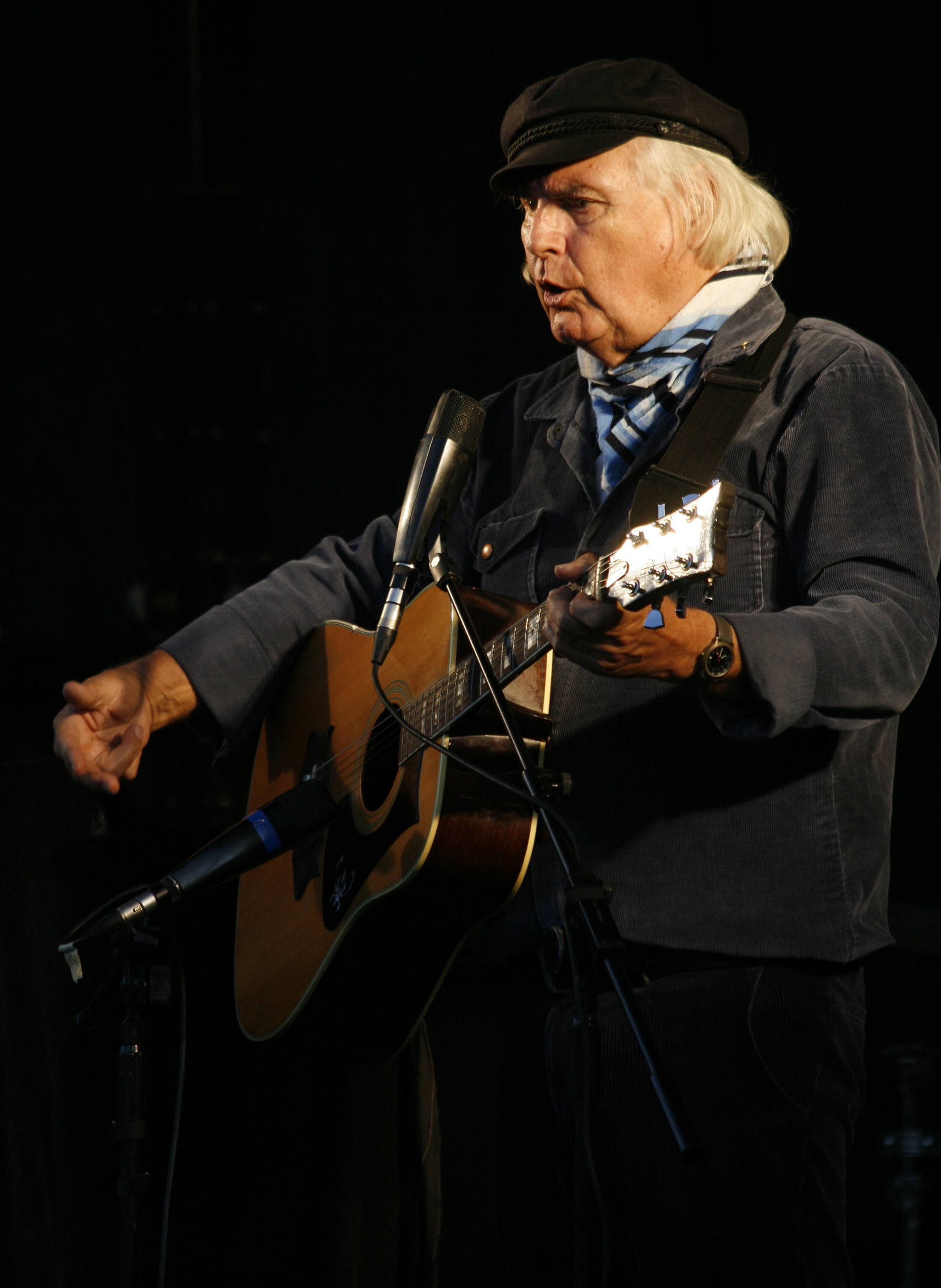
Dietrich Kittner; † 15. Februar

- 15. Februar: Dietrich Kittner, deutscher Kabarettist und Liedermacher (77)
- 15. Februar: Dennis Palmer, US-amerikanischer Improvisationsmusiker (56)
- 16. Februar: Eric Ericson, schwedischer Dirigent und Chorleiter (94)
- 16. Februar: Tony Sheridan, britischer Musiker (72)

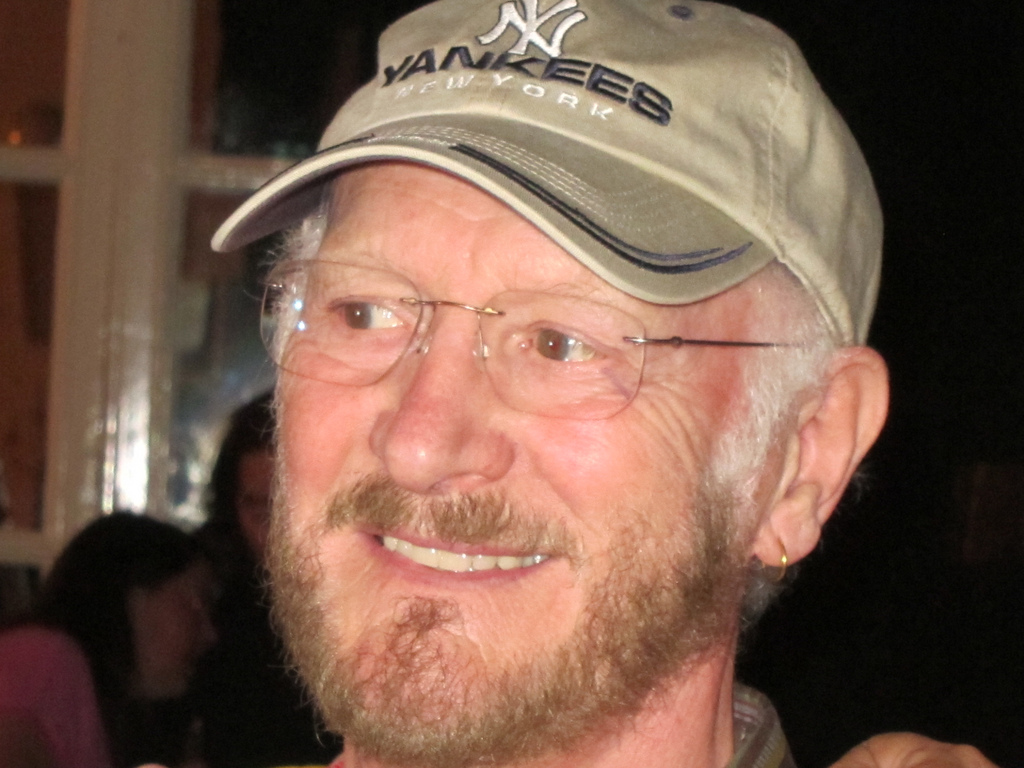
Tony Sheridan; † 16. Februar

- 16. Februar: Marifé de Triana, spanische Sängerin und Schauspielerin (76)
- 17. Februar: Victor Bill, angolanischer Musiker (38)
- 17. Februar: André Gingras, kanadischer Tänzer und Choreograph (46)
- 17. Februar: Shmulik Kraus, israelischer Schauspieler, Pop-Rock-Sänger und Komponist (77)
- 17. Februar: Mindy McCready, US-amerikanische Country-Pop-Sängerin (37)
- 18. Februar: Kevin Ayers, britischer Rockmusiker und Songwriter (68)
- 18. Februar: Achim Brankačk, sorbischer Chorleiter und Autor (86)
- 18. Februar: Damon Harris, US-amerikanischer Soul- und R&B-Sänger (62)
- 18. Februar: Matt Mattox, US-amerikanischer Tänzer (91)
- 18. Februar: Otto Tomek, österreichischer Musikpublizist und Rundfunkredakteur (85)
- 19. Februar: Manfred Niehaus, deutscher Komponist und Musikredakteur (79)
- 20. Februar: Kenji Eno, japanischer Musiker und Videospiel-Designer (42)
- 21. Februar: Kenny Clutch, US-amerikanischer Rapper (27)
- 21. Februar: Phil Darois, US-amerikanischer Jazzmusiker (93)
- 21. Februar: Magic Slim, US-amerikanischer Bluesmusiker (75)

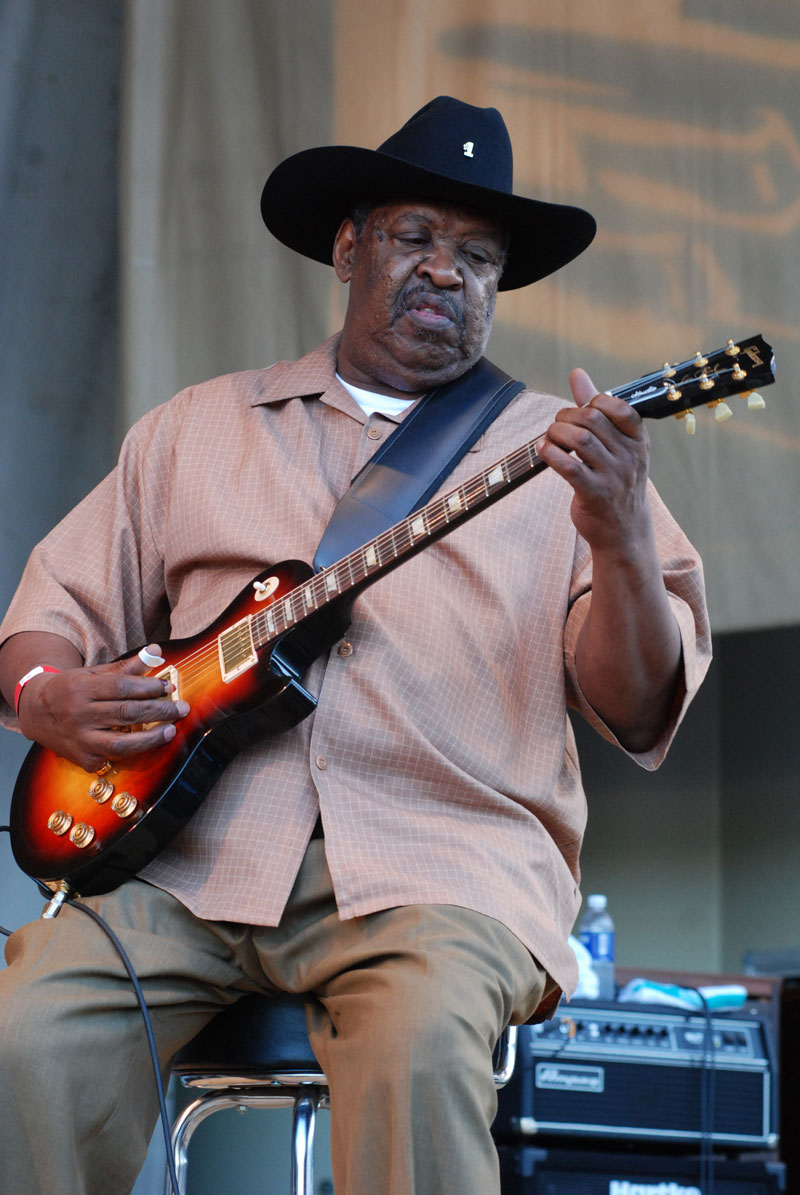
Magic Slim; † 21. Februar

- 22. Februar: Billy Barrix, US-amerikanischer Rockabilly- und Country-Musiker (75)
- 22. Februar: Behsat Üvez, türkischer Sänger, Komponist und Lehrer (53)
- 22. Februar: Ava June, britische Opernsängerin (81)
- 22. Februar: Karl-Heinz Pütz, deutscher Musikverleger (58)
- 22. Februar: Wolfgang Sawallisch, deutscher Dirigent und Pianist (89)
- 22. Februar: Norma Zenteno, US-amerikanische Sängerin (60)
- 23. Februar: Sonny Russo, US-amerikanischer Jazzposaunist (83)
- 24. Februar: Ib Hansen, dänischer Opernsänger und Schauspieler (84)
- 25. Februar: Chief Joseph Olayiwola Afolabi, nigerianischer Musikproduzent (80)
- 25. Februar: Dan Toler, US-amerikanischer Gitarrist (64)
- 26. Februar: Marie-Claire Alain, französische Organistin und Musikpädagogin (86)
- 26. Februar: Gugu Dupuis, Schweizer Jazztrompeter (95)
- 27. Februar: Van Cliburn, US-amerikanischer Pianist (78)
- 27. Februar: Richard Street, US-amerikanischer Sänger (70)
- 28. Februar: William Bennett, US-amerikanischer Oboist (56)
- 28. Februar: Daniel Darc, französischer Sänger und Komponist (53)
- 28. Februar: Paul Walter Fürst, österreichischer Musiker und Komponist (86)
- 28. Februar: Karlheinz Klüter, deutscher Fotograf, Grafiker und Musikproduzent (≈78)
- 28. Februar: Armando Trovajoli, italienischer Pianist und Filmkomponist (95)

### März
- 01. März: Jewel Akens, US-amerikanischer Sänger (79)
- 01. März: Bonnie Franklin, US-amerikanische Schauspielerin und Musicaldarstellerin (69)
- 01. März: Rafael Puyana Michelsen, kolumbianischer Musiker (81)
- 03. März: Müslüm Gürses, türkischer Schauspieler und Sänger (59)
- 03. März: Bobby Rogers, US-amerikanischer Soulsänger (73)
- 04. März: Fran Warren, US-amerikanische Jazz- und Popsängerin (87)
- 05. März: Eberhard Blum, deutscher Flötist (73)
- 05. März: Melvin Rhyne, US-amerikanischer Jazz-Organist (76)
- 05. März: Tove Wallenstrøm, dänische Sängerin und Schauspielerin (97)
- 06. März: Chorão, brasilianischer Rocksänger und -komponist, Skateboarder, Filmemacher und Unternehmer (42)

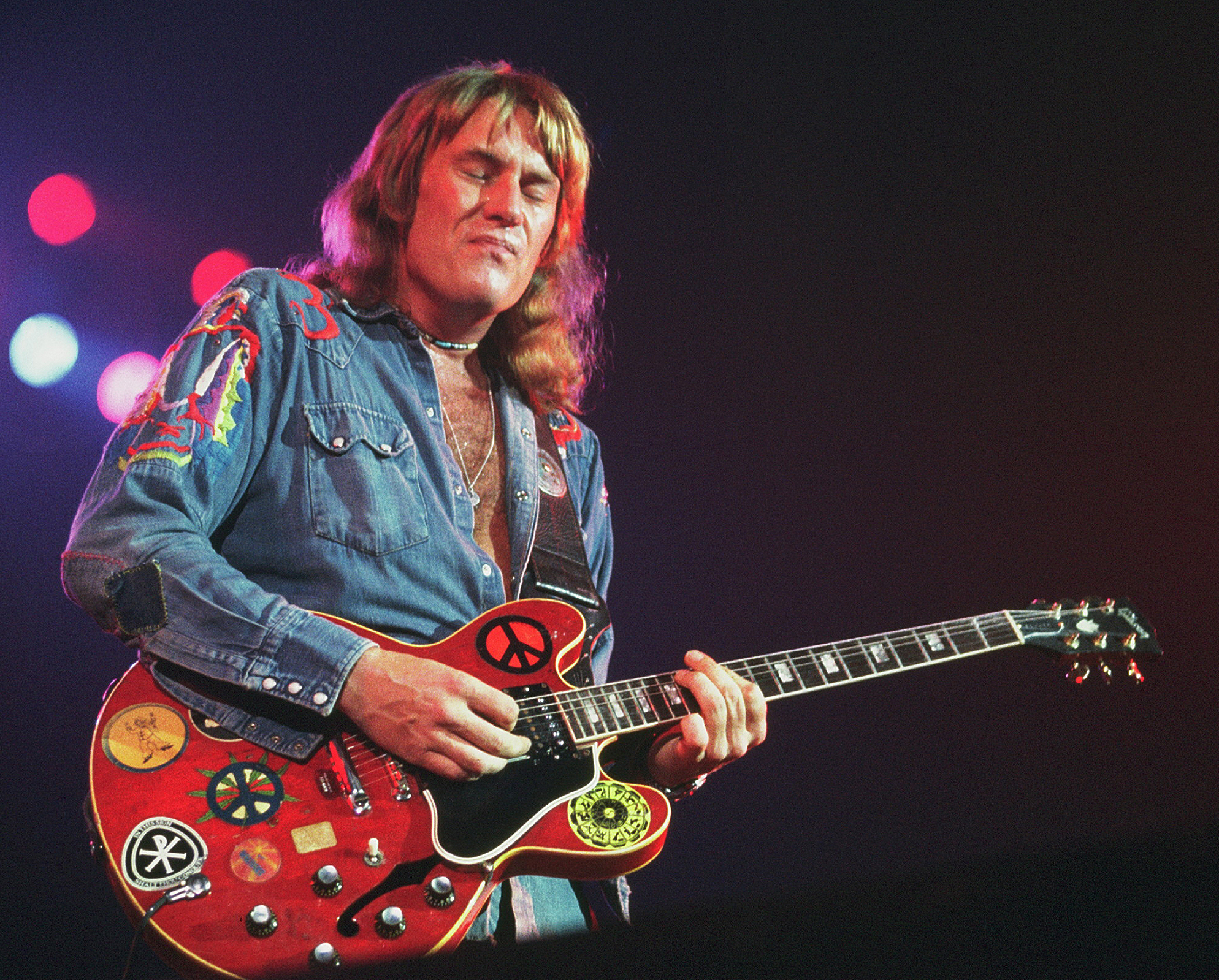
Alvin Lee; † 6. März

- 06. März: Alvin Lee, britischer Musiker (68)
- 06. März: Jupp Weindich, deutscher Autor, Opernregisseur und Theaterintendant (80)
- 07. März: Kenny Ball, britischer Jazztrompeter (82)
- 07. März: Peter Banks, britischer Rockgitarrist (65)
- 07. März: Claude King, US-amerikanischer Country-Sänger (90)
- 07. März: Dick Ramberg, US-amerikanischer Jazzmusiker (72)
- 08. März: Martin Doernberg, deutscher Pfarrer und Musiker (93)
- 08. März: Ricardo Da Force, britischer Rap-Musiker und DJ (45)
- 08. März: Marija Pachomenko, russische Sängerin (75)
- 08. März: Sammy Masters, US-amerikanischer Sänger (82)
- 09. März: Elke Mascha Blankenburg, deutsche Kirchenmusikerin und Musikhistorikerin (69)
- 09. März: Rune Carlsson, schwedischer Jazz-Schlagzeuger (72)
- 09. März: Jim Lackey, US-amerikanischer Jazz-Schlagzeuger (77)
- 10. März: Daniel Ponce, US-amerikanischer Jazz-Schlagzeuger (59)
- 11. März: László Bódi, ungarischer Rocksänger und Komponist (47)
- 11. März: Colin Gieg, US-amerikanischer Jazzbassist (70)
- 11. März: Kalamandalam Ramankutty Nair, indischer Tänzer (87)
- 12. März: Clive Burr, britischer Musiker (56)
- 13. März: Manolo Guardia, uruguayischer Pianist (75)
- 14. März: Jack Greene, US-amerikanischer Musiker (83)
- 14. März: Vic Nees, belgischer Komponist (77)
- 15. März: Hardrock Gunter, US-amerikanischer Country- und Rockabilly-Sänger (88)
- 15. März: Subas Herrero, philippinischer Komiker, Schauspieler und Sänger (69)
- 15. März: Terry Lightfoot, britischer Jazzmusiker (77)
- 15. März: Qian Renkang, chinesischer Musikwissenschaftler (98)
- 16. März: Ray Johnson, US-amerikanischer R&B-Musiker (82)
- 16. März: Jason Molina, US-amerikanischer Musiker (39)
- 17. März: Mark Aizikovitch, deutsch-ukrainischer Klezmersänger und Schauspieler (66)
- 17. März: Jantje Koopmans, niederländischer Sänger (89)
- 18. März: Margarita Miglau, sowjetische Opernsängerin (87)
- 19. März: Edgardo Morales, puerto-ricanischer Musiker (58)

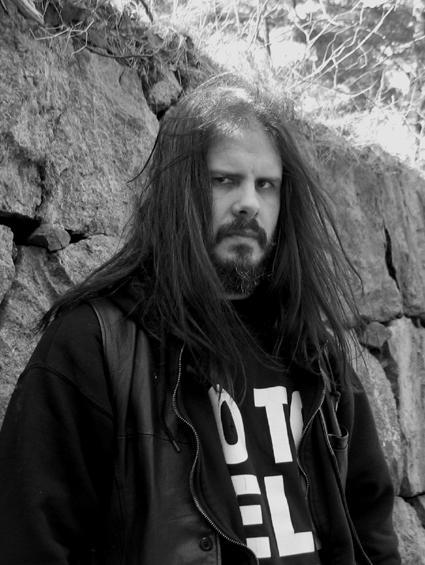
David Parland; † 19. März

- 19. März: David Parland, schwedischer Gitarrist (42)
- 20. März: George Barrow, US-amerikanischer Jazzmusiker (91)
- 20. März: Eddie Bond, US-amerikanischer Country- und Rockabilly-Sänger (79)
- 20. März: Reimund Korupp, deutscher Cellist (≈59)
- 20. März: Frederic Mayer, deutscher Opernsänger (81)

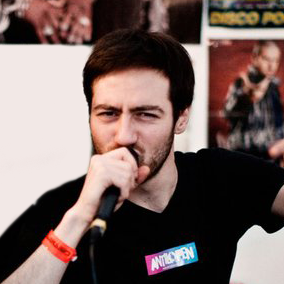
NMZS; † 20. März

- 20. März: NMZS, deutscher Rap-Musiker (28)
- 20. März: Emílio Santiago, brasilianischer Sänger (66)
- 20. März: Risë Stevens, US-amerikanische Opernsängerin (99)
- 22. März: Steve Ellington, US-amerikanischer Jazz-Schlagzeuger (71)
- 22. März: Gerardo Gandini, argentinischer Komponist (76)
- 22. März: Bebo Valdés, kubanischer Pianist (94)
- 22. März: Derek Watkins, britischer Trompeter (68)
- 23. März: Barbara Donald, US-amerikanische Jazz-Trompeterin (71)
- 23. März: John Hatting, dänischer Musiker (64)

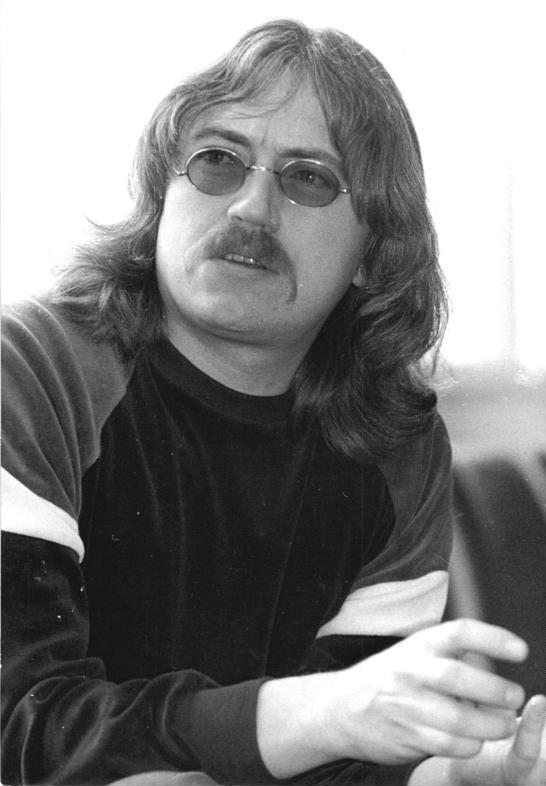
Reinhard Lakomy; † 23. März

- 23. März: Reinhard Lakomy, deutscher Musiker (67)
- 23. März: Stevie Stiletto, US-amerikanischer Punksänger (57)
- 25. März: Herman Emmink, niederländischer Sänger und Fernsehmoderator (86)
- 25. März: Scott Hardkiss, US-amerikanischer DJ und Musikproduzent (43)
- 25. März: Dafydd Llywelyn, walisischer Musiker (74)
- 26. März: Danilo Orozco, kubanischer Musikwissenschaftler und Hochschullehrer (68)
- 27. März: Heinz Funk, deutscher Filmkomponist (97)
- 27. März: Anne Vig Skoven, dänische Musikerin (54)
- 27. März: Paul Williams, US-amerikanischer Musikjournalist (64)
- 28. März: Wolfgang Schulz, österreichischer Konzertflötist (67)
- 28. März: Otto Sertl, österreichischer Musikwissenschaftler (88)
- 29. März: Pepsi Auer, deutscher Jazzmusiker (84)
- 29. März: Enzo Jannacci, italienischer Liedermacher und Kabarettist (77)
- 30. März: Franco Califano, italienischer Musiker und Schauspieler (74)
- 30. März: Héctor Darío, argentinischer Tangosänger italienischer Herkunft (74)
- 30. März: Phil Ramone, US-amerikanischer Musikproduzent (79)

### April
- 01. April: Johnnie Billington, US-amerikanischer Blues-Musiker (77)
- 01. April: Camille Bourniquel, französischer Schriftsteller, Kunstkritiker und Musikologe (95)
- 01. April: David Burge, US-amerikanischer Pianist (83)
- 01. April: Karl Schicker, deutscher Flötist, Dirigent und Komponist (82)

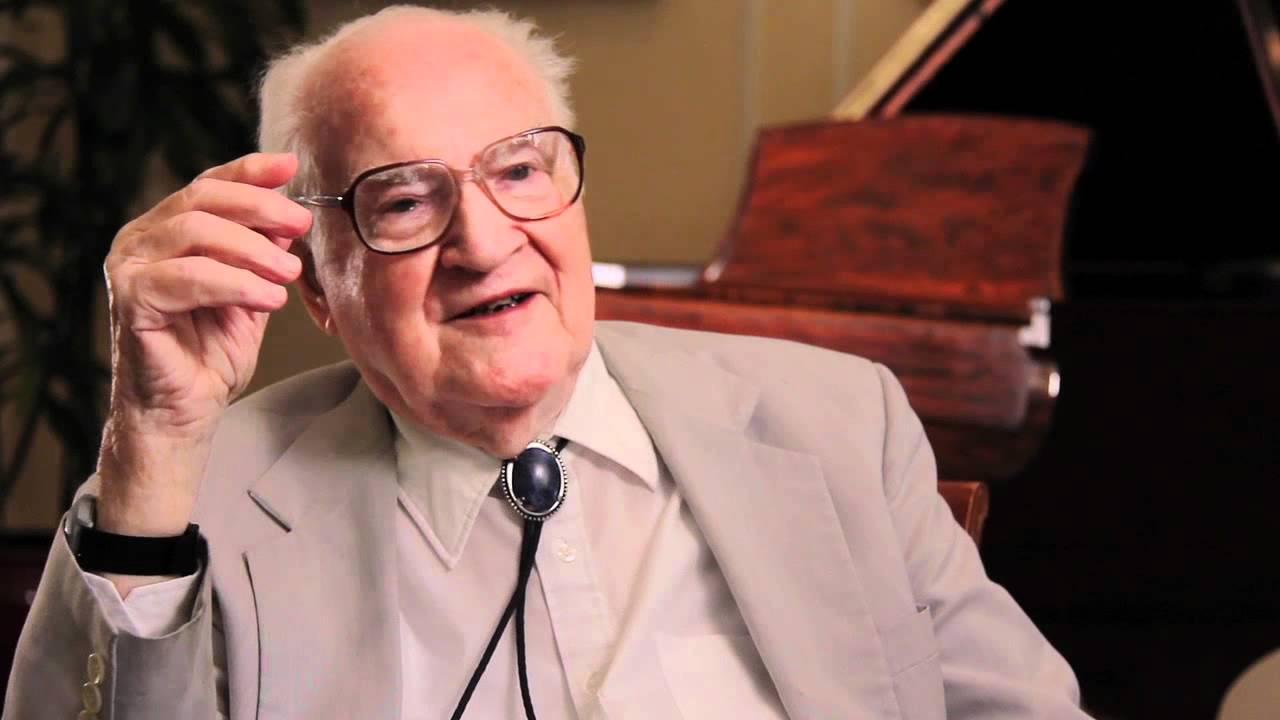
Robert Ward; † 2. April

- 02. April: Robert Ward, US-amerikanischer Komponist (95)
- 02. April: Werner Wunderlich, deutscher Musikjournalist (86)
- 03. April: Harry Johnson, jamaikanischer Musikproduzent (67)
- 03. April: Harry J, jamaikanischer Musikproduzent, Pionier des Reggae (67)
- 03. April: Robert Linden, US-amerikanischer Blues-Musiker (57)
- 03. April: Dorothy Taubman, US-amerikanische Musikpädagogin (95)
- 04. April: Ole Ousen, dänischer Schauspieler, Musiker und Gitarrist (70)
- 05. April: Piero de Palma, italienischer Operntenor (85)
- 05. April: Terry Devon, britische Sängerin (90)
- 06. April: Sławomir Kusterka, polnischer Bassist (27)
- 06. April: Helmut Pichler, österreichischer Musiker (65)
- 06. April: Marku Ribas, brasilianischer Musiker (65)
- 06. April: Don Shirley, US-amerikanischer Pianist (86)
- 07. April: Les Blank, US-amerikanischer Dokumentarfilmer (77)
- 07. April: Andy Johns, britischer Tontechniker und Musikproduzent (62)
- 07. April: Dwike Mitchell, US-amerikanischer Pianist (83)
- 07. April: Irma Ravinale, italienische Komponistin (75)
- 07. April: Neil Smith, australischer Rockmusiker (~60)
- 08. April: Annette Funicello, US-amerikanische Sängerin und Schauspielerin (70)
- 08. April: Wolfgang Helbich, deutscher Kirchenmusiker (70)

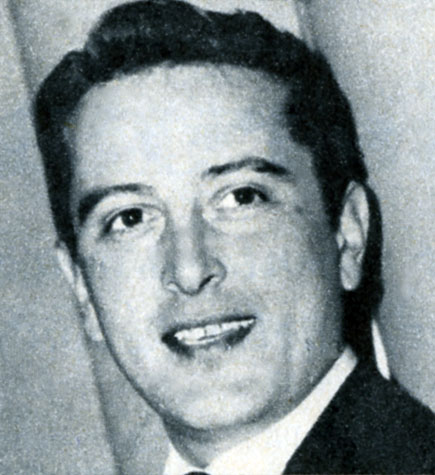
Emilio Pericoli; † 9. April

- 09. April: Emilio Pericoli, italienischer Sänger (85)
- 09. April: Romuald Żyliński, polnischer Komponist (89)

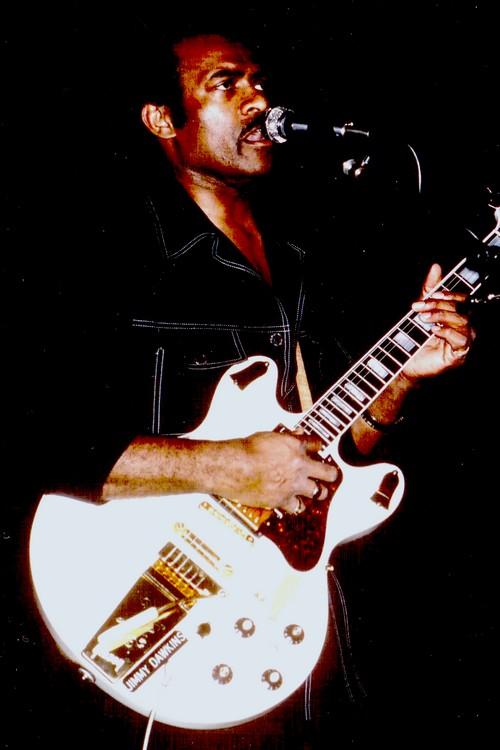
Jimmy Dawkins; † 10. April

- 10. April: Jimmy Dawkins, US-amerikanischer Musiker (76)
- 11. April: Don Blackman, US-amerikanischer Musiker (59)
- 11. April: Thomas Hemsley, britischer Opernsänger (85)
- 11. April: Gilles Marchal, französischer Sänger und Komponist (68)
- 11. April: Maria Tallchief, US-amerikanische Balletttänzerin (88)
- 12. April: Torben Bille, dänischer Redakteur, Musikkritiker und Schriftsteller (63)

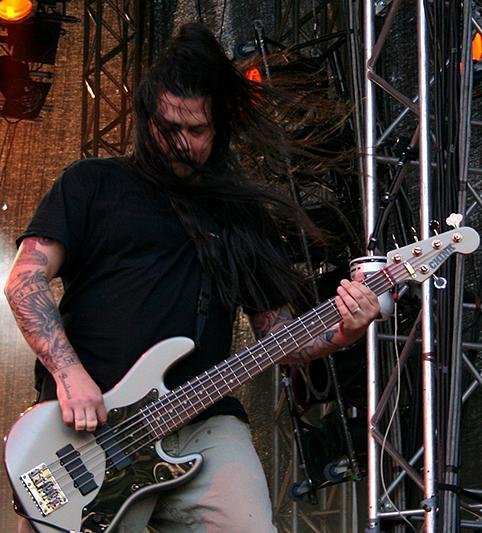
Chi Cheng; † 13. April

- 13. April: Chi Cheng, US-amerikanischer Musiker (42)
- 13. April: Stephen Dodgson, britischer Komponist (89)
- 13. April: Dean Drummond, US-amerikanischer Komponist (64)

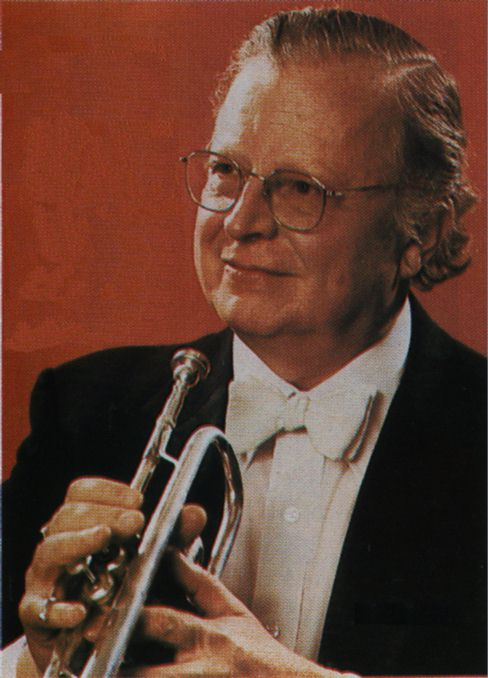
Adolph Herseth; † 13. April

- 13. April: Adolph Herseth, US-amerikanischer Trompeter (91)
- 13. April: Vincent Montana Jr., US-amerikanischer Musiker und Komponist (85)
- 14. April: Ian Balfour, britischer Peer, Politiker und Komponist (88)
- 14. April: Colin Davis, britischer Dirigent (85)
- 14. April: George Jackson, US-amerikanischer Komponist und Sänger (68)
- 15. April: Eddi Edler, deutscher Autor und Liedermacher (54)
- 15. April: Jean-François Paillard, französischer Dirigent (85)
- 16. April: Pier Béland, kanadische Sängerin (65)
- 16. April: Rita MacNeil, kanadische Sängerin (68)
- 16. April: Jim McCandless, US-amerikanischer Sänger und Songwriter (68)
- 16. April: George Beverly Shea, kanadischer Gospel-Sänger (104)
- 17. April: Deanna Durbin, US-amerikanische Schauspielerin und Sängerin (91)
- 17. April: Bi Kidude, sansibarische Sängerin (102)
- 17. April: Bernhard Krol, deutscher Hornist und Komponist (92)
- 17. April: Yngve Moe, norwegischer Musiker (55)
- 17. April: T. K. Ramamoorthy, indischer Komponist (91)
- 17. April: Cecilia Smiga, britische Opernsängerin (38)
- 18. April: Cordell Mosson, US-amerikanischer Bassist (60)
- 20. April: Artie „Blues Boy“ White, US-amerikanischer Soul- und Blues-Sänger (76)
- 21. April: Chrissy Amphlett, australische Sängerin (53)
- 21. April: Jean-Michel Damase, französischer Komponist (85)
- 21. April: Carmel Kaine, australische Violinistin (76)
- 22. April: Vivi Bach, dänische Entertainerin (73)

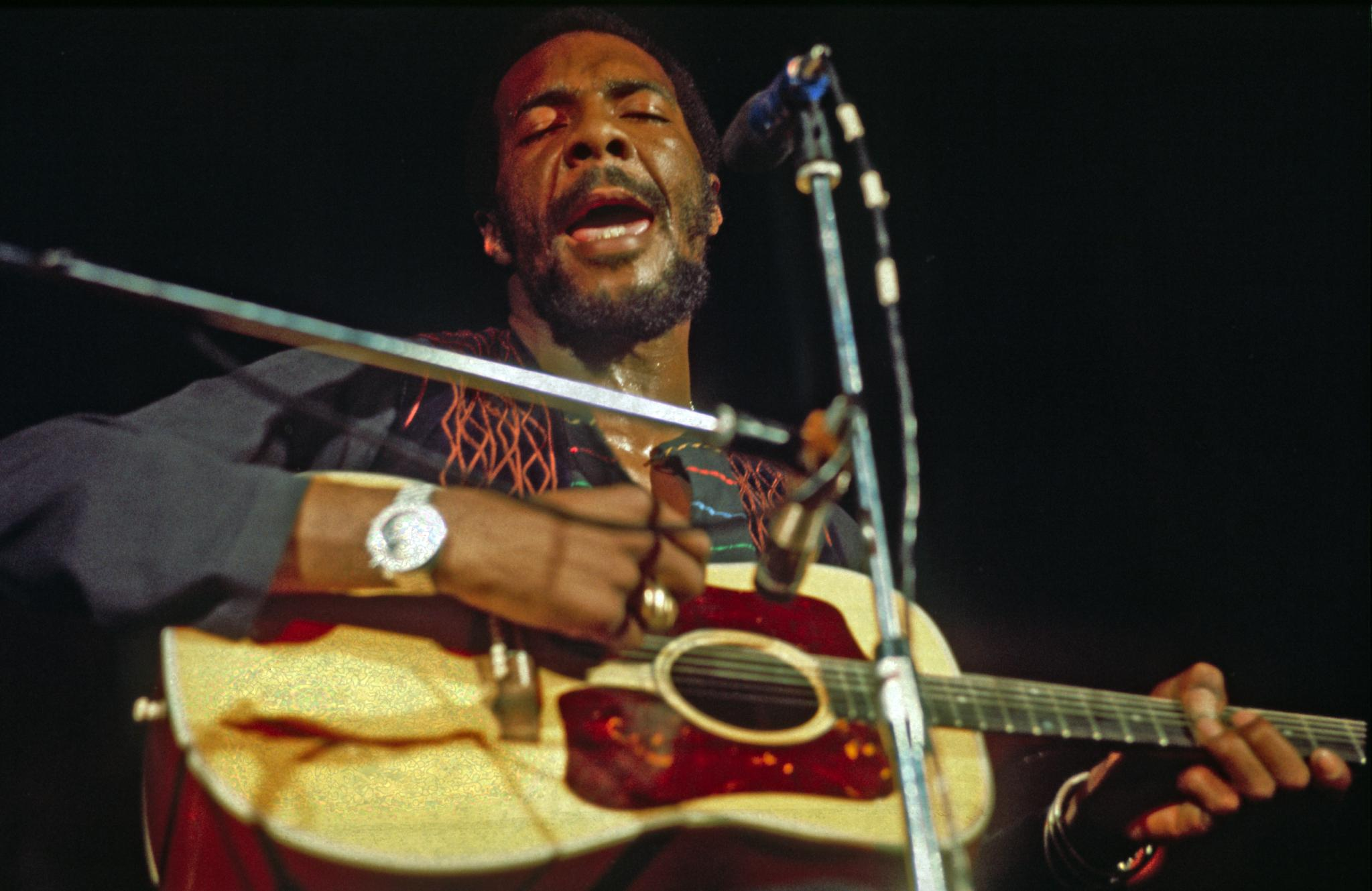
Richie Havens; † 22. April

- 22. April: Richie Havens, US-amerikanischer Sänger (72)
- 22. April: Herold Kraus, deutscher Opernsänger (Tenor) (93)
- 22. April: Flora Jacobs, niederländische jüdische Musikerin und Holocaustüberlebende (89)
- 22. April: Lalgudi Jayaraman, indischer Violinist (82)
- 22. April: Wiktor Smirnow-Golowanow, sowjetischer Balletttänzer und Choreograph (78)
- 22. April: Pajarito Zaguri, argentinischer Musiker (71)
- 23. April: Shamshad Begum, indische Sängerin (94)
- 23. April: Ruth Berman Harris, US-amerikanische Harfenistin (96)
- 23. April: Walter Boeykens, belgischer Klarinettist (75)
- 23. April: Bob Brozman, US-amerikanischer Gitarrist und Musikethnologe (59)
- 23. April: Johanna Wolff von Schutter, deutsche Schauspielerin, Sängerin und Kabarettistin (62)
- 25. April: Jacob Avshalomov, US-amerikanischer Komponist und Dirigent (94)
- 25. April: Attila Garay, ungarischer Jazzpianist (81)
- 25. April: Anatole Gerasimov, russischer Jazzmusiker und Komponist (68)
- 25. April: Virginia Gibson, US-amerikanische Tänzerin und Schauspielerin (88)
- 26. April: George Jones, US-amerikanischer Country-Sänger (81)
- 27. April: Arthur „Doc“ Rando, US-amerikanischer Jazzmusiker und Arzt (103)
- 28. April: Bert Houtheusen, britischer Jazzmusiker (97)
- 28. April: János Starker, US-amerikanischer Cellist (88)
- 28. April: Paulo Vanzolini, brasilianischer Komponist und Zoologe (89)
- 29. April: John LaMontaine, US-amerikanischer Komponist (93)
- 29. April: Shinji Maki, japanischer Entertainer und Musiker (78)
- 29. April: Konrad Rupf, deutscher Opernsänger (83)
- 30. April: Tim Hensley, US-amerikanischer Country-Musiker (50)

### Mai
- 01. Mai: Erika Haase, deutsche Pianistin und Hochschullehrerin (78)
- 01. Mai: Chris Kelly, US-amerikanischer Rapper (34)
- 01. Mai: Joe Killian, US-amerikanischer Jazzmusiker (86)
- 01. Mai: Seth Rothstein, US-amerikanischer Musikproduzent und Produktmanager

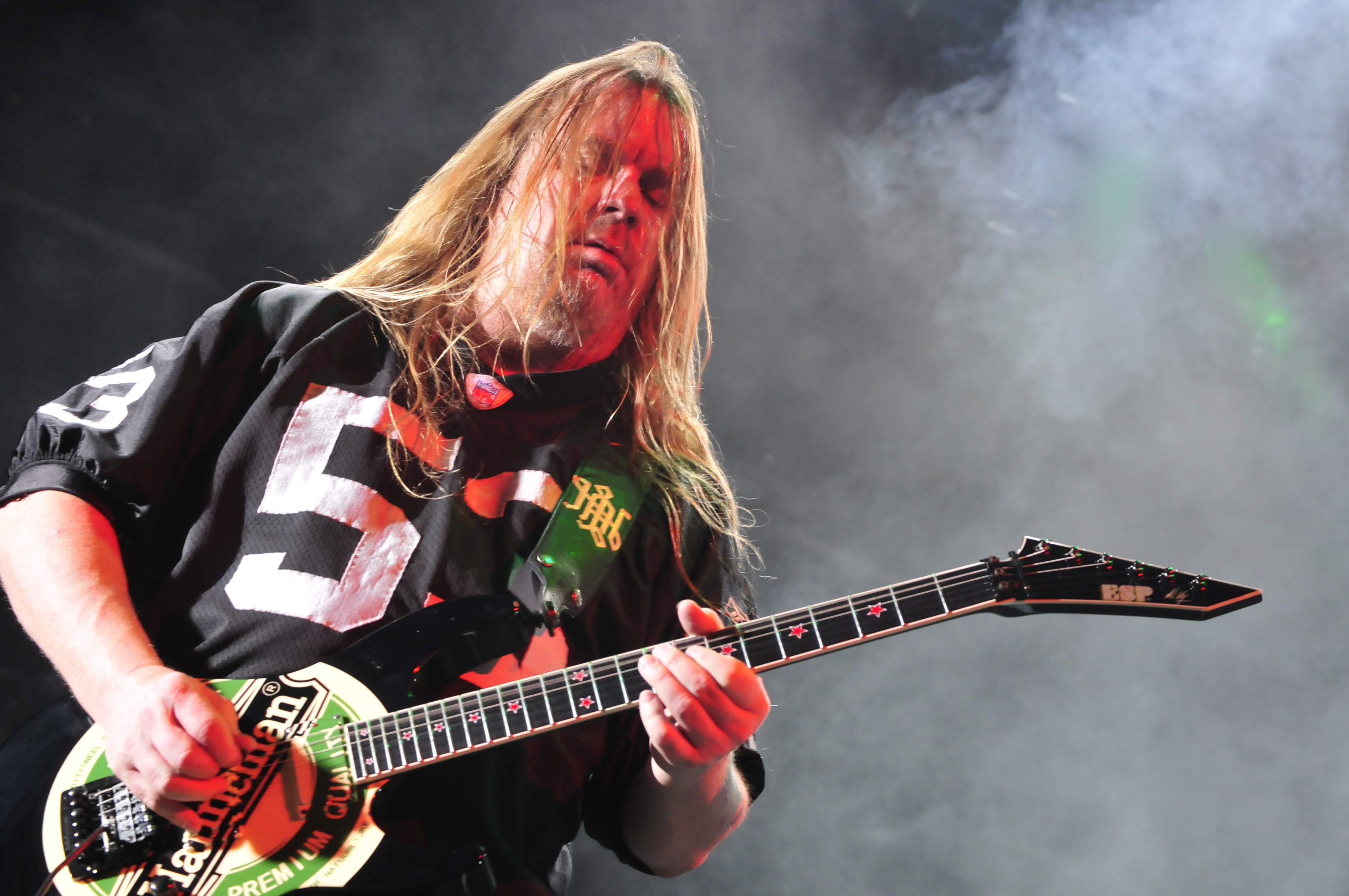
Jeff Hannemann; † 2. Mai

- 02. Mai: Jeff Hanneman, US-amerikanischer Gitarrist (49)
- 02. Mai: Eddie Kaye, US-amerikanischer Jazz-Saxophonist (86)
- 02. Mai: Sid Selvidge, US-amerikanischer Blues-Musiker (69)
- 02. Mai: Gordon Sherwood, US-amerikanischer Komponist (83)
- 03. Mai: Mimi Aarden, niederländische Opernsängerin (89)

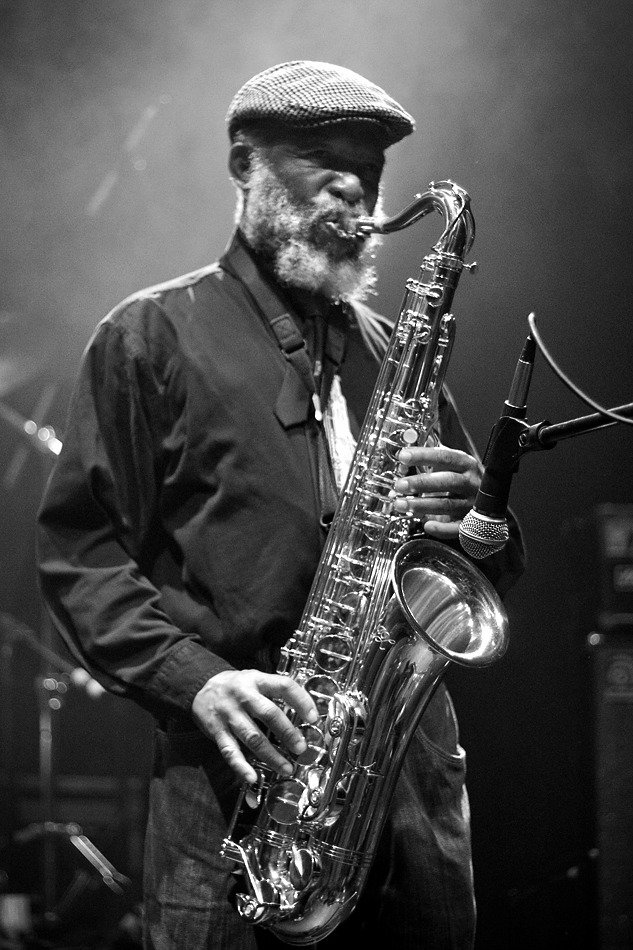
Cedric Brooks; † 2. Mai

- 03. Mai: Cedric Brooks, jamaikanischer Musiker (70)
- 03. Mai: Ron McKay, britischer Jazz-Schlagzeuger (≈84)
- 03. Mai: Totole Masselier, französischer Jazz-Bassist (87)
- 03. Mai: Henry Wallin, schwedischer Jazz-Schlagzeuger (90)
- 04. Mai: Frederic Franklin, britischer Tänzer und Regisseur (98)
- 04. Mai: César Portillo de la Luz, kubanischer Musiker und Komponist (90)
- 04. Mai: Sherman Mitchell, US-amerikanischer Jazzposaunist, Komponist und Arrangeur (83)
- 05. Mai: Ruthild Engert-Ely, deutsche Opernsängerin (72)
- 05. Mai: Greg Quill, australischer Musiker und Journalist (66)
- 05. Mai: Peu Sousa, brasilianischer Musiker (35)
- 07. Mai: Eric Kitteringham, britischer Rockmusiker (66)
- 07. Mai: Steve Martland, britischer Komponist (53)
- 07. Mai: Peter Rauhofer, österreichischer DJ und Musikproduzent (48)
- 07. Mai: Romanthony, US-amerikanischer DJ, Musikproduzent und Sänger (46)
- 08. Mai: Bill Langstroth, kanadischer Musikproduzent (81)
- 08. Mai: Ken Whaley, britischer Rockmusiker (67)
- 09. Mai: Zia Fariduddin Dagar, indischer Musiker (80)
- 09. Mai: Grete Dollitz, US-amerikanische Radiomoderatorin und Gitarristin (88)
- 10. Mai: Robert Lindgren, kanadischer Tänzer (89)
- 11. Mai: Ollie Mitchell, US-amerikanischer Musiker und Bandleader (86)
- 12. Mai: Marià Albero, spanischer Musiker (63)
- 12. Mai: Peter Metag, deutscher Konzertveranstalter (62)
- 13. Mai: Eduard Claucig, österreichischer Komponist (63)
- 14. Mai; Henri Tibi, französischer Sänger (83)
- 14. Mai: Irenäus Wolfgang Totzke, deutscher Musikwissenschaftler und Mönch (80)
- 15. Mai: Noelle Barker, britische Sängerin und Musikpädagogin (84)
- 15. Mai: Albert Lance, australisch-französischer Opernsänger (86)
- 16. Mai: Franz Chlum, deutscher Dirigent (81)
- 16. Mai: Manolo Galván, spanischer Sänger und Komponist (66)
- 17. Mai: Mack Emerman, US-amerikanischer Musikproduzent (89)
- 17. Mai: Alan O’Day, US-amerikanischer Sänger und Songwriter (72)
- 17. Mai: Harold Shapero, US-amerikanischer Komponist (93)
- 18. Mai: Marek Jackowski, polnischer Rockmusiker (66)
- 18. Mai: Guillermo Rico, argentinischer Schauspieler und Sänger (93)
- 18. Mai: Claramae Turner, US-amerikanische Opernsängerin (92)
- 19. Mai: Curley Myers, US-amerikanischer Country-Sänger und Entertainer (93)
- 19. Mai: Anders Vangen, norwegischer Opernsänger (53)
- 20. Mai: Anders Eliasson, schwedischer Komponist (66)

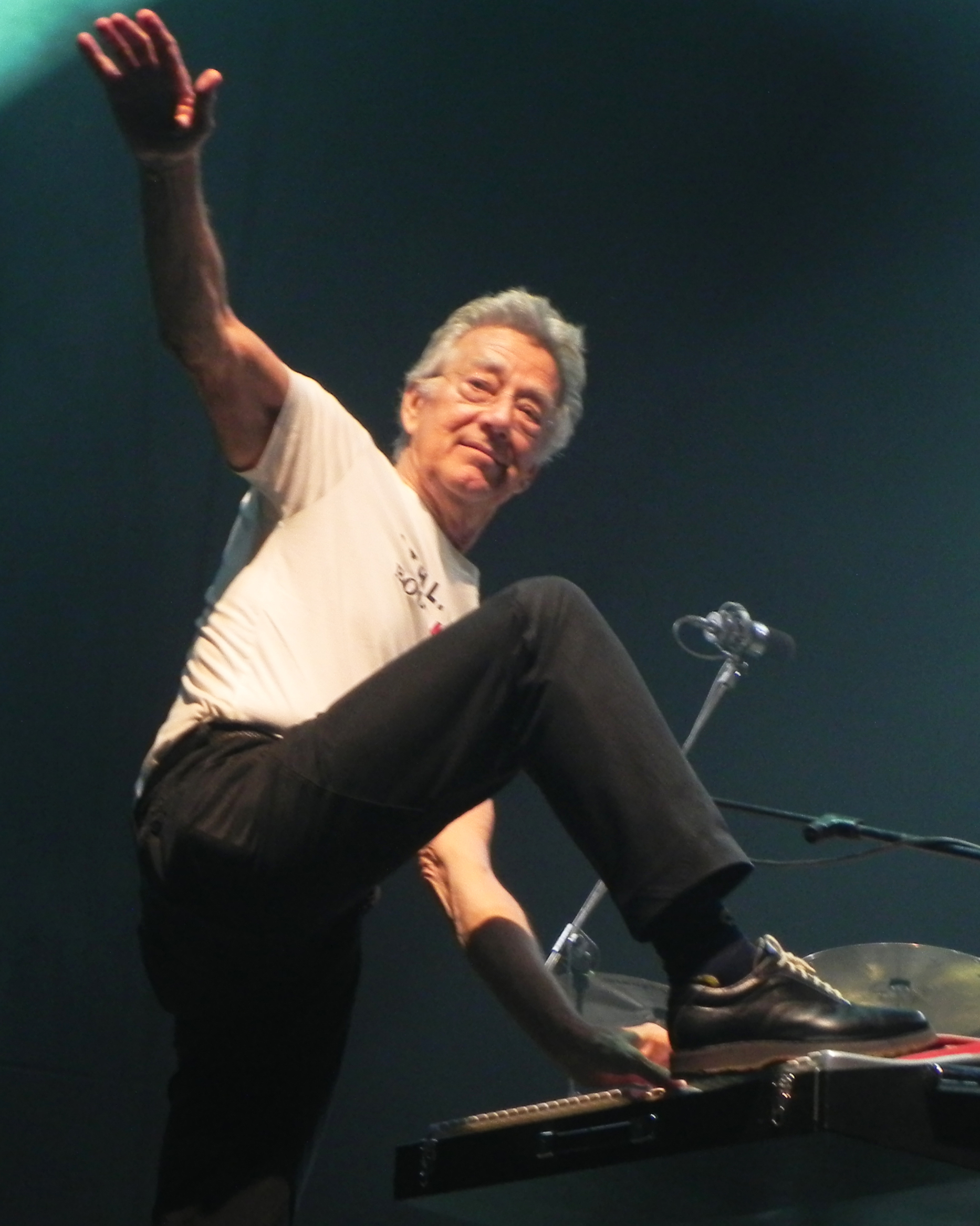
Ray Manzarek; † 20. Mai

- 20. Mai: Ray Manzarek, US-amerikanischer Musiker (74)
- 20. Mai: Manfred Padinger, österreichischer Komponist (52)
- 20. Mai: Zach Sobiech, US-amerikanischer Musiker (18)
- 21. Mai: Rainer Böhm, deutscher Komponist und Musiker (61)

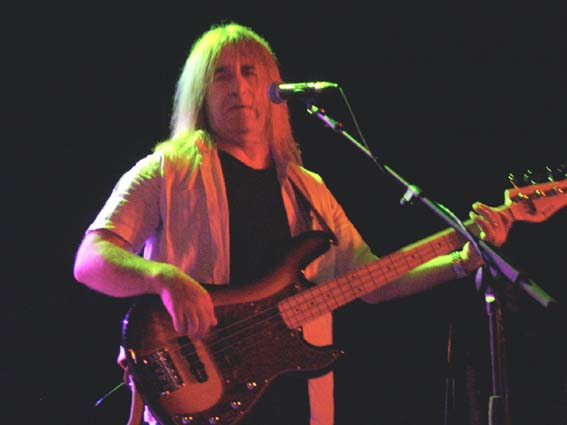
Trevor Bolder; † 21. Mai

- 21. Mai: Trevor Bolder, britischer Rockmusiker (62)
- 21. Mai: Antoine Bourseiller, französischer Regisseur und Schauspieler (82)
- 21. Mai: Bob Thompson, US-amerikanischer Filmkomponist (88)
- 22. Mai: Henri Dutilleux, französischer Komponist (97)
- 23. Mai: Niño Miguel, spanischer Flamenco-Gitarrist (61)

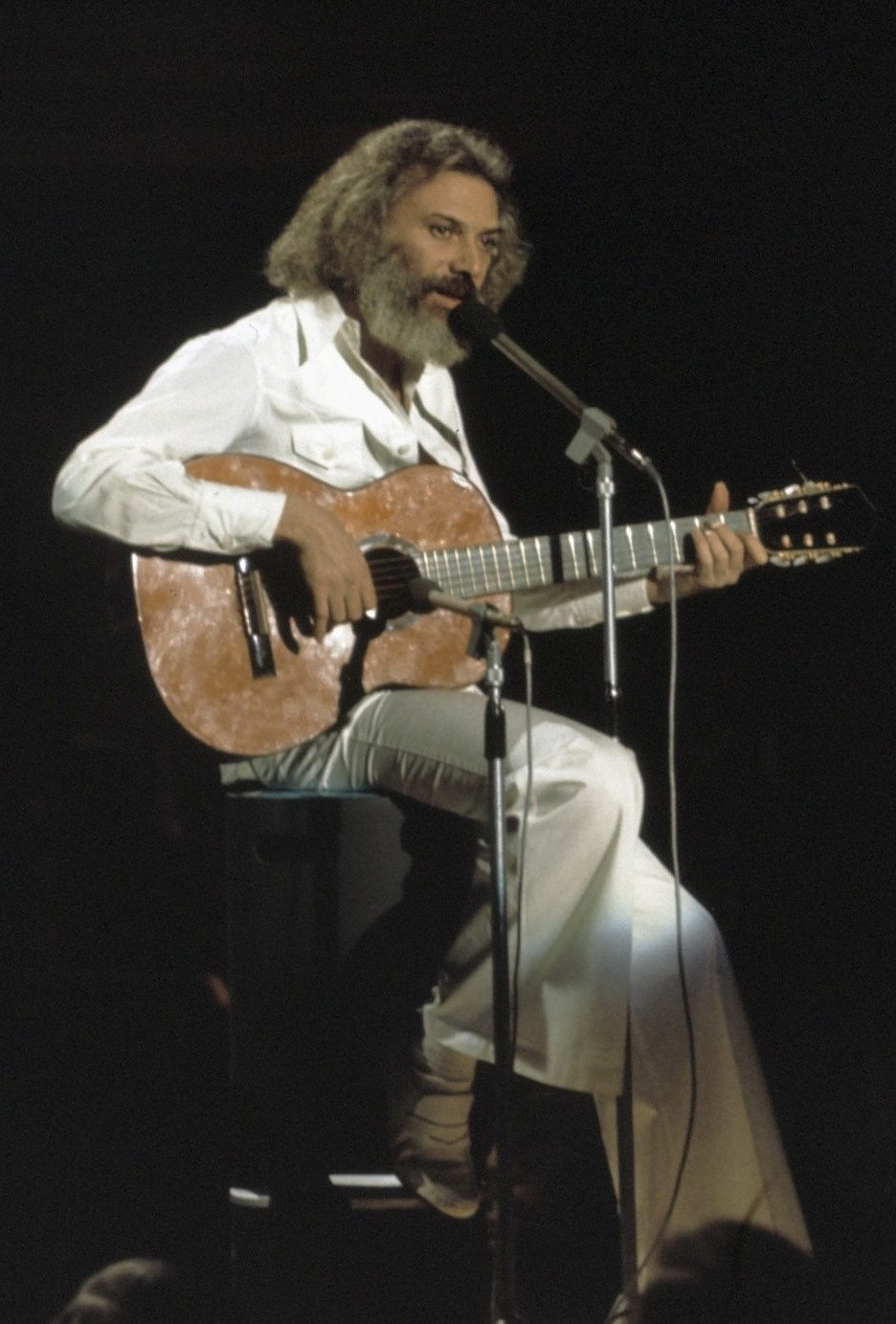
Georges Moustaki; † 23. Mai

- 23. Mai: Georges Moustaki, französischer Sänger, Komponist und Lyriker (79)
- 23. Mai: Jadwiga Pietraszkiewicz, polnische Opernsängerin (93)
- 23. Mai: Miguel Vega de la Cruz, spanischer Flamenco-Gitarrist (61)
- 24. Mai: Erich Meixner, österreichischer Musiker und Komponist (≈69)
- 24. Mai: Alfonso Santisteban, spanischer Komponist (69)
- 24. Mai: Ed Shaughnessy, US-amerikanischer Jazz-Schlagzeuger (84)
- 25. Mai: Marshall Lytle, US-amerikanischer Musiker (79)
- 25. Mai: T. M. Soundararajan, indischer Playbacksänger (91)
- 26. Mai: Clarence Burke Jr., US-amerikanischer R&B-Sänger (64)
- 27. Mai: Jean Bach, US-amerikanische Radio-Produzentin und Jazz-Expertin (94)
- 27. Mai: Little Tony, san-marinesischer Sänger (72)
- 28. Mai: Joop Ayal, niederländischer Jazzmusiker (88)
- 28. Mai: Svatopluk Košvanec, tschechischer Jazz-Musiker (77)
- 28. Mai: Masuko Ushioda, japanische Violinistin (71)
- 29. Mai: Marvin Junior, US-amerikanischer R&B-Sänger (77)
- 29. Mai: Mulgrew Miller, US-amerikanischer Pianist (57)
- 29. Mai: Kai Rautenberg, deutscher Pianist und Komponist (73)
- 30. Mai: Elliot Del Borgo, US-amerikanischer Komponist (74)
- 30. Mai: Péter Szilágyi, ungarischer Dirigent (59)
- 30. Mai: Oscar Unger, indischer Choreograf (75)

### Juni
- 01. Juni: Miel Cools, belgischer Sänger und Musiker (78)
- 01. Juni: Jean Costa, französischer Organist (88)
- 01. Juni: Ferdl Kerber, deutscher Volksmusiker (76)
- 01. Juni: Paul Olefsky, US-amerikanischer Cellist (87)
- 02. Juni: Mario Bernardi, kanadischer Dirigent und Pianist (82)
- 02. Juni: Jean-Louis Jaubert, französischer Sänger und Musiker (92)
- 02. Juni: Nick Keir, schottischer Musiker (60)
- 02. Juni: Rob Morsberger, US-amerikanischer Sänger und Songwriter (53)
- 02. Juni: Virginia Waring, US-amerikanische Pianistin (97)

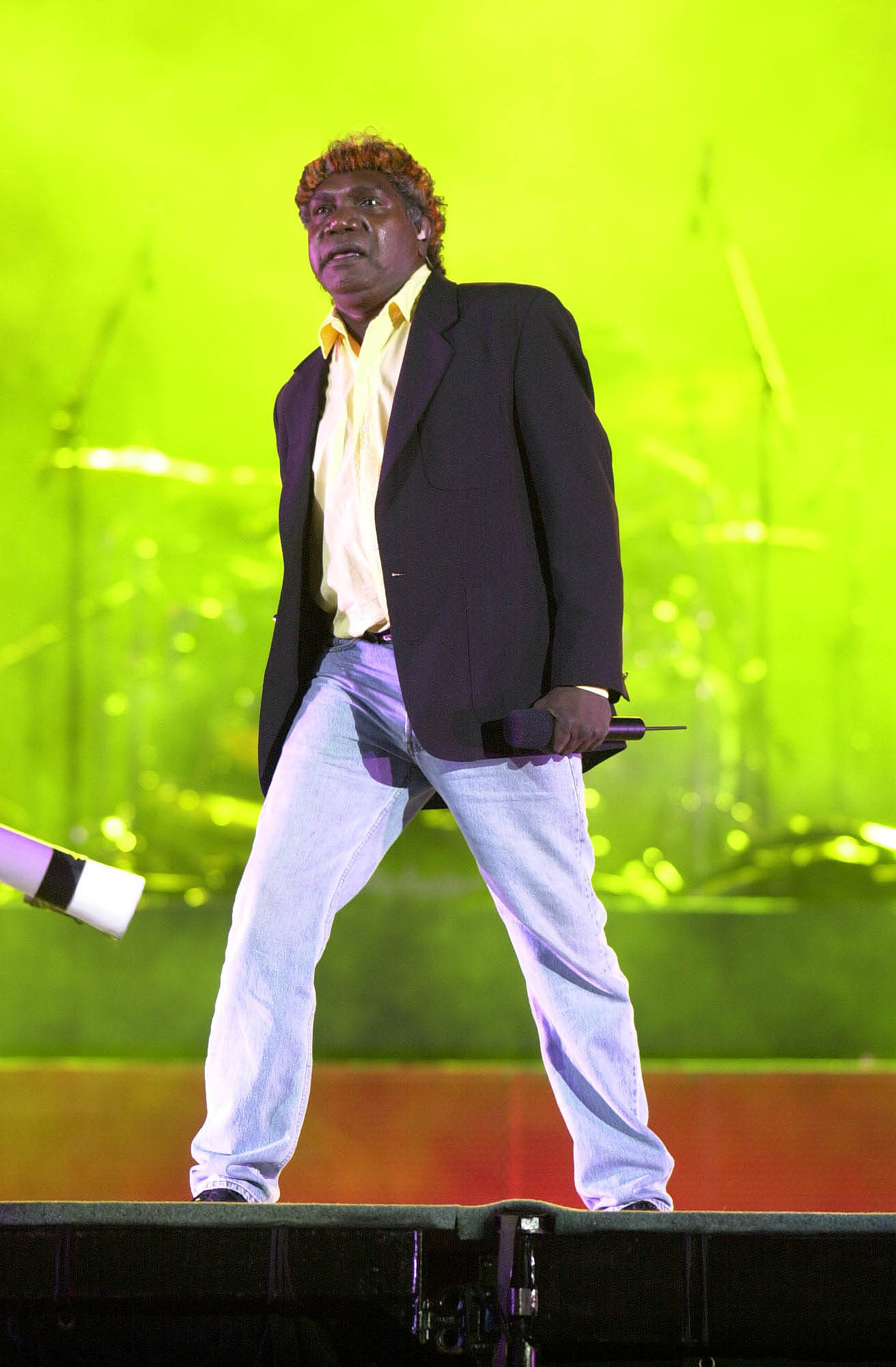
Madawuy Yunupingu; † 2. Juni

- 02. Juni: Mandawuy Yunupingu, australischer Musiker (56)
- 03. Juni: Arnold Eidus, US-amerikanischer Violinist (90)
- 03. Juni: Rainer Herberger, deutscher Musikpädagoge (73)
- 03. Juni: Helge Jung, deutscher Musiker und Komponist (70)
- 03. Juni: Lilo Kantorowicz Glick, US-amerikanische Musikerin (98)
- 04. Juni: Joey Covington, US-amerikanischer Schlagzeuger (67)
- 04. Juni: Ibrahim González, US-amerikanischer Musiker und Rundfunkmoderator (57)
- 04. Juni: Ben Tucker, US-amerikanischer Jazz-Bassist (82)
- 05. Juni: Don Bowman, US-amerikanischer Country-Musiker (75)
- 05. Juni: Hubert Henkel, deutscher Musikwissenschaftler (76)
- 05. Juni: Franz Kelch, deutscher Sänger (97)
- 05. Juni: David Schwartz, US-amerikanischer Geiger (96)
- 06. Juni: Erling Blöndal Bengtsson, dänischer Cellist (81)
- 06. Juni: Dim Kesber, niederländischer Jazz-Musiker (83)
- 06. Juni: Elaine Laron, US-amerikanische Songwriterin (83)
- 06. Juni: Bert Wilson, US-amerikanischer Jazzmusiker (73)
- 08. Juni: Harold Cromer, US-amerikanischer Stepptänzer (92)
- 09. Juni: Bruno Bartoletti, italienischer Dirigent (86)
- 09. Juni: Darondo, US-amerikanischer Soulsänger (67)
- 09. Juni: Peter Koene, niederländischer Liedermacher und Sänger (65)
- 09. Juni: Murray McNabb, neuseeländischer Musiker und Komponist (66)
- 10. Juni: Roger Bigley, britischer Musiker (69)
- 10. Juni: Magnus Kristensson, schwedischer Musiker (38)
- 10. Juni: Jörg Stodthoff, deutscher Organist (53)
- 11. Juni: Babi Floyd, US-amerikanischer Sänger (59)
- 11. Juni: Joan Kalisch Kraber, amerikanische Geigerin (≈72)
- 11. Juni: Johnny Smith, US-amerikanischer Gitarrist (90)
- 11. Juni: Robert Weisz, ungarisch-kanadischer Pianist und Musikpädagoge (87)
- 12. Juni: Leonid Boldin, sowjetischer bzw. russischer Opernsänger und Hochschullehrer (82)
- 12. Juni: Anna Gonda, ungarische Opernsängerin und Gesangspädagogin (66)
- 12. Juni: Camillo Öhlberger, österreichischer Fagottist und Autor (92)
- 12. Juni: Pa Fatai Olayiwola Olagunju, nigerianischer Musiker (85)
- 13. Juni: Sam Most, US-amerikanischer Jazzflötist (82)
- 13. Juni: Tauno Suojärvi, finnischer Jazz-Bassist (84)
- 14. Juni: Hugh Maguire, britischer Violinist (86)
- 14. Juni: Joe „Jazzy Joe“ Pereira, indischer Jazz-Saxophonist (~85)
- 14. Juni: Tom Tall, US-amerikanischer Country-Musiker (75)
- 15. Juni: Roger LaVern, britischer Musiker (75)
- 16. Juni: Johannes Eschen, deutscher Musiktherapeut und Hochschullehrer (85)
- 16. Juni: James Gibb, britischer Pianist (95)
- 16. Juni: Emil Rabe, deutscher Musiklehrer und Komponist (92)
- 17. Juni: Carmen Carrozza, US-amerikanischer Musiker (91)
- 17. Juni: Barbara Sparti, US-amerikanische Tanzhistorikerin und Choreografin (81)
- 18. Juni: Rozanne Levine, US-amerikanische Klarinettistin und Fotografin (67)
- 18. Juni: Alfred Planyavsky, österreichischer Kontrabassist und Musikhistoriker (89)
- 18. Juni: Claudio Rocchi, italienischer Rockmusiker (62)
- 18. Juni: David Wall, britischer Ballettmeister und -tänzer (67)
- 19. Juni: Chet Flippo, US-amerikanischer Musik-Journalist (69)

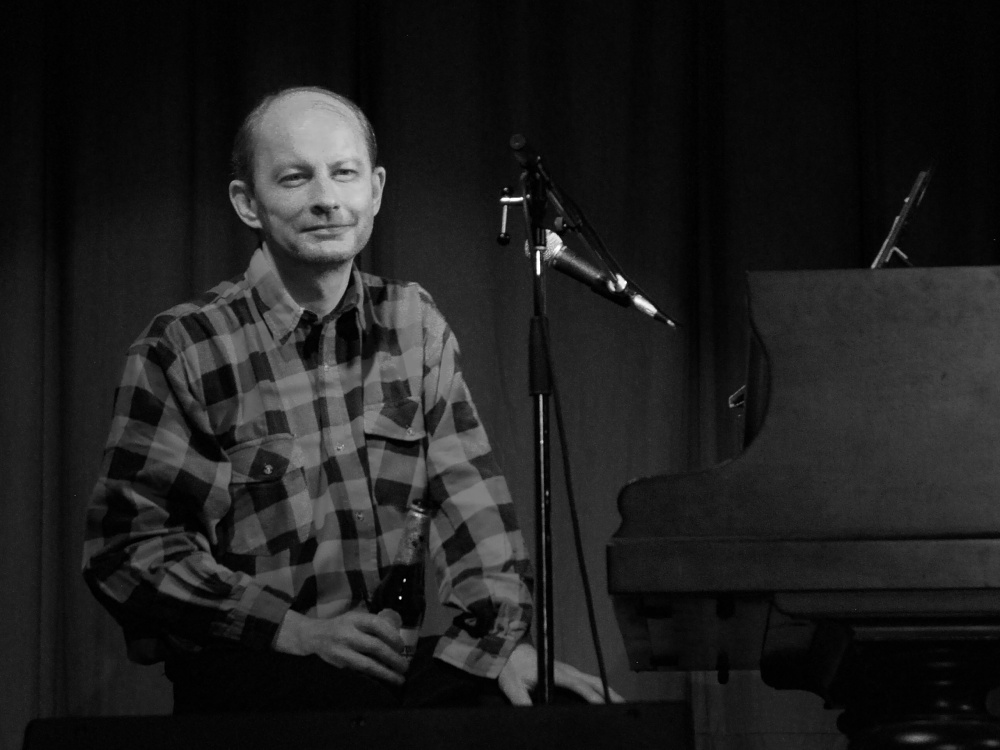
Filip Topol; † 19. Juni

- 19. Juni: Filip Topol, tschechischer Sänger und Songwriter (48)
- 19. Juni: Slim Whitman, US-amerikanischer Country-Sänger (89)
- 21. Juni: Charles L. Campbell, US-amerikanischer Tontechniker und -ingenieur (82)
- 21. Juni: Dorothee Ehrensberger, deutsche Konzertveranstalterin (88)
- 21. Juni: Milorad Mišković, jugoslawischer bzw. serbischer Ballett-Tänzer und Choreograf (85)
- 22. Juni: Leandro Díaz, kolumbianischer Komponist (85)
- 22. Juni: Wendy Saddington, australische Sängerin (64)

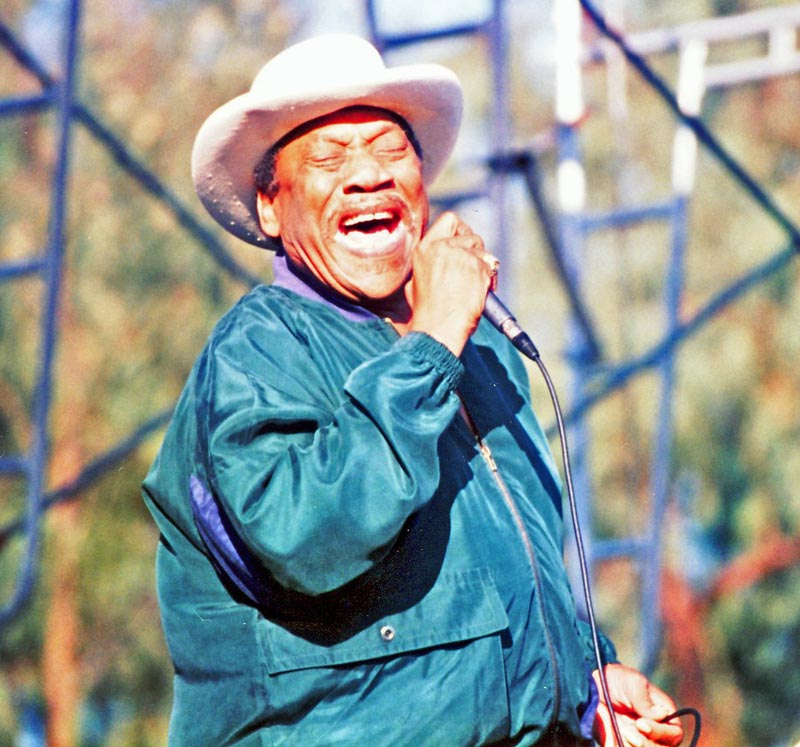
Bobby Bland; † 23. Juni

- 23. Juni: Bobby Bland, US-amerikanischer Bluessänger (83)
- 23. Juni: Alain Gibert, französischer Jazz-Musiker (66)
- 23. Juni: Heino Heiden, deutsch-kanadischer Balletttänzer und Choreograf (89)

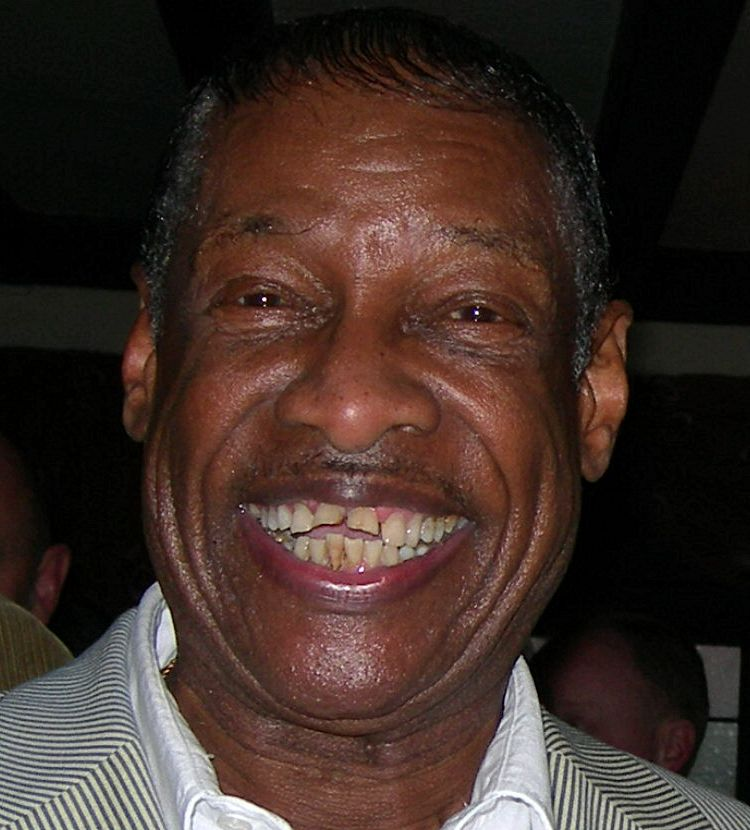
Little Willie Littlefield; † 23. Juni

- 23. Juni: Little Willie Littlefield, US-amerikanischer Pianist und Sänger (83)
- 23. Juni: Jeanne Arland Peterson, US-amerikanische Jazzmusikerin (91)
- 23. Juni: Darryl Read, britischer Musiker (61)
- 24. Juni: Puff Johnson, US-amerikanische R&B-Sängerin (40)
- 24. Juni: Alan Myers, US-amerikanischer Schlagzeuger (58)
- 26. Juni: Anders Burman, schwedischer Jazzmusiker (84)
- 26. Juni: Henrik Otto Donner, finnischer Jazztrompeter und Komponist (73)
- 26. Juni: Sebastian Matz, deutscher Musiker (40)

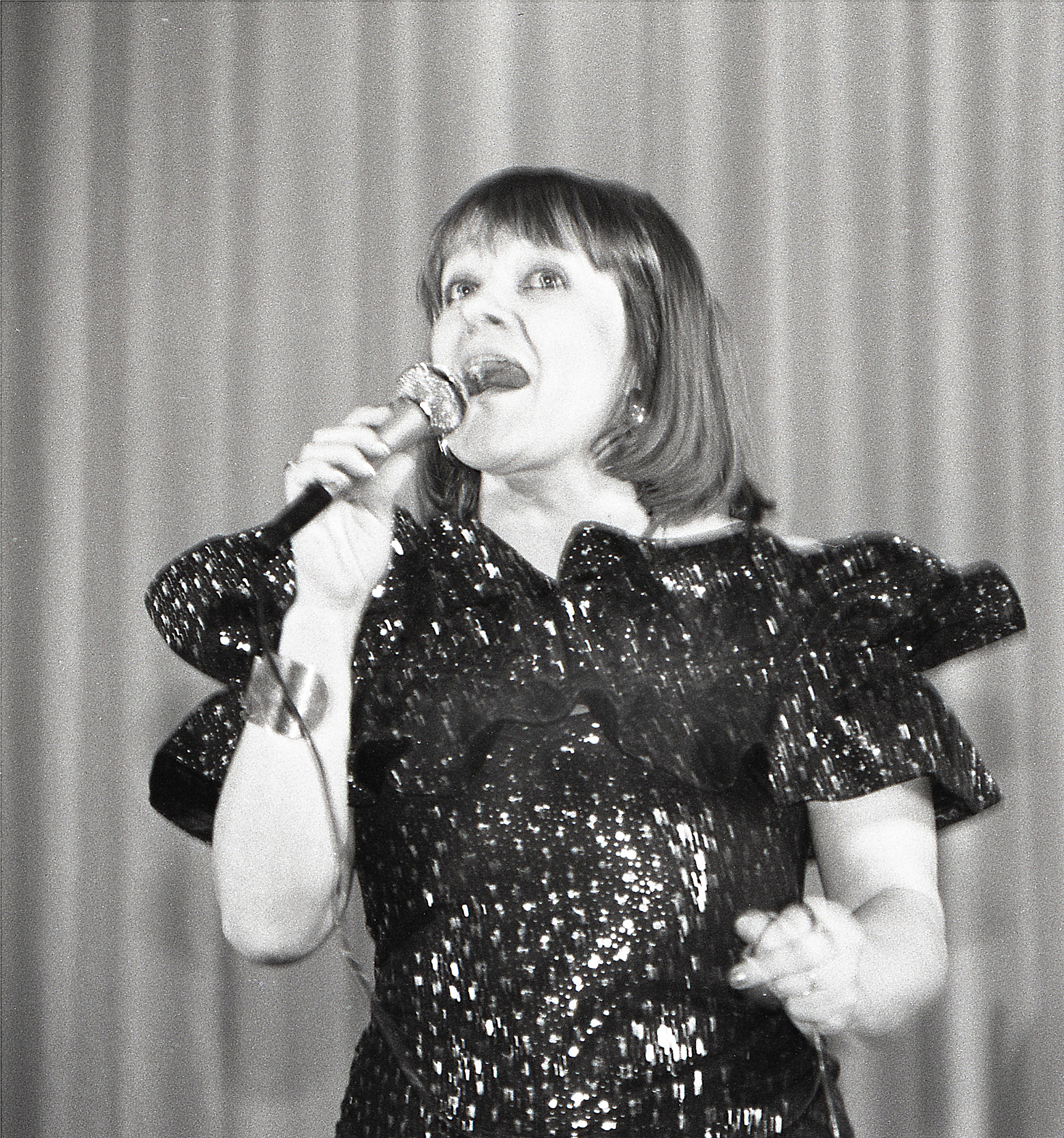
Silvi Vrait; † 28. Juni

- 28. Juni: Silvi Vrait, estnische Sängerin (62)
- 29. Juni: Paul Smith, US-amerikanischer Jazzpianist (91)

### Juli
- 01. Juli: Rolf Graf, norwegischer Sänger und Komponist (53)
- 01. Juli: Maarten van Roozendaal, niederländischer Sänger und Songwriter (51)

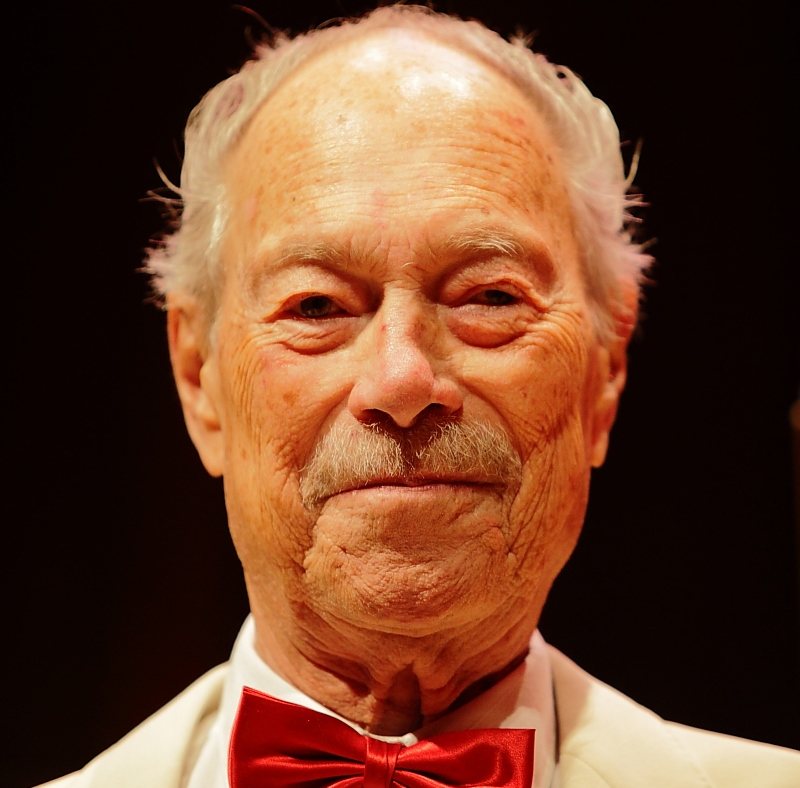
Bengt Hallberg; † 2. Juli

- 02. Juli: Bengt Hallberg, schwedischer Jazzpianist und Komponist (80)
- 02. Juli: Aldo Sinesio, italienischer Musikproduzent (83)
- 03. Juli: Bernard Vitet, französischer Jazzmusiker und Komponist (79)
- 04. Juli: Chester Harriott, britisch-jamaikanischer Pianist und Sänger (80)
- 04. Juli: Bernie Nolan, irische Sängerin und Schauspielerin (52)
- 05. Juli: Pepe Suero, spanischer Sänger und Musiker (65)
- 06. Juli: Hans Rössling, deutscher Opernsänger (85)
- 06. Juli: Billy Spears, US-amerikanischer Countrymusiker (82)
- 08. Juli: Brett Walker, US-amerikanischer Sänger und Musiker (51)
- 09. Juli: Bass-T, deutscher DJ (34)
- 10. Juli: Alfredo Papo, spanischer Jazzkritiker (91)
- 10. Juli: André Verchuren, französischer Akkordeonist (92)
- 11. Juli: Toshi Seeger, US-amerikanische Musikproduzentin und -aktivistin (91)
- 11. Juli: Martin Wehrli, Schweizer Komponist (56)
- 12. Juli: Hans Georg Bertram, deutscher Komponist und Organist (76)
- 12. Juli: Eddie Defacq, belgischer Klarinettist, Sänger und Songwriter (79)
- 12. Juli: Elba Picó, argentinische Sängerin (71)
- 12. Juli: Ulrik Spies, deutscher Komponist (62)
- 12. Juli: Bárbaro Alfredo Valdés-Cataneo, kubanischer Musiker (96)
- 13. Juli: Bana, kapverdischer Sänger (81)
- 13. Juli: Laurie Frink, US-amerikanische Trompeterin (61)
- 14. Juli: Curly Lewis, US-amerikanischer Western-Swing-Musiker (88)
- 14. Juli: Wladimir Sacharow, russischer Choreograf (67)
- 15. Juli: Ashton Springer, US-amerikanischer Musicalproduzent (82)

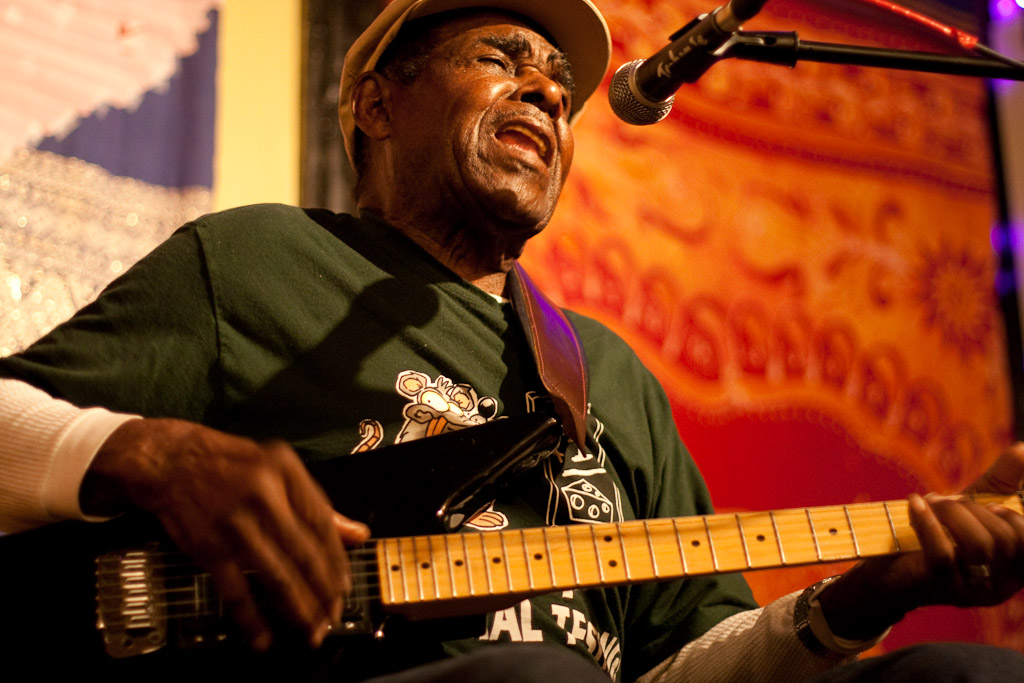
T-Model Ford; † 16. Juli

- 16. Juli: T-Model Ford, US-amerikanischer Blues-Gitarrist, Sänger und Songwriter (≈94)

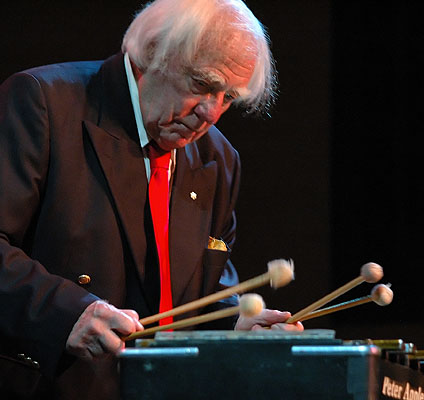
Peter Appleyard; † 17. Juli

- 17. Juli: Peter Appleyard, kanadischer Jazz-Vibraphonist (84)
- 18. Juli: Odette Étienne, französische Sängerin (85)
- 18. Juli: Walter Haefeli, Schweizer Cellist (95)
- 18. Juli: Carline Ray, US-amerikanische Jazzmusikerin (88)
- 19. Juli: Steve Blailock, US-amerikanischer Blues- und Jazzgitarrist (69)
- 19. Juli: Herbert Morgan, US-amerikanischer Jazz-Musiker (83)
- 20. Juli: Franco De Gemini, italienischer Mundharmonikaspieler (84)
- 20. Juli: Georgi Gurjanow, russischer Musiker (52)
- 20. Juli: Al Kiger, US-amerikanischer Jazztrompeter (81)
- 21. Juli: Page Morton Black, US-amerikanische Sängerin (97)
- 22. Juli: Gigi Hines, US-amerikanische Bluessängerin (76)
- 23. Juli: Dominguinhos, brasilianischer Akkordeonist (72)
- 23. Juli: Georges Grenu, französischer Jazzmusiker (88)
- 23. Juli: Fernando Grillo, italienischer Kontrabassist und Komponist (68)
- 24. Juli: Nikos Mamangakis, griechischer Komponist und Musiker (84)

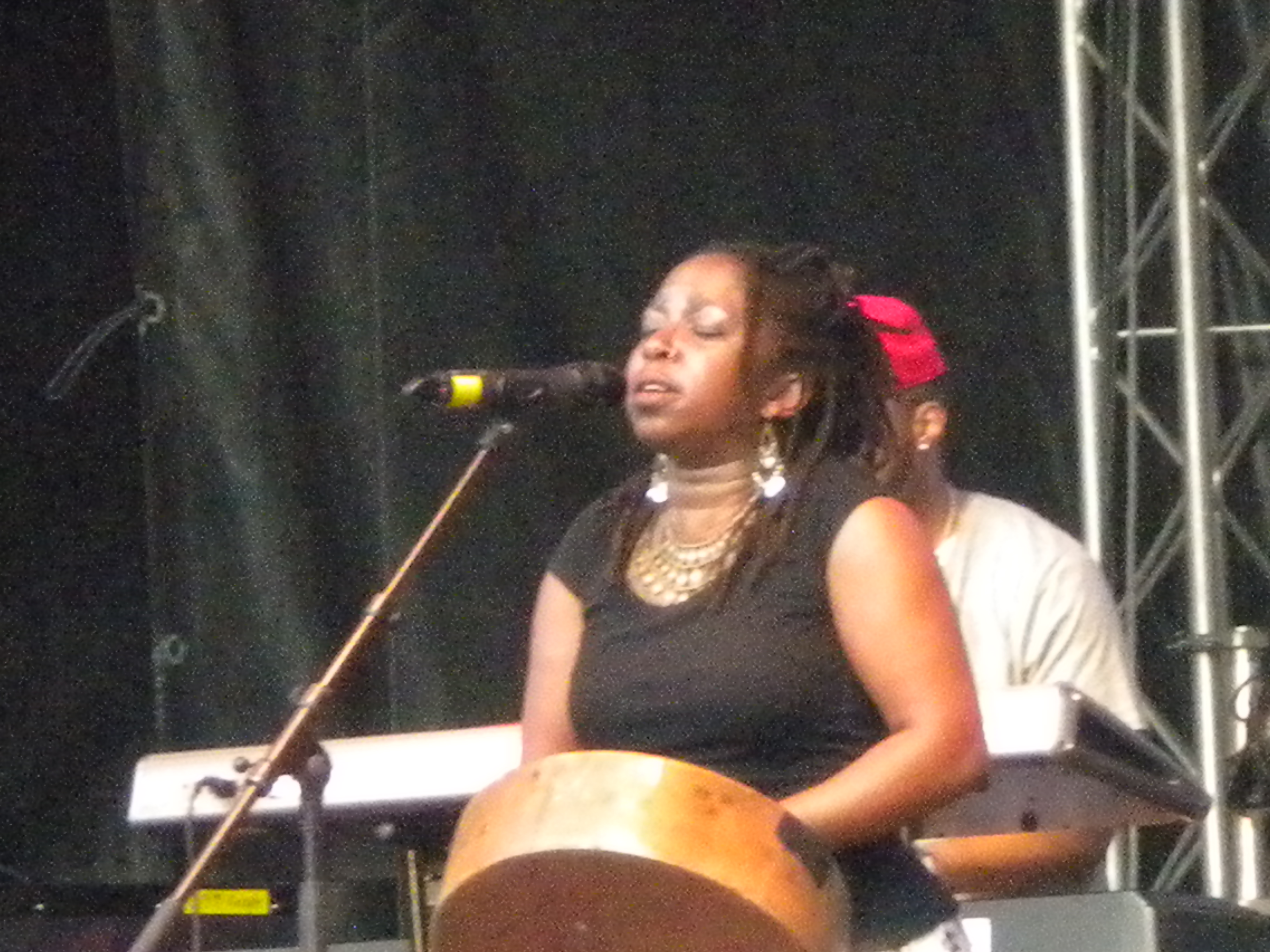
Chiwoniso Maraire; † 24. Juli

- 24. Juli: Chiwoniso Maraire, simbabwische Musikerin (37)
- 24. Juli: Adrian Shepherd, britischer Cellist (74)
- 25. Juli: Bob Acri, US-amerikanischer Jazzpianist (95)
- 25. Juli: Steve Berrios, US-amerikanischer Jazzmusiker (68)
- 25. Juli: Kongar-ol Ondar, tuwinischer Obertonsänger (51)
- 25. Juli: Lynn Snook, deutsche Autorin, Regisseurin, Übersetzerin und Bibliothekarin (95)
- 26. Juli: Şəfiqə Axundova, aserbaidschanische Komponistin (89)

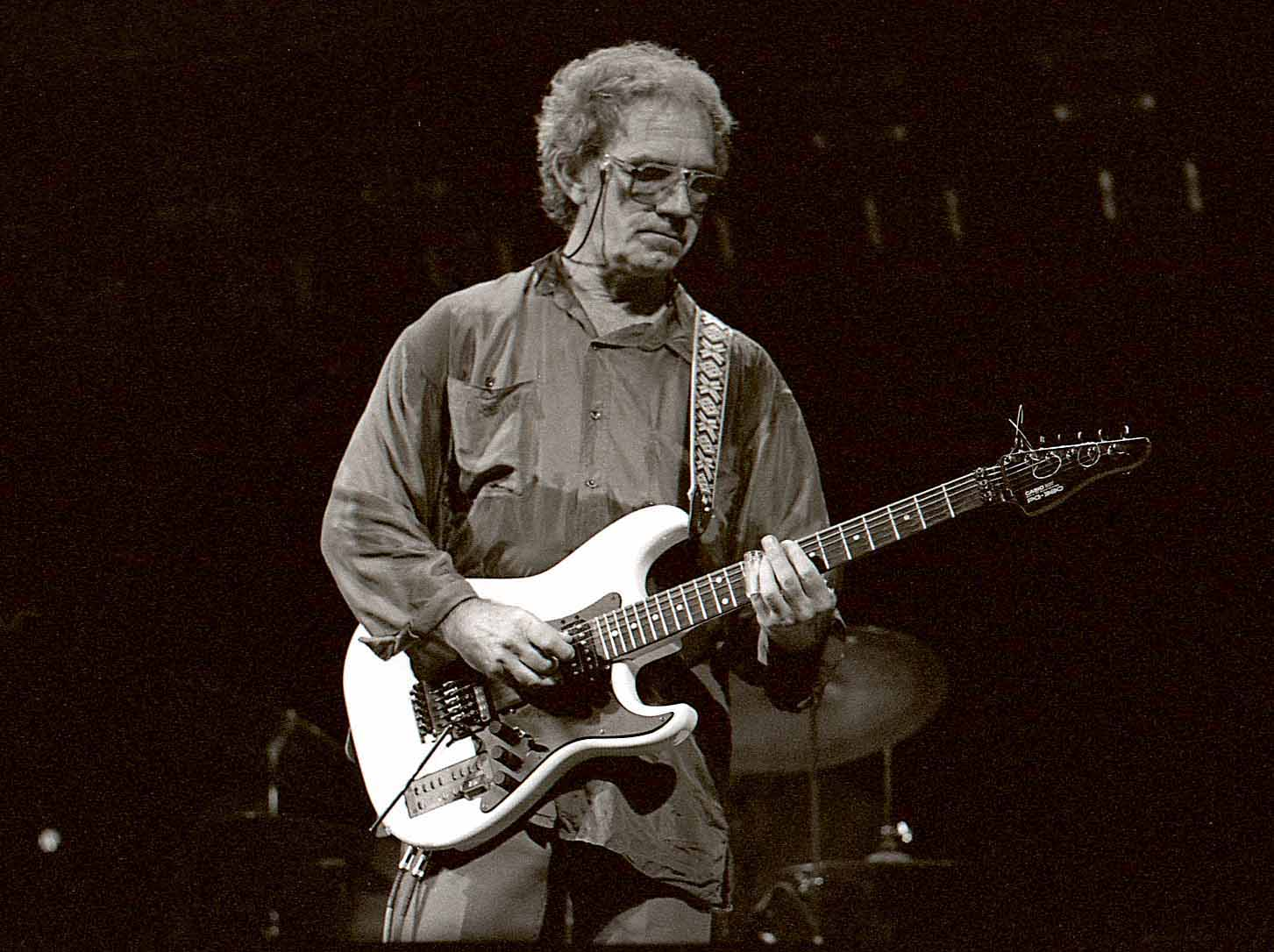
J. J. Cale; † 26. Juli

- 26. Juli: J. J. Cale, US-amerikanischer Musiker (74)
- 27. Juli: Fernando Alonso Rayneri, kubanischer Tänzer und Tanzlehrer (98)
- 27. Juli: Mick Farren, britischer Sänger und Journalist (69)
- 27. Juli: Kidd Kraddick, US-amerikanischer Radiomoderator (53)
- 28. Juli: Pierre Doussaint, französischer Choreograf (55)
- 28. Juli: Rita Reys, niederländische Jazz-Sängerin (88)

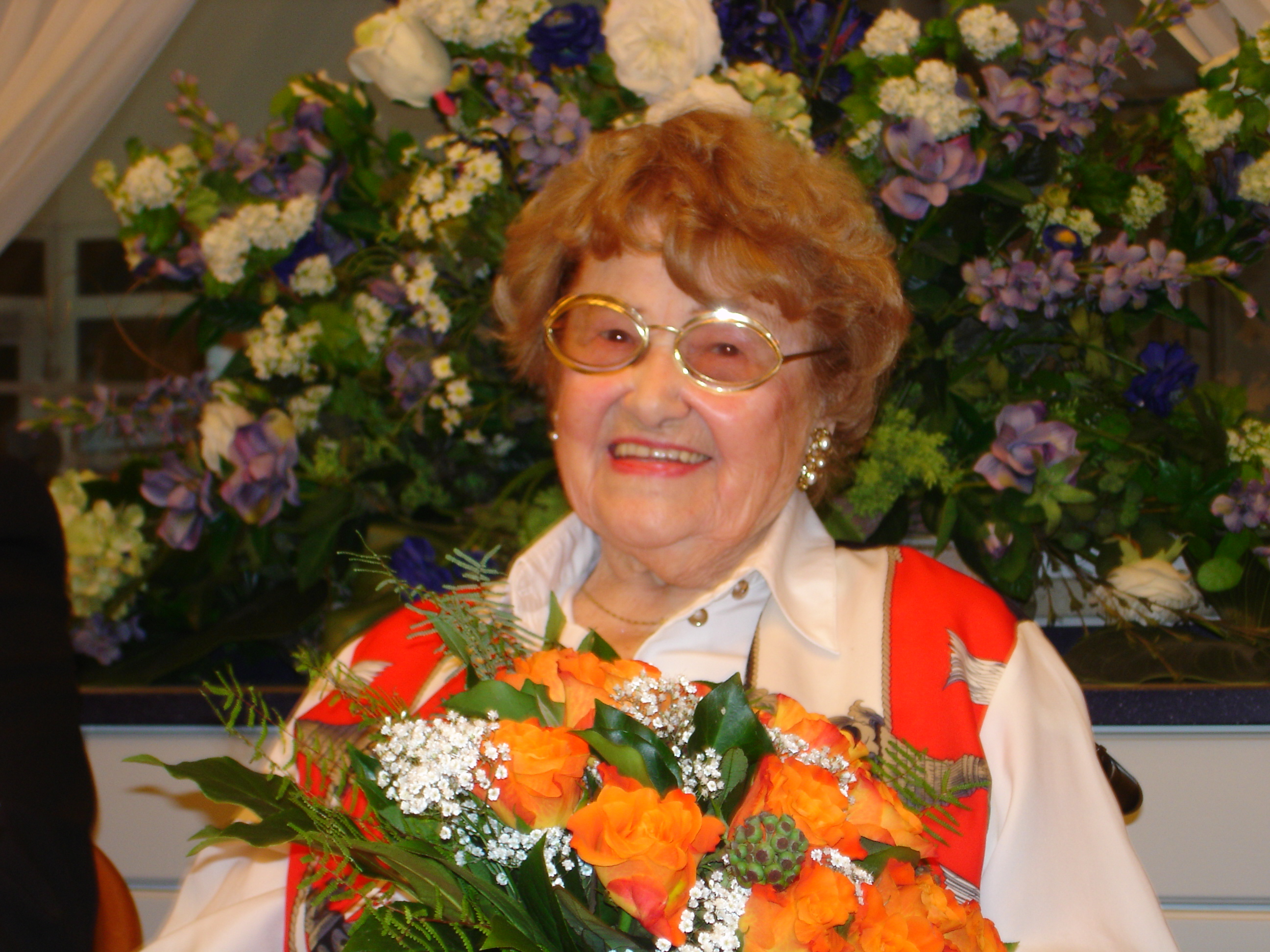
Draga Matković; † 29. Juli

- 29. Juli: Draga Matković, deutsche Pianistin (105)
- 29. Juli: Peter Minich, österreichischer Operettensänger (86)
- 29. Juli: Graciana Silva García, mexikanische Harfenistin und Sängerin (74)
- 29. Juli: Peter Ypma, niederländischer Jazz-Schlagzeuger (71)
- 30. Juli: Matti Konttinen, finnischer Jazzmusiker, Musikjournalist und Musikproduzent (75)
- 30. Juli: Billy Root, US-amerikanischer Jazz-Saxophonist (79)
- 31. Juli: Malamini Jobarteh, gambischer Musiker (≈73)
- 31. Juli: Oliver Simon, deutscher Sänger (56)
- 31. Juli: Alvis Wayne, US-amerikanischer Rockabilly-Sänger (75)

### August
- 01. August: Kerry Strayer, US-amerikanischer Jazzmusiker (56)
- 02. August: V. Dakshinamoorthy, indischer Filmkomponist (93)
- 02. August: Pixie Williams, neuseeländische Sängerin (85)
- 03. August: Dixie Evans, US-amerikanische Tänzerin und Schauspielerin (86)
- 03. August: Dave Pogson, britischer Jazzmusiker (79)

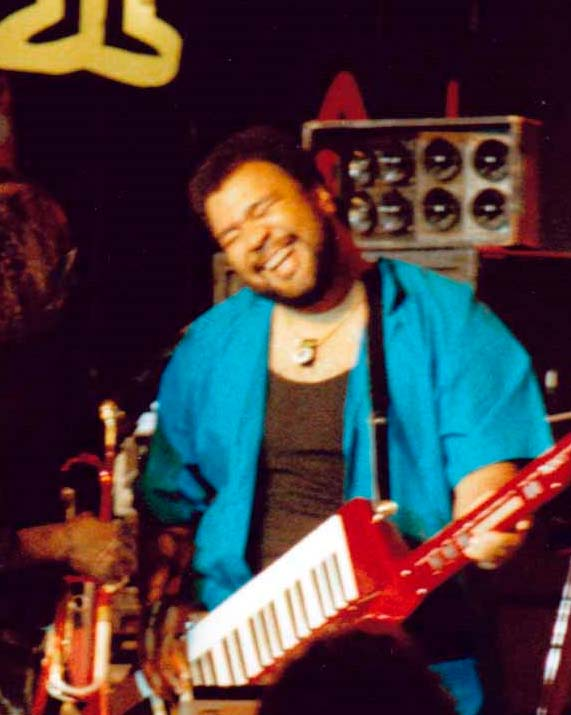
George Duke; † 5. August

- 05. August: George Duke, US-amerikanischer Jazz- und Fusionmusiker (67)
- 05. August: Willie Dunn, kanadischer Liedermacher und Regisseur (71)
- 05. August: Horacio Icasto, argentinischer Komponist (72)
- 06. August: Mike Zinzen, belgischer Jazzmusiker (≈81)
- 07. August: Reinhold Birk, deutscher Kirchenmusiker und Komponist (89)
- 07. August: Nuri Karademirli, deutsch-türkischer Musiker (63)
- 07. August: Gary LeFebvre, US-amerikanischer Jazz-Saxophonist (74)
- 08. August: Jack Clement, US-amerikanischer Musikproduzent (82)
- 08. August: Regina Resnik, US-amerikanische Opernsängerin (90)
- 09. August: Klaus-Ernst Behne, deutscher Musikwissenschaftler und Hochschulpräsident (73)
- 09. August: Eduardo Falú, argentinischer Gitarrist und Komponist (90)
- 09. August: Sidney Forrest, US-amerikanischer Klarinettist und Musikpädagoge (94)
- 09. August: Flip Gehring, niederländischer Jazzmusiker (84)
- 09. August: Les Muscutt, US-amerikanischer Jazzmusiker (72)
- 10. August: Eydie Gormé, US-amerikanische Sängerin (84)
- 10. August: Eddie Pérez, puerto-ricanischer Saxophonist (78)
- 12. August: Bernhard Böttner, deutscher Konzertpianist (89)
- 12. August: György Vukán, ungarischer Komponist (71)
- 12. August: Spas Wenkoff, bulgarisch-österreichischer Opernsänger (84)
- 12. August: Alfons Wonneberg, deutscher Jazzmusiker (86)
- 13. August: Jon Brookes, britischer Schlagzeuger (44)
- 13. August: Tompall Glaser, US-amerikanischer Country-Sänger (79)
- 13. August: Damon Intrabartolo, US-amerikanischer Komponist und Orchestrator (39)
- 14. August: Pam Crain, indische Sängerin (≈74)
- 14. August: Allen Lanier, US-amerikanischer Rockmusiker (67)
- 15. August: Jane Harvey, US-amerikanische Jazzsängerin (88)
- 15. August: Hans Horsch, deutscher Komponist (92)
- 15. August: Almut Klotz, deutsche Musikerin (≈51)
- 18. August: Henning Voßkamp, deutscher Radiomoderator (70)
- 19. August: José Artemio Castañeda, kubanischer Komponist und Musiker (84)

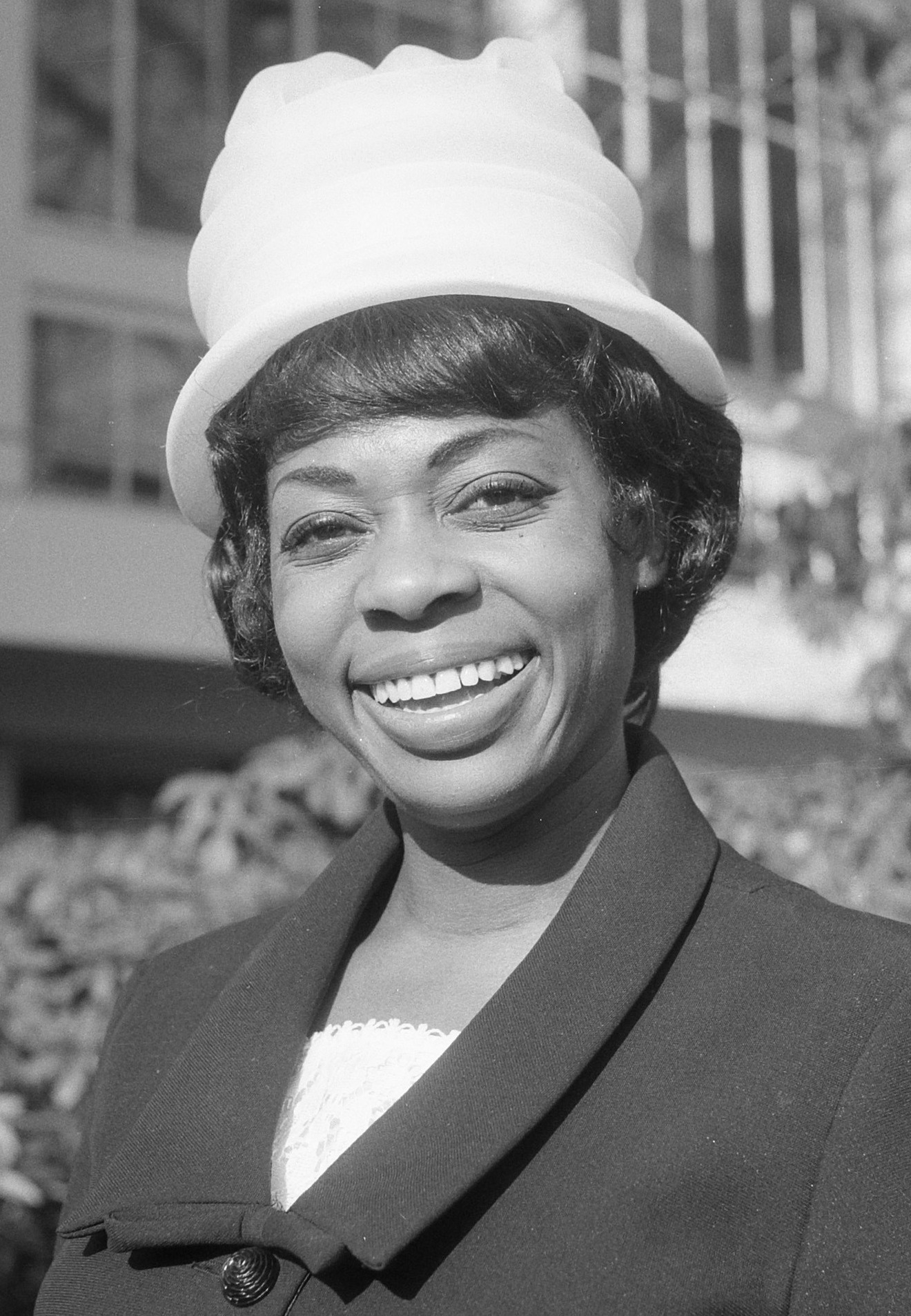
Donna Hightower; † 19. August

- 19. August: Donna Hightower, US-amerikanische Jazzmusikerin (86)
- 19. August: Fritz Rau, deutscher Konzertveranstalter (83)

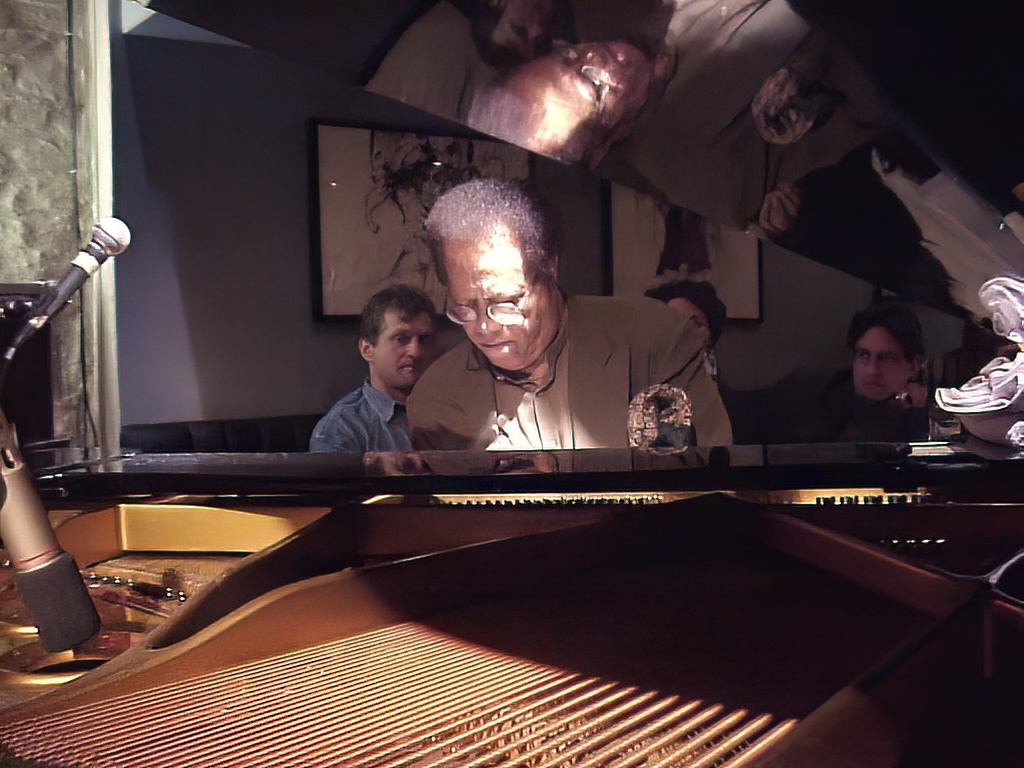
Cedar Walton; † 19. August

- 19. August: Cedar Walton, US-amerikanischer Pianist (79)
- 20. August: Sathima Bea Benjamin, südafrikanische Jazzmusikerin (76)
- 20. August: Rebeca Godoy, chilenische Sängerin (68)
- 20. August: Marian McPartland, US-amerikanische Jazzpianistin und Hörfunkmoderatorin (95)
- 20. August: Salvador Miqueri, argentinischer Musiker (87)

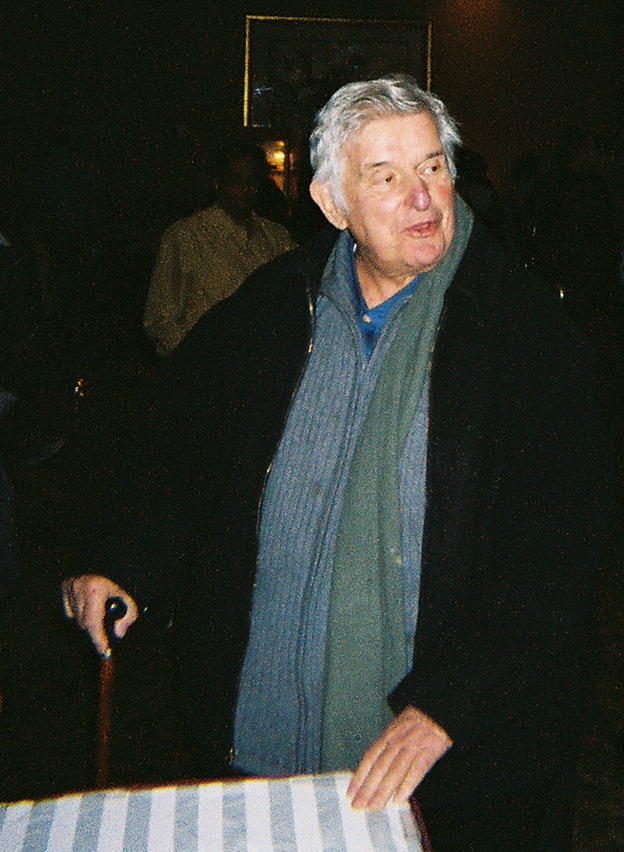
Sid Bernstein; † 21. August

- 21. August: Sid Bernstein, US-amerikanischer Musikproduzent und Konzertveranstalter (95)
- 21. August: Kris Goessens, belgischer Jazzpianist (46)
- 22. August: Keiko Fuji, japanische Schauspielerin und Sängerin (62)
- 22. August: Horst Hajek, österreichischer Musiker und Hochschullehrer (69)
- 22. August: Horst Neumann, deutscher Dirigent (79)
- 22. August: Jetty Paerl, niederländische Sängerin (92)
- 23. August: David Garrick, britischer Sänger (67)
- 23. August: Joey LaCaze, US-amerikanischer Schlagzeuger (42)
- 24. August: Vanoye Aikens, US-amerikanischer Tänzer und Schauspieler (96)
- 25. August: Chris Friedrich, US-amerikanischer Bassist (33)
- 25. August: Raghunath Panigrahi, indischer Sänger und Komponist (79)
- 26. August: Dominique Walter, französischer Sänger (71)
- 27. August: Larry Karush, US-amerikanischer Pianist und Komponist (67)
- 27. August: Jack Maheu, US-amerikanischer Jazz-Klarinettist (83)
- 30. August: Lotfi Mansouri, US-amerikanischer Opernregisseur (84)
- 30. August: Christoph Wagner, deutscher Mediziner und Musiker (82)

### September
- 01. September: Florencia Fabris, argentinische Sopranistin (38)
- 02. September: Makoto Moroi, japanischer Komponist (82)
- 02. September: David Jacobs, britischer Fernseh- und Radiomoderator (87)
- 02. September: Jarosław Śmietana, polnischer Jazzgitarrist (60)
- 02. September: Jon Torres, US-amerikanischer Bassist (50)

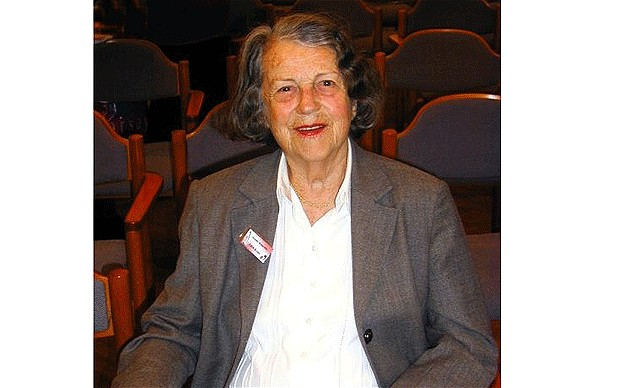
Edith Kraus, † 4. September

- 03. September: Edith Kraus, israelische Pianistin (100)
- 04. September: Günter Fuhlisch, deutscher Posaunist (92)
- 04. September: Dick Raaijmakers, niederländischer Komponist (83)
- 05. September: Eva Griñán, kubanische Sängerin und Musikprofessorin (66)
- 07. September: Susan Fuentes, philippinische Musikerin (57)
- 07. September: Jorginho Gularte, brasilianisch-uruguayischer Musiker (57)
- 07. September: Ilja Hurník, tschechischer Komponist und Pianist (90)
- 07. September: Fred Katz, US-amerikanischer Kulturanthropologe, Komponist und Cellist (94)

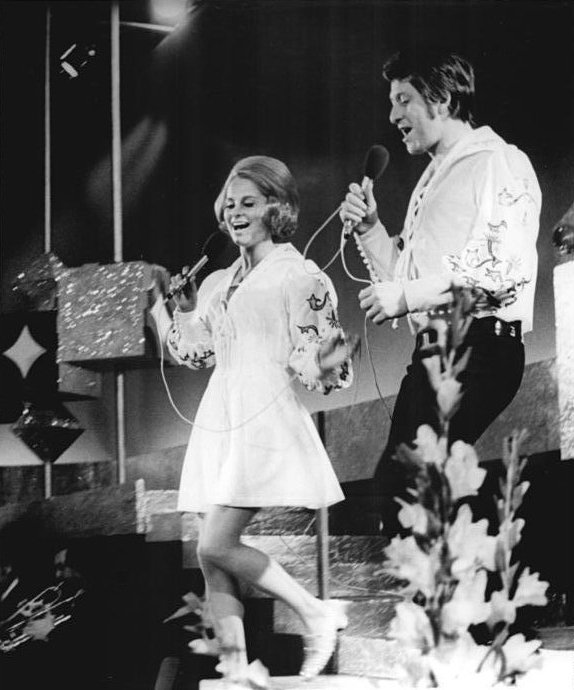
Siegfried Uhlenbrock (rechts); † 8. September

- 08. September: Siegfried Uhlenbrock, deutscher Sänger und Komponist (74)
- 09. September: Forrest Thomas, US-amerikanisch-niederländischer Sänger (60)
- 10. September: Don Nelson, US-amerikanischer Drehbuchautor, Filmproduzent und Jazzmusiker (86)
- 11. September: Edith Guillaume, dänische Opernsängerin (70)
- 11. September: Paul De Spiegelaere, belgischer Musiker und Musikproduzent (68)
- 11. September: Jimmy Fontana, italienischer Sänger, Komponist und Schauspieler (78)
- 11. September: Prince Jazzbo, jamaikanischer Musiker (62)
- 11. September: Mats Olsson, schwedischer Orchesterleiter, Musiker und Arrangeur (83)
- 12. September: Joan Regan, britische Pop-Sängerin (85)
- 13. September: Peter Aston, britischer Komponist und Dirigent (74)
- 14. September: Johannes H. E. Koch, deutscher Kirchenmusiker (95)
- 14. September: Jorge Pedreros, chilenischer Schauspieler, Musiker und Komiker (71)
- 14. September: Graciela Salgado, kolumbianische Sängerin (83)
- 15. September: Jackie Lomax, britischer Gitarrist und Songschreiber (69)
- 16. September: Mac Curtis, US-amerikanischer Rockabilly- und Country-Sänger (74)
- 16. September: Ratiba El-Hefny, ägyptische Opernsängerin (84)
- 16. September: Jimmy Ponder, US-amerikanischer Jazz-Gitarrist (67)
- 16. September: Patsy Swayze, US-amerikanische Choreographin (86)
- 17. September: Kristian Gidlund, schwedischer Autor, Journalist und Musiker (29)

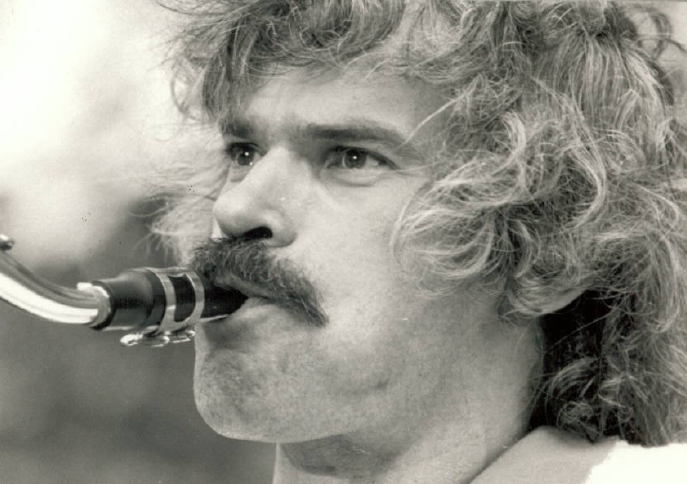
Per Goldschmidt; † 17. September

- 17. September: Per Goldschmidt, dänischer Jazzmusiker und Schauspieler (70)
- 17. September: Larry Lake, kanadischer Musiker und Moderator (70)
- 17. September: Bernie McGann, australischer Jazz-Saxophonist (76)
- 17. September: Alexandra Naumik, norwegische Liedermacherin und Musikproduzentin (64)
- 17. September: Marvin Rainwater, US-amerikanischer Country-Sänger (88)
- 18. September: Lindsay Cooper, britische Fagottspielerin (62)

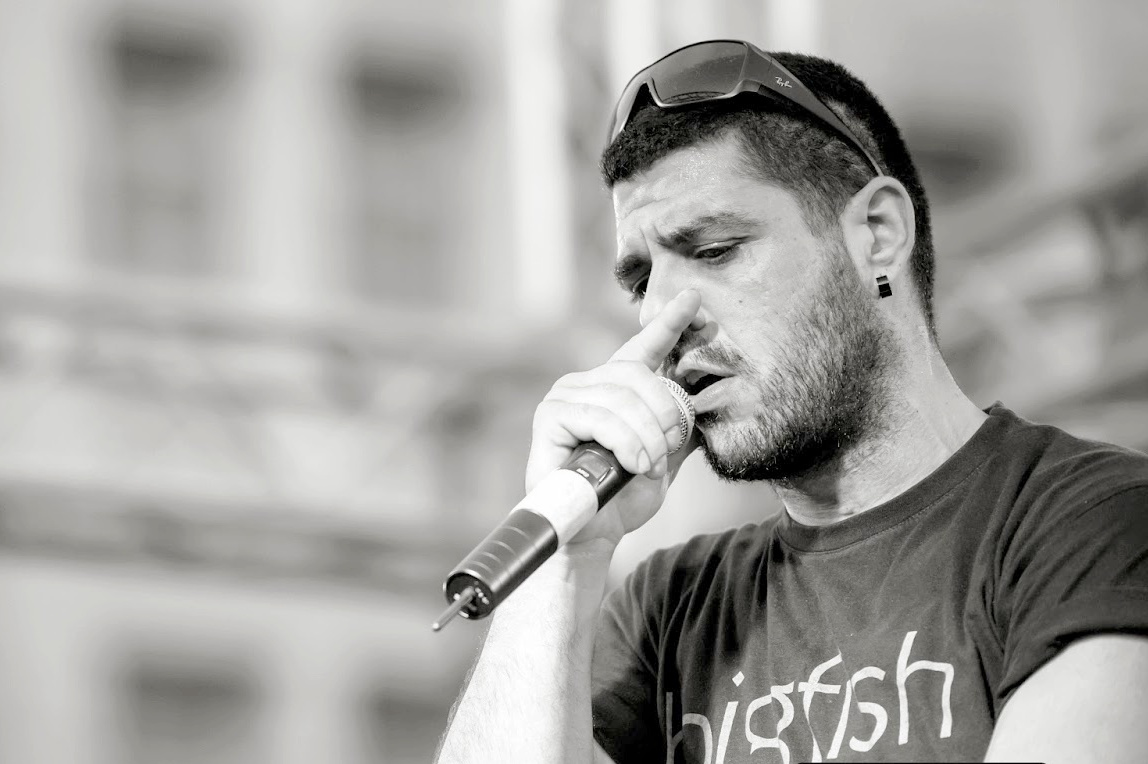
Pavlos Fyssas; † 18. September

- 18. September: Pavlos Fyssas, griechischer Musiker und Aktivist (34)
- 18. September: Johnny Laboriel, mexikanischer Sänger (71)
- 18. September: Hans Landesmann, österreichischer Musikmanager (81)
- 18. September: Lisa Otto, deutsche Sopranistin (93)
- 19. September: Terence „Ready Teddy“ McQuiston US-amerikanischer Blues-Sänger, DJ und Promoter (65)
- 19. September: Arnošt Parsch, tschechischer Komponist (77)
- 20. September: Gilles Verlant, belgischer Journalist und Rundfunkmoderator (56)
- 21. September: Roman Vlad, rumänisch-italienischer Komponist (93)
- 22. September: Sam Falzone, US-amerikanischer Jazzmusiker (79)
- 22. September: Jörg Christian Petershofen, deutscher Radiomoderator (52)
- 23. September: Pat Fear, US-amerikanischer Musiker (52)

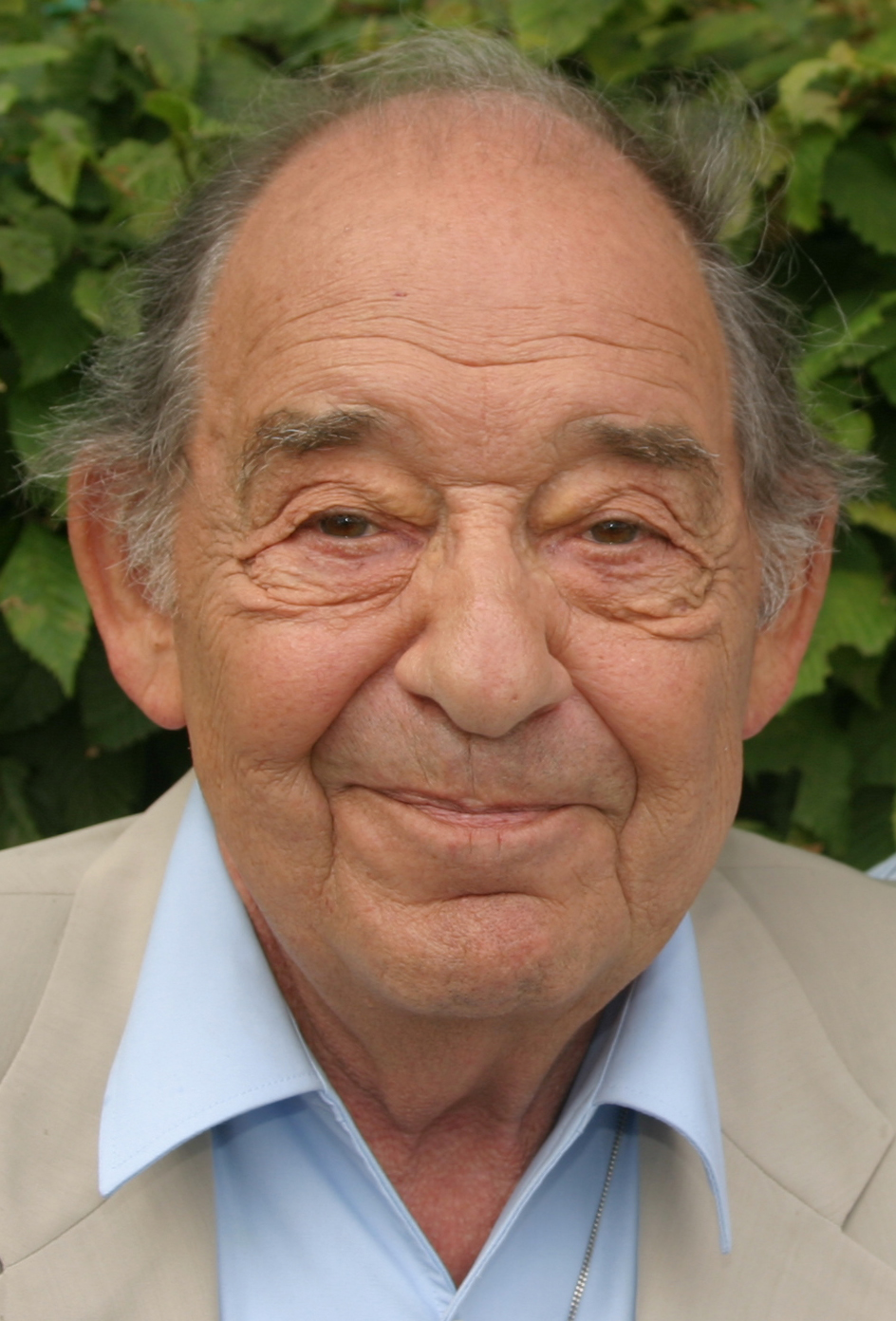
Paul Kuhn; † 23. September

- 23. September: Paul Kuhn, deutscher Jazzmusiker und Entertainer (85)
- 23. September: Gia Maione, US-amerikanische Sängerin (72)
- 23. September: Michael Trengert, deutscher Musikproduzent und Festivalveranstalter (45)
- 24. September: Sverre Bruland, norwegischer Trompeter und Dirigent (90)
- 25. September: Hans-Joachim Rotzsch, deutscher Tenor und Thomaskantor (84)
- 26. September: Arnstein Johansen, norwegischer Musiker (88)
- 26. September: Jovan Jovičić, jugoslawischer Gitarrist und Physiker (87)
- 27. September: Lorne Black, US-amerikanischer Musiker (65)
- 27. September: John de Mol sen., niederländischer Sänger und Musikunternehmer (81)
- 27. September: Oscar Castro-Neves, brasilianischer Gitarrist, Arrangeur und Komponist (73)
- 27. September: Poly Panou, griechische Sängerin (73)
- 27. September: Claes Rosendahl, schwedischer Jazz- und Unterhaltungsmusiker (Saxophone, Flöte, Klarinette, Komposition) (84)
- 28. September: Valéria Botka, ungarische Chorleiterin (85)
- 30. September: Ramblin’ Tommy Scott, US-amerikanischer Country- und Rockabilly-Musiker (96)

### Oktober
- 01. Oktober: John Hopkins, britisch-australischer Dirigent (86)
- 02. Oktober: Koloi Lebona, südafrikanischer Musikproduzent (71)
- 02. Oktober: Kaare Ørnung, norwegischer Pianist und Hochschullehrer (82)
- 03. Oktober: Frank D’Rone, US-amerikanischer Sänger und Gitarrist (81)
- 03. Oktober: Jan Ling, schwedischer Musikwissenschaftler und Hochschullehrer (79)
- 03. Oktober: Günter Loose, deutscher Textdichter (85)
- 03. Oktober: Christopher Monyoncho, kenianischer Musiker und Komponist (68)
- 04. Oktober: Christian Gailly, französischer Schriftsteller und Musiker (70)
- 04. Oktober: Akira Miyoshi, japanischer Komponist (80)
- 05. Oktober: Butch Warren, US-amerikanischer Jazzmusiker (74)
- 06. Oktober: Senén Suárez, kubanischer Musiker (91)
- 07. Oktober: Dick LaPalm, US-amerikanischer Promoter und Musikproduzent (86)

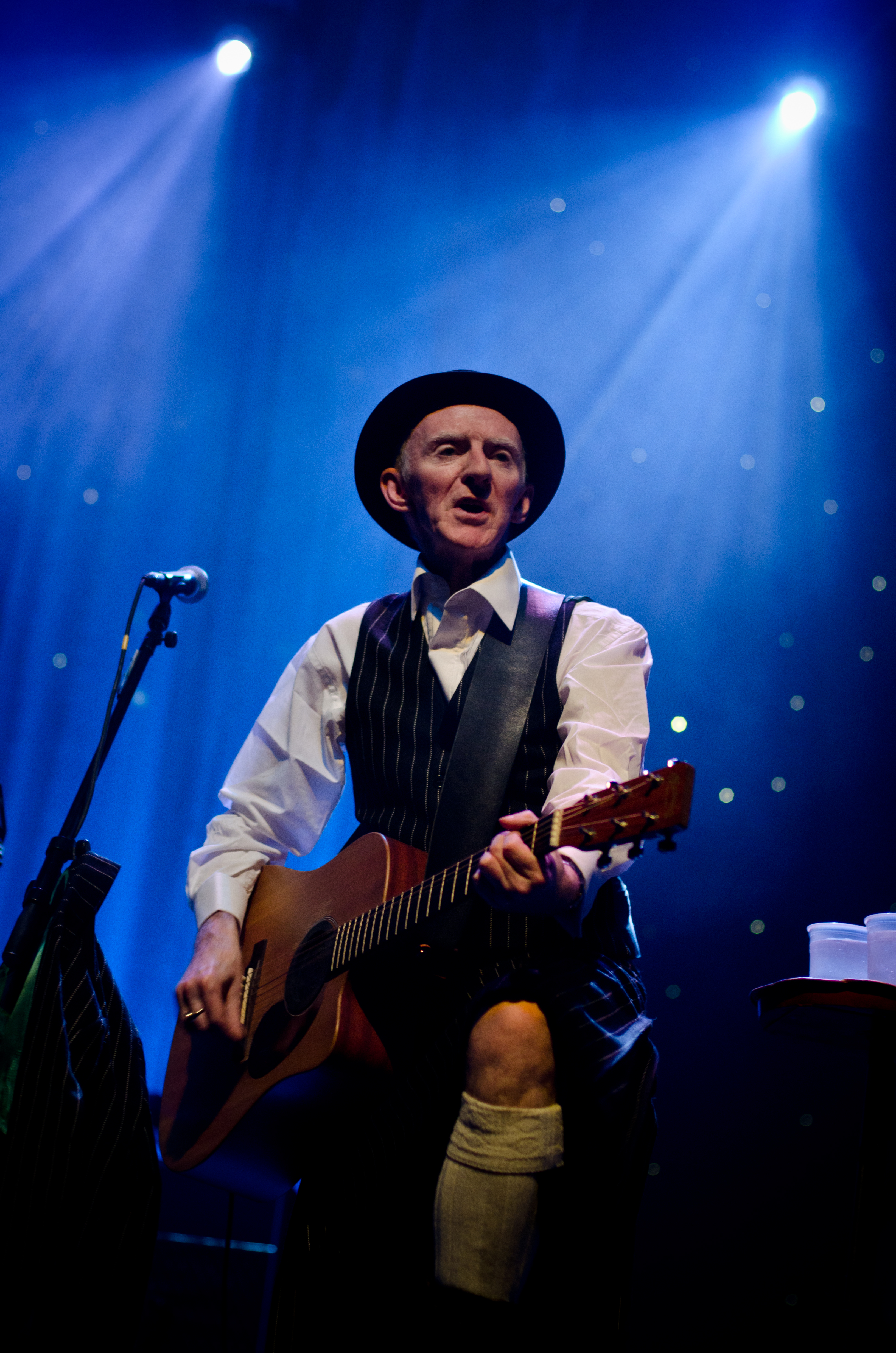
Philip Chevron; † 8. Oktober

- 08. Oktober: Philip Chevron, irischer Musiker (56)
- 08. Oktober: Larry Verne, US-amerikanischer Musiker und Filmschaffender (77)
- 09. Oktober: Claude Kenneson, kanadischer Cellist und Musikpädagoge (78)
- 10. Oktober: Jan Kuehnemund, US-amerikanische Gitarristin (51)
- 10. Oktober: Cal Smith, US-amerikanischer Countrysänger (81)
- 11. Oktober: Wadih El Safi, libanesischer Sänger (92)
- 11. Oktober: Willy Schmid, Schweizer Sänger (85)
- 12. Oktober: Ulf Linde, schwedischer Schriftsteller, Kunstkritiker, Jazzmusiker und Komponist (84)
- 13. Oktober: Bob Greene, US-amerikanischer Autor und Jazzpianist (91)
- 13. Oktober: Otto Helbig, US-amerikanischer Musiker, Komponist und Arrangeur (98)
- 13. Oktober: Angela Moldovan, rumänische Sängerin (86)
- 13. Oktober: Maxine Powell, US-amerikanische Choreographin (98)
- 13. Oktober: Tommy Whittle, britischer Jazzmusiker (87)

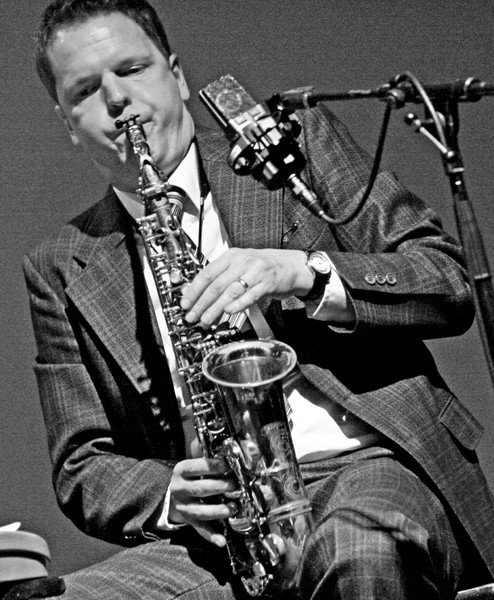
Claas Willeke; † 13. Oktober

- 13. Oktober: Claas Willeke, deutscher Musiker und Hochschullehrer (47)
- 14. Oktober: Frank Moore, US-amerikanischer Musiker, Maler und Dichter (67)
- 14. Oktober: Karl Musil, österreichischer Tänzer (73)
- 15. Oktober: Donald Bailey, US-amerikanischer Jazz-Schlagzeuger (79)
- 15. Oktober: Gloria Lynne, US-amerikanische Sängerin (83)
- 16. Oktober: György Pribil, ungarischer Gitarrist und Songwriter (46)
- 16. Oktober: Kurt Schaffer, österreichischer Sänger, Musiker und Liedermacher (85)
- 17. Oktober: Howard Brofsky, US-amerikanischer Jazz-Kornettist und Musikpädagoge (86)
- 17. Oktober: Erica Vaal. österreichische Moderatorin und Schauspielerin (86)
- 17. Oktober: Günter Willumeit, deutscher Zahnarzt und Komiker (71)
- 18. Oktober: Roland Janes, US-amerikanischer Gitarrist und Musikproduzent (80)
- 18. Oktober: Wolfgang Mettlach, deutscher Orchesterleiter (82)
- 19. Oktober: John Bergamo, US-amerikanischer Schlagzeuger und Komponist (73)
- 19. Oktober: Lage Fosheim, norwegischer Musiker (55)
- 19. Oktober: Noel Harrison, britischer Sänger und Schauspieler (79)

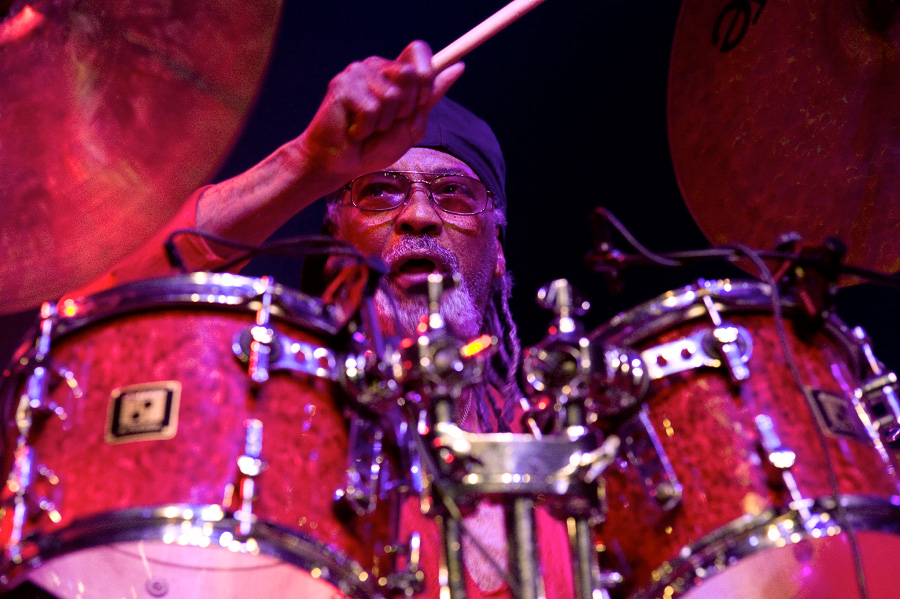
Ronald Shannon Jackson; † 19. Oktober

- 19. Oktober: Ronald Shannon Jackson, US-amerikanischer Jazz-Schlagzeuger (73)
- 19. Oktober: K. Raghavan, indischer Komponist (99)
- 19. Oktober: Mahmoud Zoufonoun, iranischer Musiker (93)
- 20. Oktober: Dick Morgan, US-amerikanischer Jazzmusiker (84)
- 20. Oktober: Nacho Sáenz de Tejada, spanischer Musiker und Journalist (64)
- 20. Oktober: Bobby Thomas, US-amerikanischer Jazz-Schlagzeuger, Musikpädagoge und Komponist (80)
- 20. Oktober: Larri Thomas, US-amerikanische Tänzerin und Schauspielerin (81)

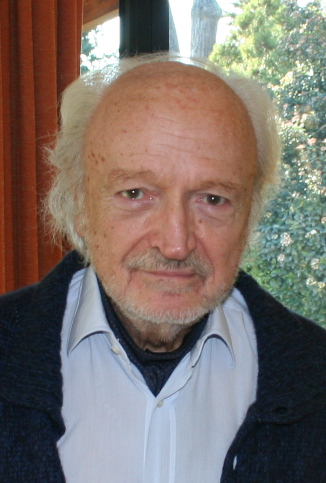
Gianni Ferrio; † 21. Oktober

- 21. Oktober: Gianni Ferrio, italienischer Komponist (88)
- 23. Oktober: Walter Liederschmitt, deutscher Liedermacher und Autor (64)
- 23. Oktober: Gypie Mayo, britischer Gitarrist und Songschreiber (62)
- 24. Oktober: Michail Bank, sowjetischer bzw. russischer Pianist (84)
- 24. Oktober: Toto Blanke, deutscher Jazz-Gitarrist (77)
- 24. Oktober: Manna Dey, indischer Sänger (94)

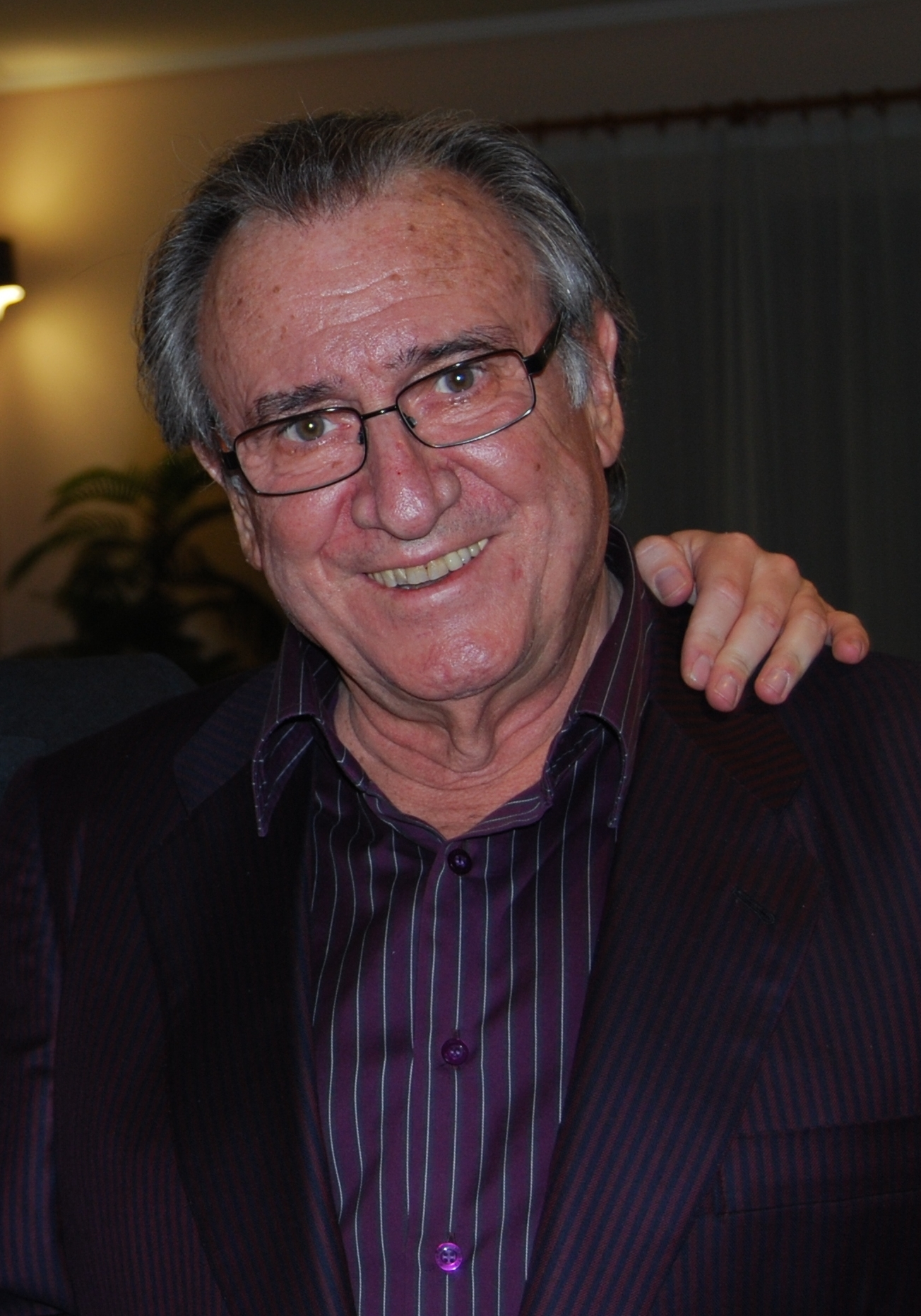
Manolo Escobar; † 24. Oktober

- 24. Oktober: Manolo Escobar, spanischer Sänger (82)
- 24. Oktober: Héctor Quintanar, mexikanischer Komponist und Dirigent (77)
- 25. Oktober: Frithjof Haas, deutscher Kapellmeister und Musikwissenschaftler (91)
- 25. Oktober: Paulinho Tapajós, brasilianischer Komponist und Sänger (68)
- 26. Oktober: Roger Asselberghs, belgischer Jazzmusiker (88)
- 26. Oktober: Tony Brevett, jamaikanischer Musiker (65)
- 26. Oktober: Al Johnson, US-amerikanischer R&B-Sänger (65)
- 26. Oktober: Frank Tribble, US-amerikanischer Jazzgitarrist (64)
- 27. Oktober: Vinko Coce, kroatischer Opernsänger (59)
- 27. Oktober: Eduard Keller, Schweizer Musikverleger (69)

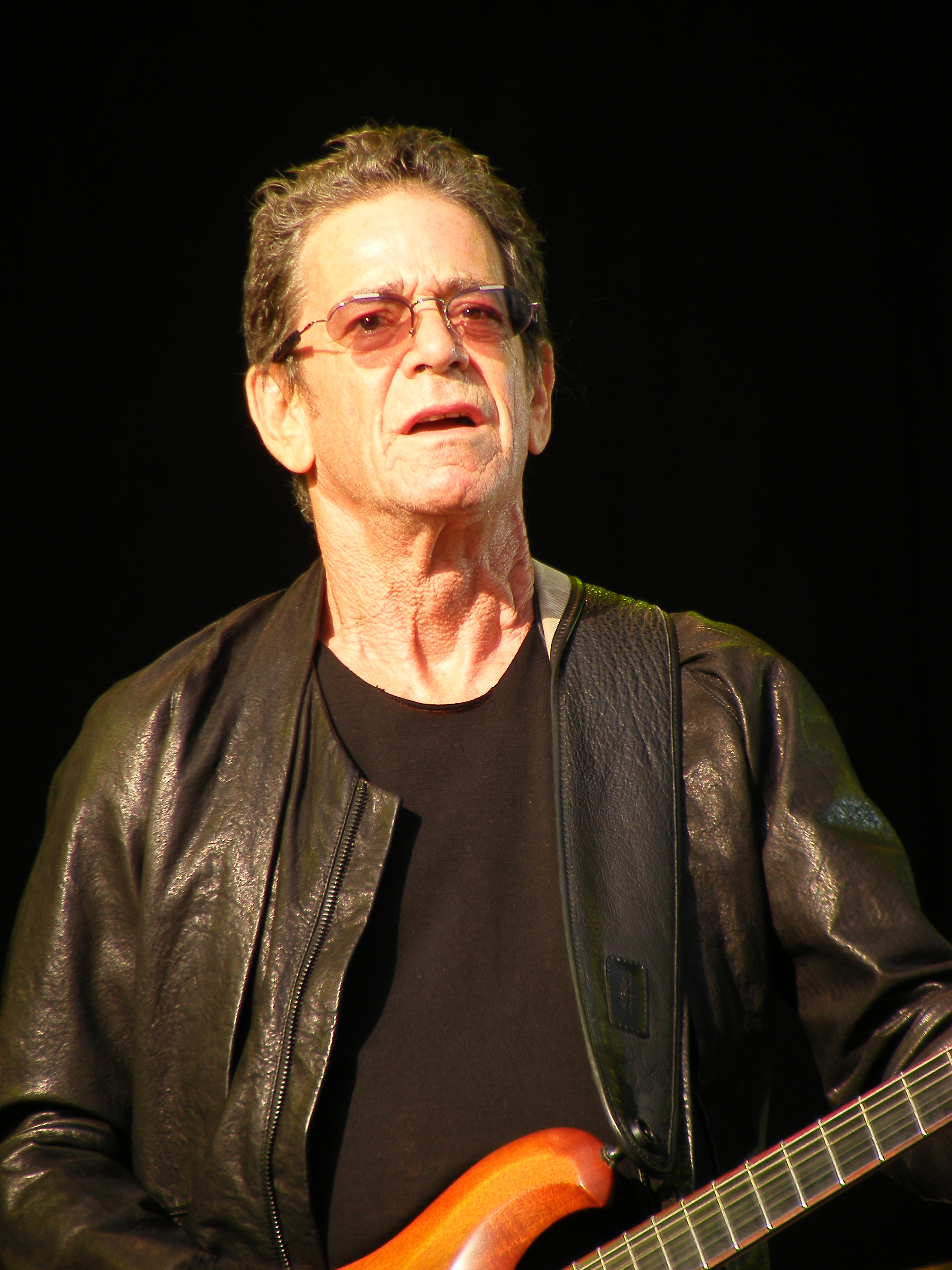
Lou Reed; † 27. Oktober

- 27. Oktober: Lou Reed, US-amerikanischer Musiker (71)
- 28. Oktober: Gordon Dooley, US-amerikanischer Jazztrompeter und Bandleader (92)
- 28. Oktober: Tommy Gumina, US-amerikanischer Akkordeonist (82)
- 28. Oktober: Ferdinand Havlík, tschechischer Komponist, Klarinettist und Kapellmeister (85)
- 28. Oktober: Willy Trapp, deutscher Kirchenmusiker (90)
- 29. Oktober: Rudolf Kehrer, deutscher Pianist (90)
- 30. Oktober: Frank Wess, US-amerikanischer Jazzmusiker (91)
- 31. Oktober: Father John D’Amico, US-amerikanischer Jazzpianist und Komponist (≈74)
- 31. Oktober: Pete Haycock, britischer Musiker (62)
- 31. Oktober: Bobby Parker, US-amerikanischer Bluesmusiker (76)
- 00. Oktober: Mike O’Neill, britischer Pianist, Keyboarder und Songwriter (≈75)

### November
- 02. November: Jack Alexander, britischer Entertainer und Komiker (77)
- 02. November: Bill Lawrence, deutscher Musiker und Instrumententwickler (82)
- 02. November: Kermit Moore, US-amerikanischer Cellist, Komponist und Orchesterleiter (84)
- 02. November: Serge Oustiakine, französischer Jazzmusiker (52)
- 03. November: María de la Fuente, argentinische Tangosängerin (95)
- 03. November: Reshma, pakistanischer Folk-Musiker und Songschreiber (66)
- 03. November: Bernard Roberts, britischer Pianist (80)
- 04. November: Herbert Brauer, deutscher Opernsänger (98)
- 04. November: Charlie Chesterman, US-amerikanischer Musiker (54)
- 04. November: Eleanor G. Mlotek, US-amerikanische Musikwissenschaftlerin (91)
- 05. November: Luna Andermatt, portugiesische Tänzerin (87)
- 06. November: Guillermina Bravo, mexikanische Tänzerin und Choreografin (92)
- 06. November: Mariana Cornejo, spanische Flamenco-Sängerin (66)
- 06. November: Cheb i Sabbah, algerischer Musiker und Komponist (66)
- 07. November: Walter Fröhlich, deutscher Journalist, Schriftsteller, Musiker und Fotograf (86)

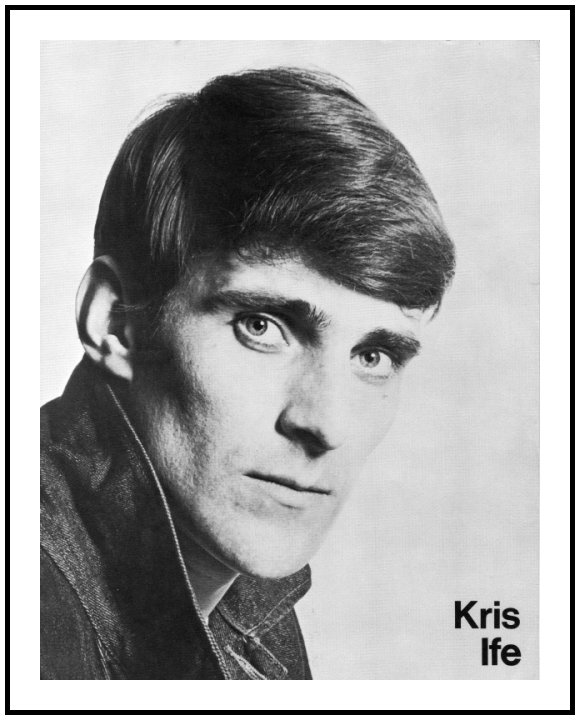
Kris Ife; † 8. November

- 08. November: Kris Ife, britischer Sänger (67)
- 08. November: Jelena Jurajewa, kasachische Jazzpianistin (36)
- 08. November: Chiyoko Shimakura, japanische Sängerin (75)
- 09. November: Bob Gillett, neuseeländischer Jazzmusiker und Musikproduzent (88)
- 09. November: Franziska Kerscher, deutsche Sängerin (94)
- 09. November: Kalaparusha Maurice McIntyre, US-amerikanischer Jazzmusiker (77)
- 10. November: Edith Oravez, ungarisch-schweizerische Opernsängerin (93)
- 11. November: Domenico Bartolucci, italienischer Kirchenmusiker und Kardinal (96)
- 11. November: Bob Beckham, US-amerikanischer Country-Sänger (86)
- 11. November: Rui Valentim de Carvalho, portugiesischer Musikproduzent (82)
- 11. November: Teresita Fernández, kubanische Liedermacherin (82)
- 11. November: Gaudêncio Thiago de Mello, brasilianischer Multiinstrumentalist und Musikpädagoge (80)
- 11. November: Heikki Värtsi, finnischer Tänzer und Choreograph (82)
- 12. November: John Tavener, britischer Komponist (69)
- 13. November: Dena Epstein, US-amerikanische Musikwissenschaftlerin (96)

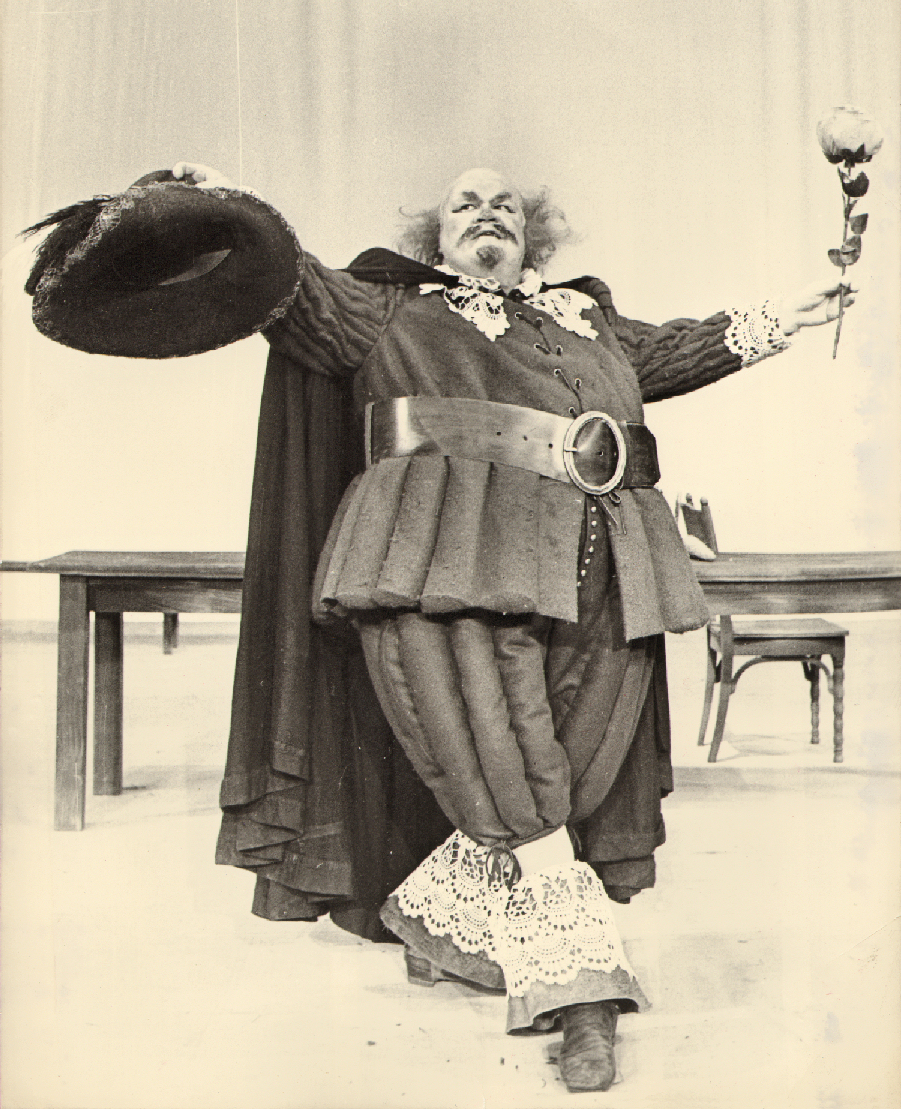
Günther Hofmann; † 13. November
(Foto: Walter Hinghaus)

- 13. November: Günther Hofmann, deutscher Opernsänger, -regisseur und -direktor (85)
- 13. November: Boris Mersson, Schweizer Komponist und Pianist (92)
- 13. November: Heinrich Riemenschneider, deutscher Schauspieler, Sänger, Dramaturg, Regisseur und Museumsdirektor (89)
- 14. November: Julian Davies, britischer Jazzmusiker (82)
- 16. November: Josef Maria Müller, österreichischer Widerstandskämpfer, Dirigent, Musikpädagoge und konservativer politischer Aktivist (90)
- 16. November: Jermek Serkebajew, sowjetischer Opernsänger und Politiker (87)
- 18. November: Leonard Klein, US-amerikanischer Komponist, Pianist und Musikpädagoge (84)
- 18. November: Nejat Uygur, türkischer Komiker und Schauspieler (86)
- 18. November: S. R. D. Vaidyanathan, indischer Musiker (84)
- 19. November: Walter Leissle, deutscher Textdichter (81)
- 20. November: Pavel Bobek, tschechischer Country-Sänger (76)

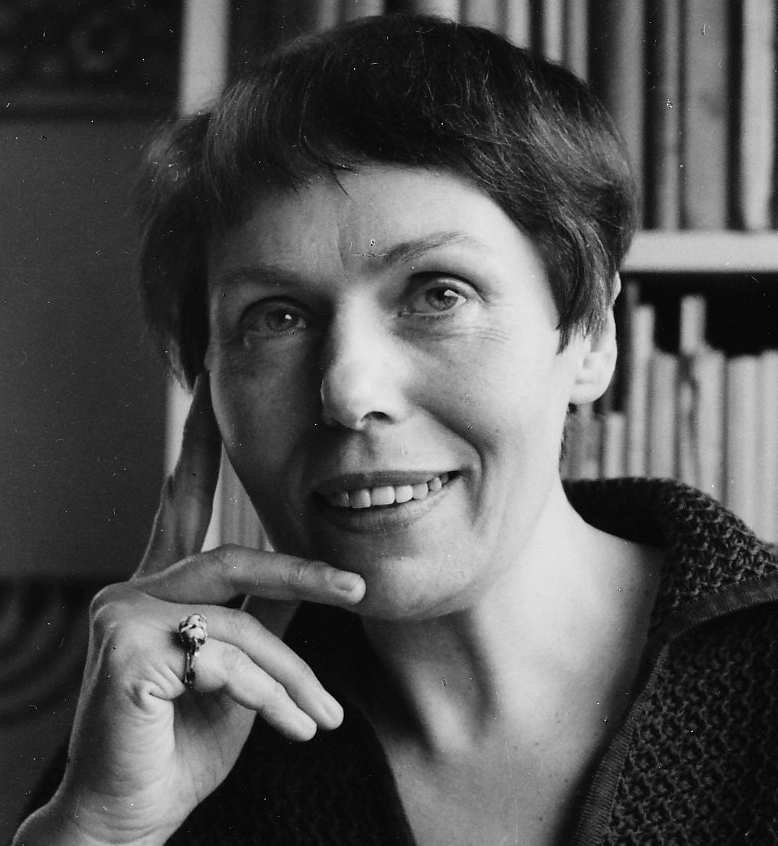
Charlotte Niemann; † 20. November

- 20. November: Charlotte Niemann, deutsche Regisseurin und Komponistin (98)
- 20. November: Eddie Pawl, US-amerikanischer Jazz-Musiker (85)
- 20. November: Hellmuth Wolff, kanadischer Orgelbauer (76)
- 21. November: Ronny Coaches, ghanaischer Musiker (33)
- 21. November: Bernard Parmegiani, französischer Komponist (86)
- 21. November: Conrad Susa, US-amerikanischer Komponist (78)
- 22. November: Brian Dawson, britischer Musiker (76)
- 23. November: Wayne Mills, US-amerikanischer Country-Musiker (44)
- 25. November: Bob Colin Day, britischer Musiker (72)
- 25. November: Oralia Domínguez, mexikanische Opernsängerin (88)

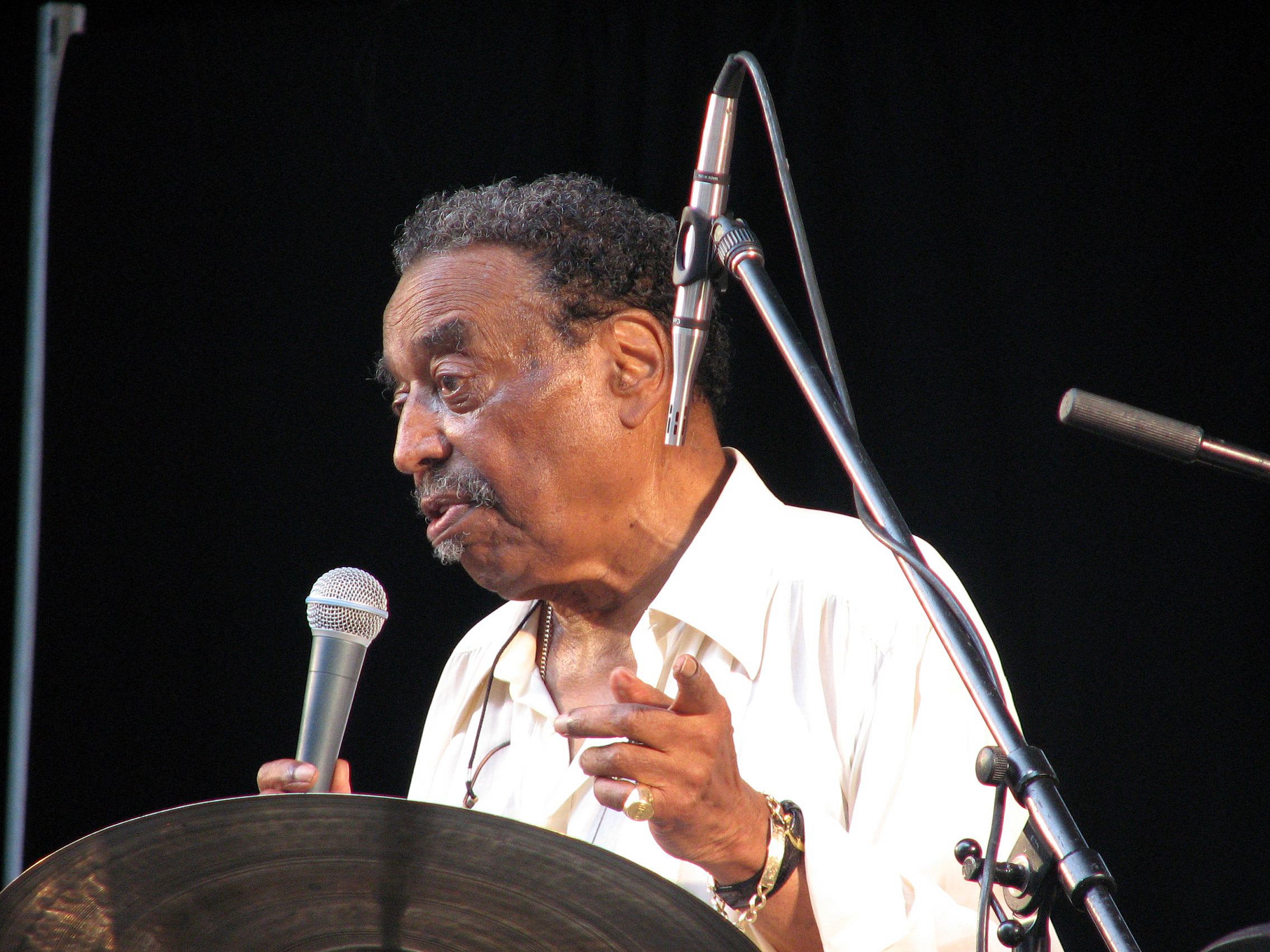
Chico Hamilton; † 25. November

- 25. November: Chico Hamilton, US-amerikanischer Jazz-Schlagzeuger (92)
- 25. November: Elke Neidhardt, australische Schauspielerin und Opernregisseurin (72)
- 26. November: Arik Einstein, israelischer Sänger (74)
- 26. November: Jane Kean, US-amerikanische Sängerin und Schauspielerin (90)
- 26. November: Temistocle Popa, rumänischer Komponist und Songwriter (92)
- 26. November: Helmut Rond, deutscher Discjockey, Musiker und Sänger (71)
- 26. November: Stan Stennett, britischer Schauspieler und Musiker (88)
- 28. November: Joe Bihari, US-amerikanischer Musikproduzent (88)
- 29. November: Oliver Cheatham, US-amerikanischer Sänger (65)
- 29. November: Dick Dodd, US-amerikanischer Schlagzeuger und Sänger (68)
- 29. November: Chris Howland, britischer Schauspieler und Sänger (85)
- 30. November: Tabu Ley Rochereau, kongolesischer Sänger, Songwriter und Politiker (73)
- 00. November: Rob Amster, US-amerikanischer Jazzmusiker (Kontrabass, E-Bass) (≈49)

### Dezember
- 01. Dezember: Manfred Scherzer, deutscher Violinist und Dirigent (80)
- 01. Dezember: Martin Sharp, australischer Karikaturist, Songwriter und Filmemacher (71)

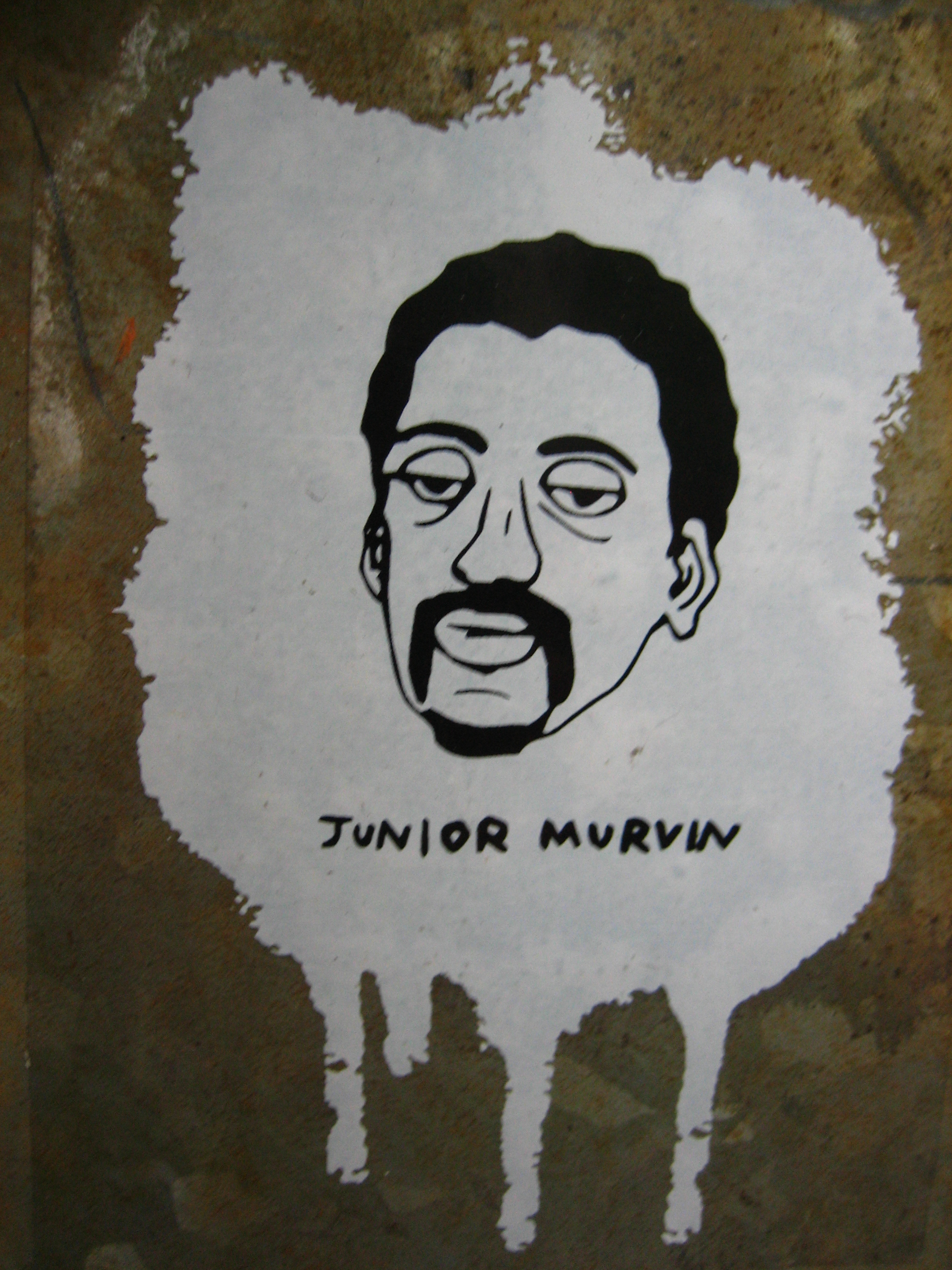
Junior Murvin; † 2. Dezember

- 02. Dezember: Junior Murvin, jamaikanischer Reggaemusiker (67)
- 05. Dezember: Andy Pierce, schwedischer Metal-Sänger (45)
- 06. Dezember: Tom Krause, finnischer Opernsänger (79)
- 06. Dezember: Stan Tracey, britischer Jazzmusiker (86)
- 07. Dezember: Jorge „Negro“ González, argentinischer Jazzbassist und Club-Betreiber (79)
- 07. Dezember: Michael Vetter, deutscher Komponist, Schriftsteller und Künstler (70)
- 07. Dezember: Chick Willis, US-amerikanischer Bluesmusiker (79)
- 08. Dezember: Hung Sin-nui, chinesische Opernsängerin und Schauspielerin (88)
- 08. Dezember: Lynne Kieran, britische Sängerin (53)
- 08. Dezember: Meinhard Puhl, deutscher Jazzmusiker und Arrangeur (71)
- 08. Dezember: Ernest Sauter, deutscher Komponist (85)
- 08. Dezember: Sándor Szokolay, ungarischer Komponist (82)
- 09. Dezember: Barbara Hesse-Bukowska, polnische Pianistin (83)
- 10. Dezember: Jimmy Amadie, US-amerikanischer Jazzpianist (76)
- 10. Dezember: Jim Hall, US-amerikanischer Jazzmusiker (83)
- 10. Dezember: Ilse Reil, deutsche Blockflötistin (94)
- 10. Dezember: Martijn Teerlinck, belgischer Musiker (26)
- 11. Dezember: George Buck, US-amerikanischer Impresario und Musikproduzent (84)
- 12. Dezember: Zbigniew Karkowski, polnischer Experimentalmusiker (55)
- 12. Dezember: Maria Lidka, deutsch-britische Violinistin (99)
- 12. Dezember: Rae Woodland, britische Opernsängerin (91)
- 13. Dezember: Marcel Cellier, Schweizer Musikproduzent und -ethnologe (88)
- 13. Dezember: Rune Öfwerman, schwedischer Jazzpianist, Arrangeur und Orchesterleiter (80)
- 14. Dezember: David Wertman, US-amerikanischer Jazz-Bassist und Komponist (61)
- 16. Dezember: Lubomír Dorůžka, tschechischer Musikwissenschaftler und -journalist (89)

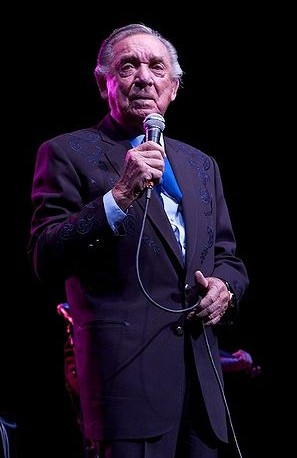
Ray Price; † 16. Dezember

- 16. Dezember: Ray Price, US-amerikanischer Country-Sänger (87)
- 17. Dezember: Achim Kubinski, deutscher Künstler, Komponist und Galerist (62)
- 18. Dezember: Paul Bäumer, niederländischer Musiker (37)
- 18. Dezember: Ronald Biggs, britischer Postzugräuber und Punklegende (84)
- 18. Dezember: Larry Lujack, US-amerikanischer Radiomoderator (73)
- 18. Dezember: Dolf Rabus, deutscher Festivalleiter (67)
- 19. Dezember: Winton Dean, britischer Musikwissenschaftler (97)
- 19. Dezember: Herb Geller, US-amerikanischer Jazzmusiker, Komponist und Arrangeur (85)
- 20. Dezember: Ricky Dunigan, US-amerikanischer Rapper (40)
- 20. Dezember: Peter A. Ingwersen, deutscher Musikverleger (82)
- 20. Dezember: Nelly Omar, argentinische Tango-Sängerin (102)
- 20. Dezember: David Richards, britischer Musikproduzent (57)
- 20. Dezember: Reginaldo Rossi, brasilianischer Sänger und Komponist (69)
- 20. Dezember: Manfred Wiener, österreichischer Musiker, Komponist und Arrangeur sowie Musikpädagoge (52)
- 21. Dezember: Trigger Alpert, US-amerikanischer Jazzmusiker (97)
- 21. Dezember: Alain Buffard, französischer Tänzer und Choreograf (53)
- 21. Dezember: Lars Edlund, schwedischer Komponist und Kirchenmusiker (91)

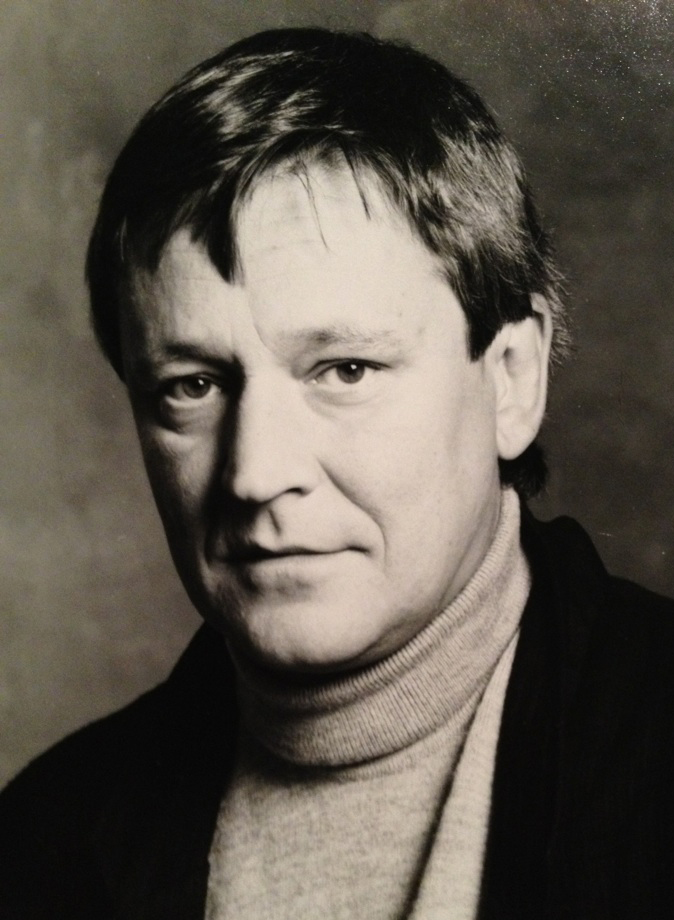
Björn J:son Lindh; † 21. Dezember

- 21. Dezember: Björn J:son Lindh, schwedischer Komponist und Flötist (69)

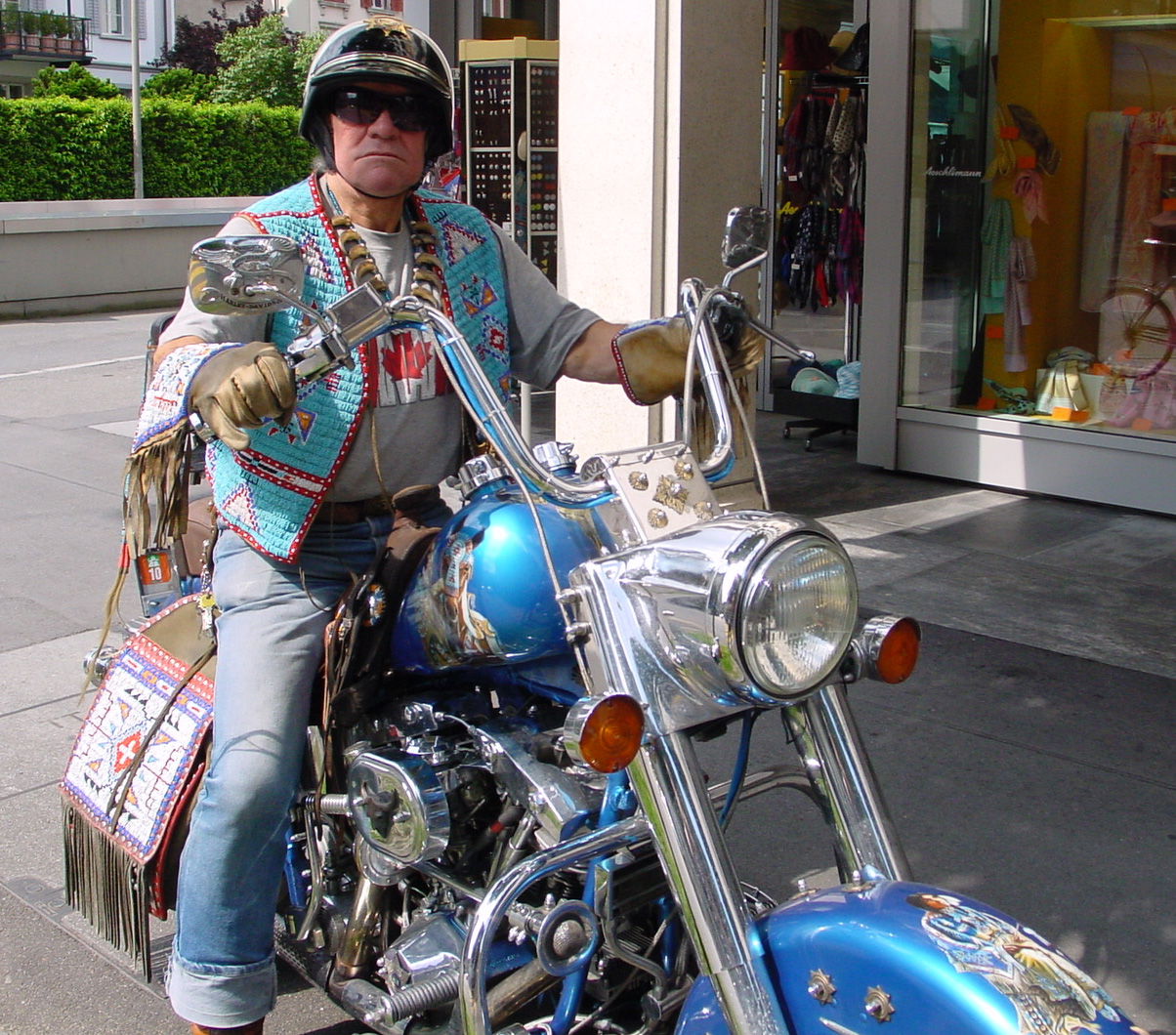
Angy Burri; † 22. Dezember

- 22. Dezember: Angy Burri, Schweizer Künstler und Musiker (74)
- 22. Dezember: Diomedes Díaz, kolumbianischer Sänger (56)
- 23. Dezember: Yusef Lateef, US-amerikanischer Jazzmusiker und -komponist (93)
- 23. Dezember: Ricky Lawson, US-amerikanischer Musiker (59)
- 24. Dezember: Germán Coppini, spanischer Sänger (52)
- 25. Dezember: Adnan Şenses, türkischer Sänger und Schauspieler (78)
- 25. Dezember: Peter Vujica, österreichischer Autor und Komponist (76)
- 26. Dezember: Boyd Lee Dunlop, US-amerikanischer Jazzpianist (87)
- 26. Dezember: Marta Eggerth, ungarische Operettensängerin und Filmschauspielerin (101)
- 27. Dezember: Rosa Umbetowna Dschamanowa, sowjetische bzw. kasachische Sopranistin und Hochschullehrerin (85)
- 27. Dezember: Clark Vreeland, US-amerikanischer Musiker, Songwriter und Produzent (62)
- 28. Dezember: Esther Borja, kubanische Sängerin (100)

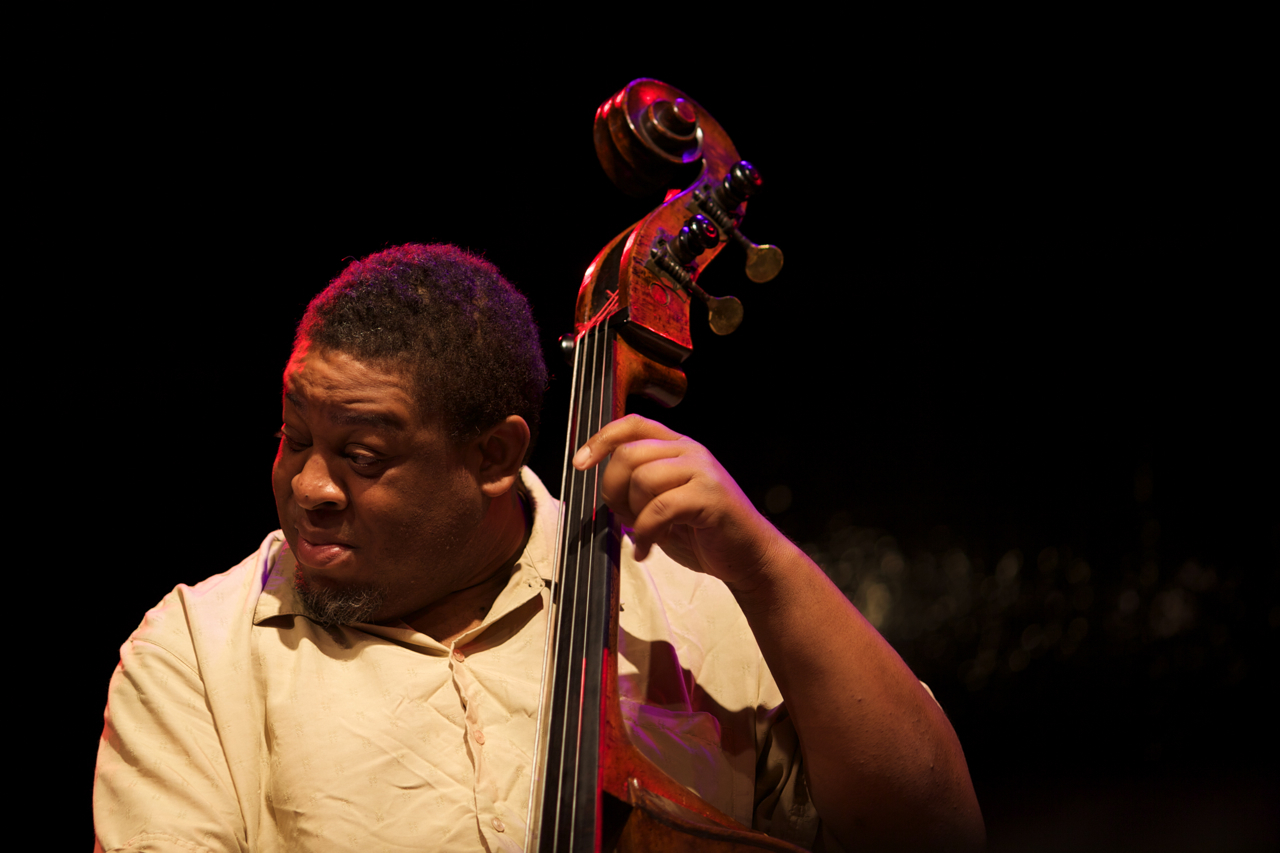
Dwayne Burno; † 28. Dezember

- 28. Dezember: Dwayne Burno, US-amerikanischer Bassist (43)
- 28. Dezember: Doe B, US-amerikanischer Rapper (22)
- 28. Dezember: Sheila Guyse, US-amerikanische Schauspielerin und Sängerin (88)
- 29. Dezember: Benjamin Curtis, US-amerikanischer Musiker (35)
- 29. Dezember: Wojciech Kilar, polnischer Komponist (81)
- 30. Dezember: Katja Andy, deutsch-US-amerikanische Pianistin (106)
- 31. Dezember: Bobby Gordon, US-amerikanischer Jazz-Klarinettist (72)
- 31. Dezember: Juan Moneo, spanischer Flamenco-Sänger (61)
- 31. Dezember: Al Porcino, US-amerikanischer Jazztrompeter (88)

### Genaues Todesdatum unbekannt
- Anfang März: Avril Dankworth, britische Musikpädagogin und Autorin (≈91)
- vor 1. Juli: Chantal de Freitas, deutsche Schauspielerin und Sängerin (≈46)
- um 21. November: Nate Morgan, US-amerikanischer Jazzpianist und Komponist (≈49)
- Don Paulin, US-amerikanischer Folksänger (≈84)